# Čína
Čína (čínsky v českém přepisu Čung-kuo, pchin-jinem Zhōngguó, znaky zjednodušené 中国), plným názvem Čínská lidová republika (čínsky v českém přepisu Čung-chua žen-min kung-che-kuo, pchin-jinem Zhōnghuá rénmín gònghéguó, znaky zjednodušené 中华人民共和国), zkratkou ČLR (mezinárodně CN), je stát ležící ve východní Asii. S 1,4 miliardy obyvatel je Čína, těsně po Indii, druhou nejlidnatější zemí světa, rozloha 9,6 milionu km² ji činí čtvrtým největším státem.

## Základní informace
Čína se rozkládá napříč pěti časovými pásmy, užívá však jen jedno pásmo – GMT+8. Sousedí se 14 zeměmi, což je po Rusku druhý nejvyšší počet na světě. Člení seí na 23 provincií, pět autonomních oblastí, čtyři přímo spravovaná města (Peking, Tchien-ťin, Šanghaj, Čchung-čching) a dvě zvláštní administrativní oblastí (Hongkong a Macao). Hlavním městem Číny je Peking, nejlidnatějším městem je Šanghaj.
Čínská civilizace, rozvíjející se původně v úrodném povodí Žluté řeky ve Velké čínské nížině, patří k nejstarším na světě. Byť jsou její počátky zahaleny v mlze legend, obvykle se umisťují do období 2000 let př. n. l. Čínský stát několikrát v dějinách zmohutněl, byl rozbit, a pak se znovu sjednotil. Ve fázích vzmachu byla Čína vždy přední světovou ekonomickou mocností, mimo jiné díky proslulé Hedvábné stezce, a také místem rozvoje vědy a technologií – lze jí připsat vynález kompasu, papíru, střelného prachu či knihtisku. 19. století bylo pro Čínu ovšem dobou stagnace, opožděného pronikání rysů moderní civilizace i mocenského ponížení. To vedlo v roce 1912 k pádu tisíciletého monarchického systému a vzniku republiky, jejíž modernizační snahy byly však zabrzděny občanskou válkou mezi nacionalisty a komunisty (od 1927) a agresí Japonska (od 1937). V roce 1949 nakonec zemi, až na malý ostrov Tchaj-wan, ovládli komunisté. Vytvořili totalitní systém s centrálně řízenou ekonomikou. Řada společenských a ekonomických experimentů, jež vyvrcholila tzv. kulturní revolucí, vedla však jen ke stagnaci, byť Čína dosáhla úspěchů diplomatických, roku 1971 se stala stálým členem Rady bezpečnosti OSN s právem veta a vojenských, když vstoupila mezi jaderné velmoci.
Skutečný rozmach však přinesly až ekonomické reformy Teng Siao-pchinga započaté roku 1978, které v Číně zavedly volný trh. Zahájily období bezprecedentního ekonomického růstu. S tím šel ruku v ruce růst geopolitického vlivu a zisk statusu supervelmoci. Trauma velmocenského ponížení z 19. století bylo symbolicky překonáno i tím, když Čína dostala pod svoji kontrolu poslední kolonie na svém území: Hongkong (od Spojeného království, od r. 1997) a Macao (od Portugalska, od roku 1999). Vznáší nárok i na ostrov Tchaj-wan a několik dalších menších území. Tyto oblasti jsou však spravovány vládou Čínské republiky, která prozatím nechce být samostatným státem, a formálně si nadále činí nárok na vládu v celé Číně. Ačkoli reformy Čínu velmi přiblížily západnímu ekonomickému modelu a životnímu stylu, v oblasti politické si uchovává systém vlády jedné strany a rysy diktatury.
V roce 2012 se Čína stala největší ekonomikou světa z hlediska hrubého domácího produktu (HDP) v paritě kupní síly. Z hlediska nominálního HDP je druhou největší ekonomikou po Spojených státech. Je rovněž druhá na světě dle kritéria národního bohatství. Její bohatství však není v čínské společnosti rozloženo rovnoměrně (má mnohem vyšší míru ekonomických rozdílů mezi lidmi než Evropa). Při přepočtu ekonomického výkonu na obyvatele je tento výkon průměrný – v HDP (PPP) per capita je Čína 84. na světě, na úrovni globálního průměru (zhruba na úrovni Severní Makedonie). Spojené státy jsou z tohoto hlediska jedenácté.
Stále silnější geopolitické partnerství pojí Čínu a Ruskou federaci. Společně se snaží vytvořit blok, který by oponoval Evropě, Spojeným státům a jejich asijským spojencům. Napětí těchto dvou velkých bloků se někdy označuje za druhou studenou válku. To se podařilo nejprve vznikem společenství BRICS, dnes vlivného ekonomického bloku spojujícího 11 zemí (k roku 2025). Po počátku rusko-ukrajinského konfliktu stojí často na straně Ruska a při hlasování v OSN nepodporuje protiruské usnesení a sankce. Rusko se právě kvůli sankcím uvaleným ze strany EU a USA orientuje při vývozu plynu a ropy právě na Čínu a Indii. Role Číny je ale nejednoznačná. Čína sice ze zvýšeného obchodu profituje, ale občas se k sankcím připojuje, což vzájemný obchod komplikuje.
Trvale roste vojenská moc Číny. Po USA a Rusku má třetí nejsilnější armádu na světě a druhý nejvyšší obranný rozpočet.

## Dějiny

### Prehistorie
Původní osídlení Číny náleží mezi nejstarší na světě. Archeologické nálezy Sinanthropua Pekinensis dokazují osídlení již před půl miliónem let.

### Vlády dynastií

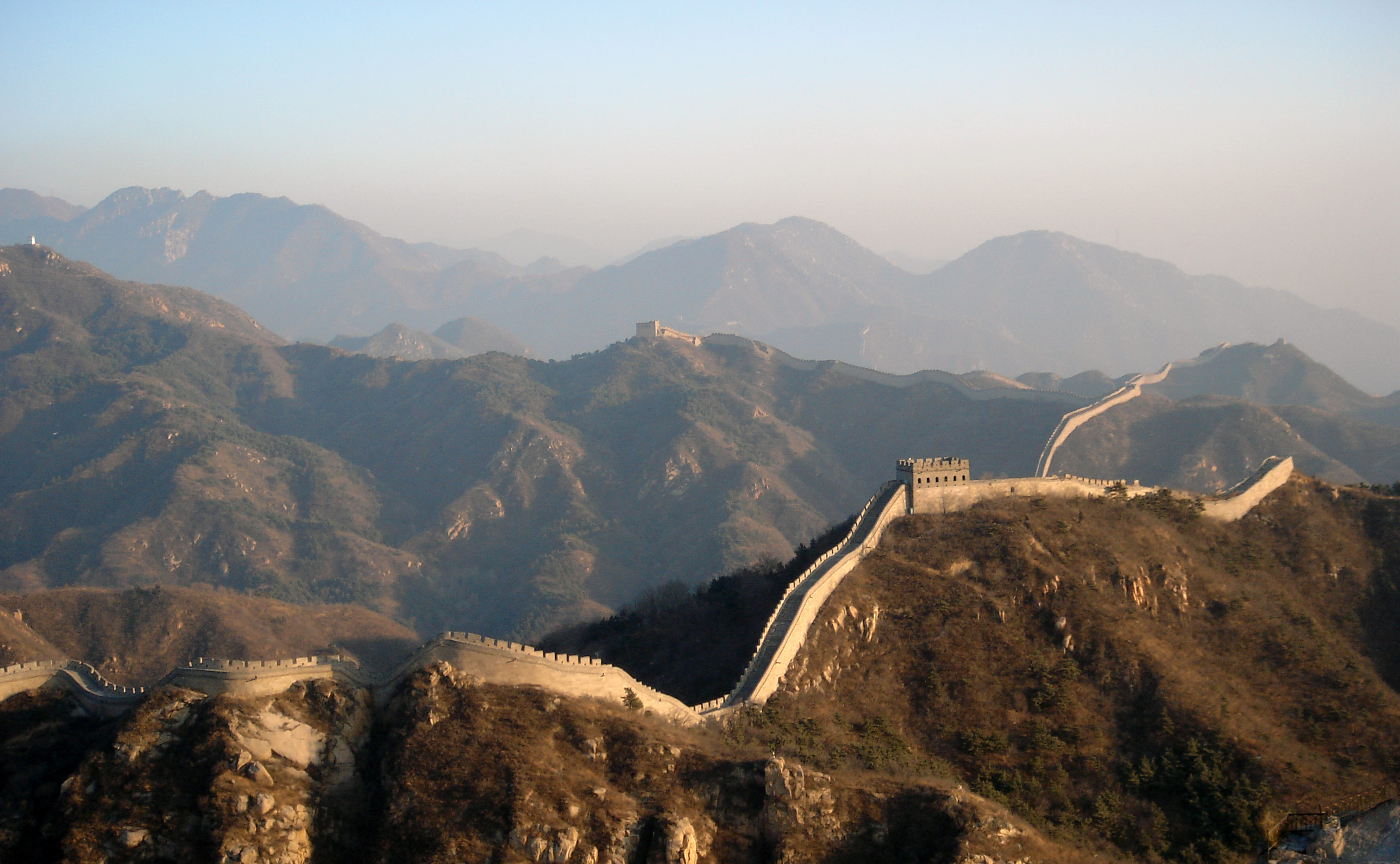
Velká čínská zeď chránila Čínu před nájezdy nomádů ze severu

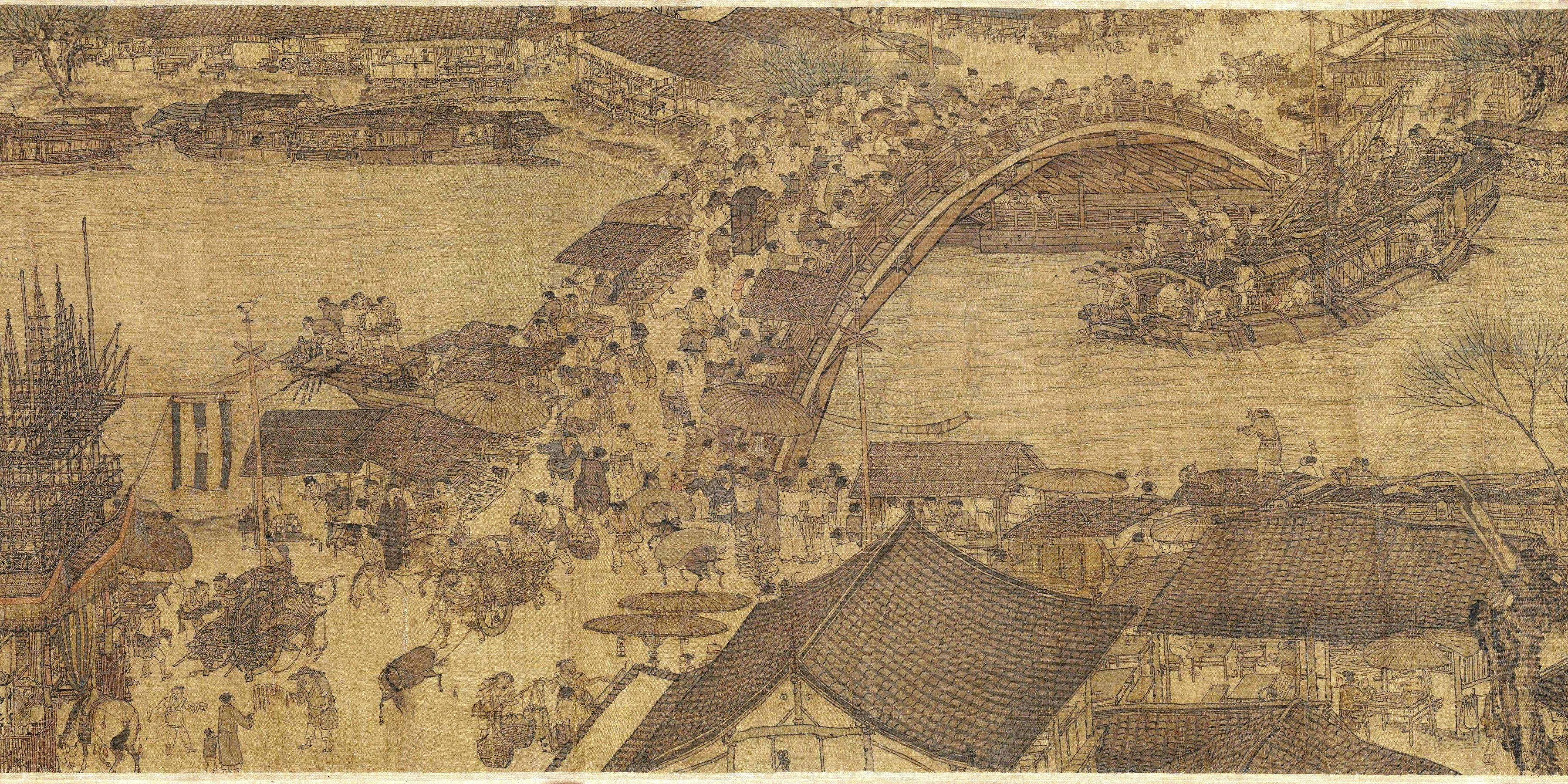
Kchaj-feng, hlavní město dynastie Sung, na obrazu z 12. století od Čang Ce-tuana

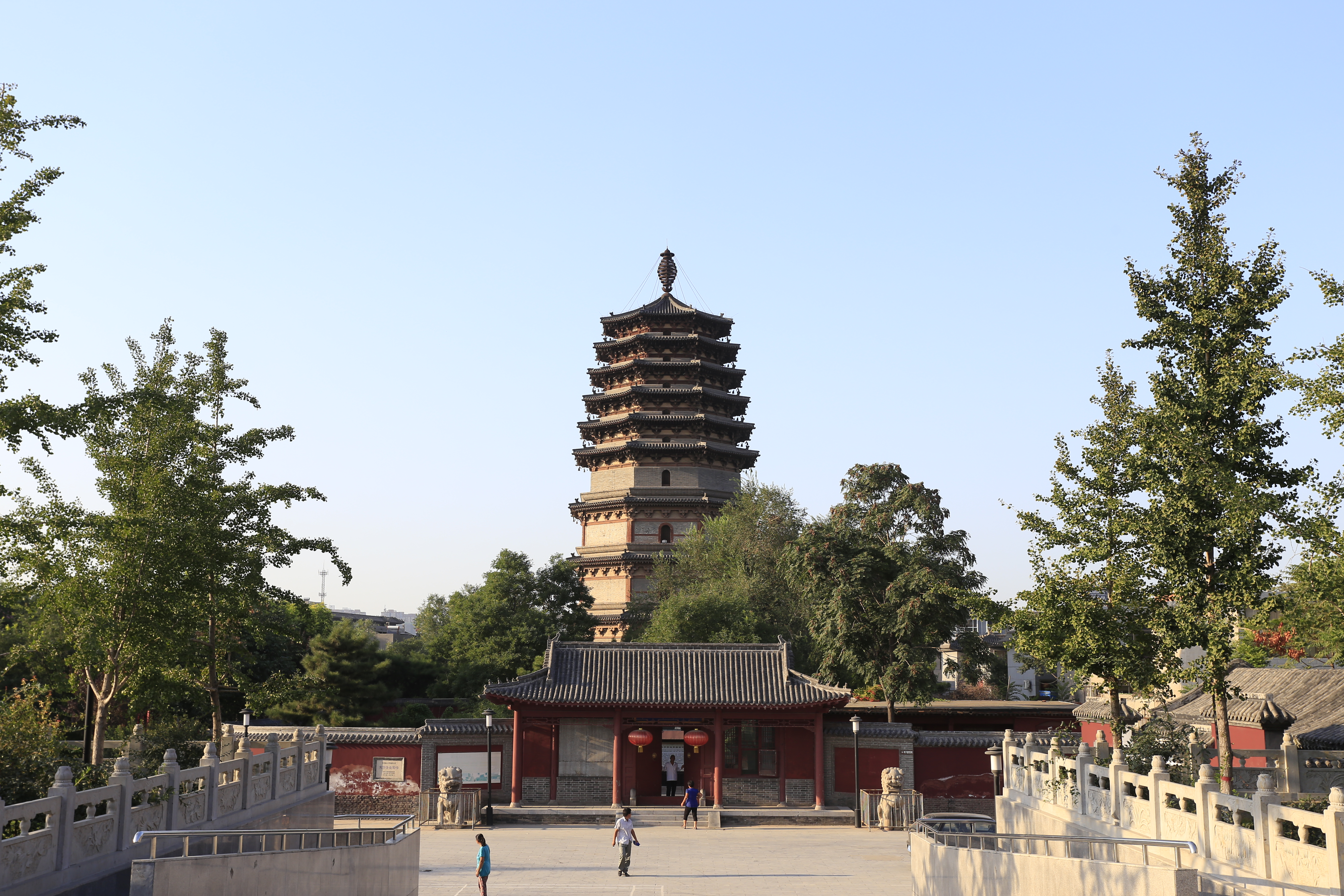
Pagoda Ling-siao z 11. století

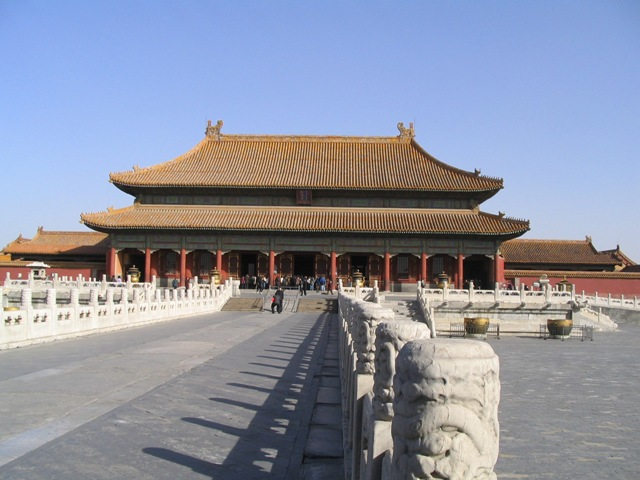
Císařský palác v Zakázaném městě z období vlády dynastie Ming

Dynastie Sia je považována za první čínskou vládnoucí dynastii. Šang je první historicky doložená čínská dynastie. Vládla v 17. až 16. století před naším letopočtem. Byly již používány písmo a kalendář.
Dynastie Čou vládnoucí v 11. až 8. století před naším letopočtem již ovládala a spravovala rozsáhlé území od řeky Jang-c’-ťiang až po Velkou čínskou zeď. Čouské období se dělí na Západní a Východní Čou. V období Východního Čou se vládnoucí král přesunul na místo moderního Si-anu. Postupně moc čouského krále zeslábla. V 8. až 5. století př. n. l. následovalo období Jar a podzimů, kdy si vládci údělných států rozdělili zemi mezi sebou. Poté se v období válčících států utkalo několik silných států v boji o vládu nad Čínou. V něm zvítězila dynastie Čchin, ovládající region kolem původní čouské metropole.
Vláda dynastie Čchin přinesla sjednocení území pod silně centralizovanou vládu. V tomto období, 220 let před naším letopočtem, byla vystavěna Velká čínská zeď, postaven zavodňovací systém, proběhla reforma písma a byly sjednoceny míry a váhy.
Ze zmatků následujících po pádu říše Čchin se zrodila říše Chan, když Liou Pang, jeden z vůdců protičchingských povstalců, opětovně sjednotil Čínu a roku 202 př. n. l. se prohlásil císařem. Dynastie Chan je považována za jednu z nejmocnějších dynastií v celé čínské historii. V tomto období, 220 až 206 před naším letopočtem, došlo k rozvoji obchodu a kultury. Technické znalosti zahrnovaly používání papíru a porcelánu. Dynastie Chan navázala na předchozí vojenskou expanzi dynastie Čchin. Došlo k prvním kontaktům se Západem, s Římany.
V průběhu 1. století našeho letopočtu se z Indie do Číny rozšířil buddhismus. V období tří říší (220-265) se Čína nejprve rozpadla na tři státy a později se roztříštěnost ještě zvýšila. Tradičně je toto období vymezeno rokem 220 n. l., kdy oficiálně vznikl stát Wej, a rokem 280, kdy říše Ťin dobyla stát Wu.
Za dynastie Suej, na přelomu 6. a 7. století, došlo k opětovnému sjednocení země. Za následující dynastie Tchang, 618 až 907, nastal „zlatý věk“ v oblasti umění a literatury. Čína se v tomto období stala nejvýznamnějším státem v Asii. Byl vynalezen knihtisk. Politicky Čína navázala kontakty s Japonskem a zeměmi jižní a západní Asie.
V letech 907 až 960, v tzv. období Pěti dynastií a deseti říší, došlo k dalším válkám a fragmentaci ovládaných území. Následující vláda dynastie Sung (960-1279) byla naopak obdobím velkých hospodářských a kulturních úspěchů. Došlo k rozvoji manufaktur, směny a obchodu, významnému rozvoji peněžního hospodářství, věd i farmakologie.
Vládu dynastie Sung ukončily v poslední čtvrtině 13. století nájezdy Mongolů. Mongolové ovládli celou Čínu a jejich říše sahala přes celou Asii až do Evropy. Prvním z vládců mongolské dynastie Jüan byl chán Kublaj (známé jsou jeho kontakty s benátským cestovatelem Markem Polem).

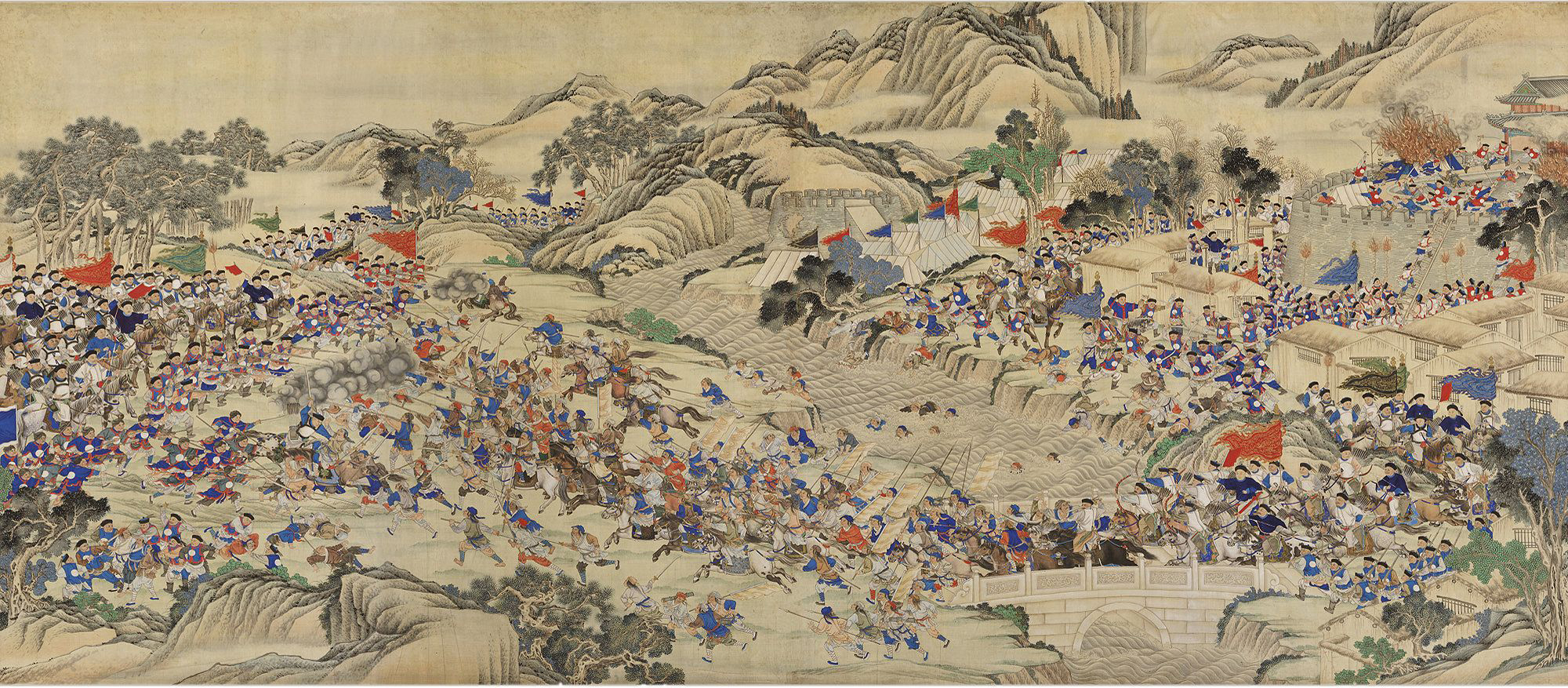
Povstání tchaj-pchingů v letech 1850 až 1864 si vyžádalo přes 20 milionů obětí

Krutovláda Mongolů vyvolávala v Číně povstání a za dynastie Ming (1368-1644) byli Mongolové vyhnáni. Hlavním městem dynastie Ming se stal Peking. V tomto období došlo k rozvoji námořního obchodu a stavby lodí. Cestovatel Čeng Che díky tomu prozkoumal jihovýchodní Asii, Indii, Arabský poloostrov a východní Afriku. Zkvalitnilo se též zpracování železa a došlo k rozvoji uměleckých řemesel. V 16. století začali do Číny pronikat portugalští obchodníci a misionáři, ale jejich vliv byl později výrazně omezen na oblast města a přístavu Macao.

Vlastní Čína (žlutě) a expanze mandžuské dynastie Čching do roku 1800

Poslední dynastií v Číně byla mandžuská dynastie Čching. Vládla v letech 1644 až 1911. První císaři této dynastie obnovili moc a hranice říše jako bývaly za dynastie Tchang. Čínská říše zahrnovala Mandžusko, Mongolsko, Tchaj-wan a Tibet. Císaři dynastie Čhing podporovali vědu a umění. Dlouhé období míru, kdy stoupla životní úroveň obyvatel císařství, bylo zakončeno tzv. Opiovou válkou (1839-1842) s Angličany. Po porážce musela Čína postoupit Spojenému království Velké Británie a Irska město Hongkong, které se stalo britskou korunní kolonií. Následovaly další dvě opiové války a pokles životní úrovně obyvatel. Na konci 19. století se Čína dostala do vojenského konfliktu s Japonskem. Po několika protimandžuských povstáních byla v roce 1911 dynastie Čching nucena abdikovat a 29. prosince 1911 byla vyhlášena Čínská republika.

### Čínská republika

#### Čínsko-japonská válka

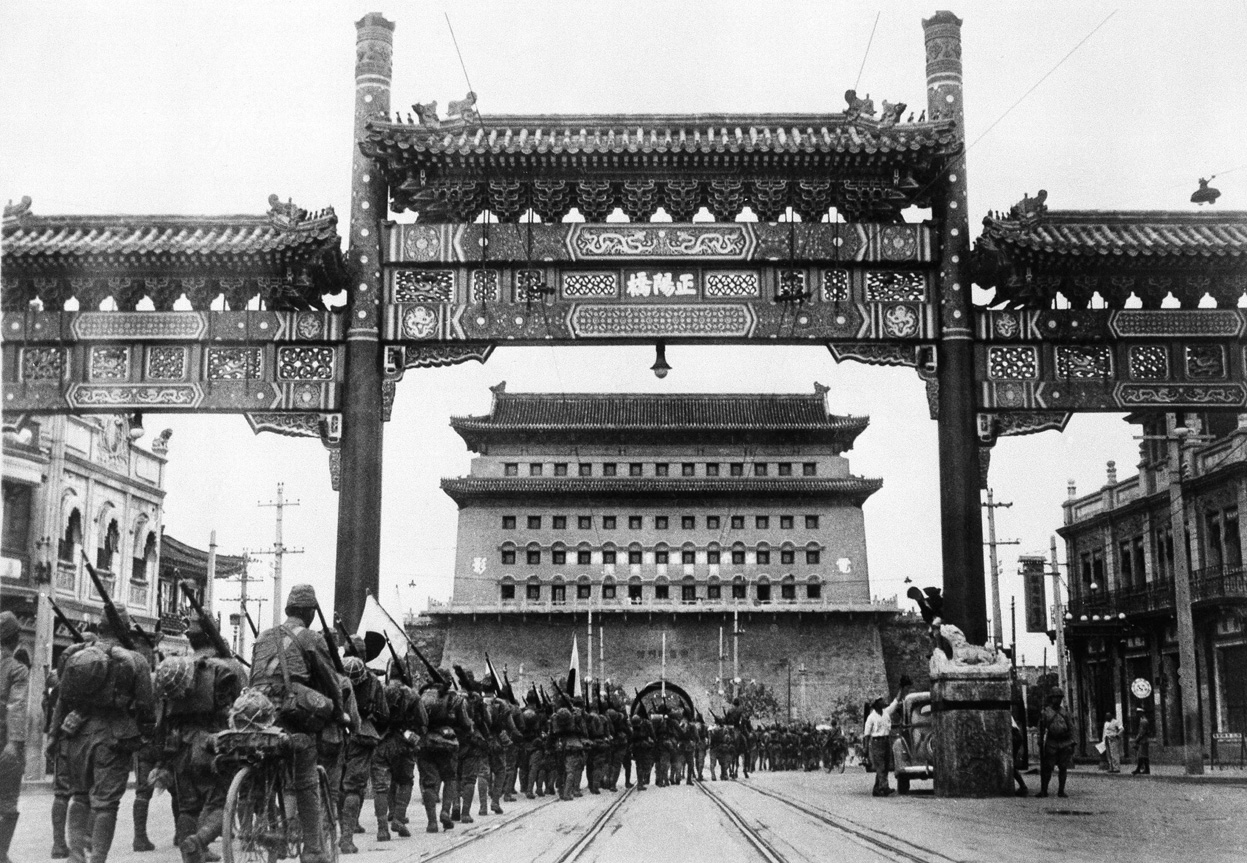
Okupační vojska Japonského císařství vstupují v srpnu 1937 do Pekingu

V roce 1931 po tzv. Mukdenského Incidentu obsadila japonská armáda Mandžusko a vytvořila zde loutkový stát Mandžukuo, který se stal odrazovým můstkem k japonské invazi do ostatní Číny. Incident na mostě Marca Pola, který byl uměle vyvolán Japonci, se stal záminkou k rozpoutání 8 let trvající druhé čínsko-japonské války (1937–1945), která je někdy považována za součást 2. světové války.
Japonská císařská armáda se při svém tažení do Číny dopouštěla mnoha válečných zločinů. Nejvíce vešel ve známost Nankingský masakr v roce 1937, při kterém japonští vojáci zmasakrovali na 300 000 civilistů a válečných zajatců. Zvláštní japonská jednotka 731, která byla umístěna v Mandžusku, prováděla pokusy na lidech. Japonci na obyvatelstvu testovali biologické zbraně, například antrax nebo dýmějový mor, kterými se nakazily statisíce Číňanů. Celkově si druhá čínsko-japonská válka vyžádala přes 11 milionů obětí.

#### Čínská občanská válka
Po druhé světové válce v Číně znovu propukla občanská válka mezi Komunistickou stranou Číny (Kungčchantang) a tehdy ještě vládnoucími nacionalisty (Kuomintang). Válka skončila roku 1949 vítězstvím komunistů. Ti pod vedením Mao Ce-tunga převzali kontrolu nad celou pevninskou Čínou včetně ostrova Chaj-nan. Příslušníci Kuomintangu byli donuceni se stáhnout na ostrov Tchaj-wan a několik menších přilehlých ostrovů, což je území dnešní Čínské republiky. 1. října 1949 vyhlásil Mao Ce-tung na pekingském náměstí Nebeského klidu slovy „Číňané povstali“ Čínskou lidovou republiku.

### Čínská lidová republika

#### Vláda Mao Ce-tunga
Období vlády během života Mao Ce-tunga (1949–1976) dodnes vzbuzuje řadu kontroverzí, hlavně kvůli nesmiřitelné politice vůči odpůrcům, mnohým omylům a až zločinným důsledkům na obyvatelstvu způsobených mj. fanatickým vykládáním komunistické ideologie.
Nová vláda okamžitě uzákonila pozemkovou reformu, znárodnila průmyslovou výrobu a započala s vyhlašováním kampaní (programy gramotnosti, očkování, zvýšení kvality zemědělství atd.). Hned po vzniku nového státu v roce 1949 ČLR také formálně anektovala Východní Turkestán (dnešní autonomní oblast Sin-ťiang) a v roce 1950 i Tibet (oficiálně až roku 1951, dnešní Tibetská autonomní oblast), čímž dokončila opětovné sjednocení území připojením všech separatistických států vzniklých po vyhlášení republiky roku 1912. Komunistická Čína se také zapojila do korejské války (1950–1953) na straně Severní Koreje. V roce 1956 byla vyhlášena pod heslem „Ať rozkvétá sto květů umění, ať soupeří sto škol učení“ kampaň Sta květů, v jejímž rámci byli intelektuálové vyzváni, aby dali kritikou podněty pro další zlepšení země. Když se ale kampaň postupně zvrhla v kritiku vládního režimu, následovala kampaň proti pravičákům (1957), která odsoudila statisíce lidí, převážně intelektuálů, k smrti nebo k převýchově.
V pokusu dohnat a předehnat Západ byl vyhlášen tzv. Velký skok vpřed (1958–1960), jenž ale skončil katastrofou – na hladomor zemřelo podle odhadů dokonce více než 30 milionů lidí, a proto z čela KS Číny odstoupil Mao Ce-tung, přestože si i nadále ve straně udržoval velký vliv, a na jeho místo byl zvolen Liou Šao-čchi. V důsledku ideologické roztržky se Sovětským svazem od roku 1960 byla navíc ČLR odkázána pouze sama na sebe. Roku 1964 byla provedena úspěšná jaderná zkouška a ČLR se tak zařadila mezi jaderné mocnosti.

#### Kulturní revoluce
Mao Ce-tung upevnil svou moc mezi rolníky přes pozemkovou reformu a také díky popravám mezi 1 a 2 miliony zemědělských hospodářů. Čínská populace se z 550 milionů téměř zdvojnásobila na více než 900 milionů. Ovšem Mao Ce-tungův rozsáhlý projekt ekonomické a sociální reformy, tzv. Velký skok vpřed mezi lety 1958 a 1961, měl za následek okolo 45 milionů úmrtí, většinou následkem velkého čínského hladomoru.
V roce 1966 Mao Ce-tung inicioval Velkou proletářskou kulturní revoluci, jež byla postavena na myšlence nepřetržité revoluce a masové demokracie, a měla za cíl vymýtit kapitalismus uvnitř strany. Hlavním Maovým důvodem pro uskutečnění revoluce však patrně bylo to, že od roku 1959 postupně ztrácel vliv ve vedení strany a tímto způsobem se chtěl zbavit svých ideologických odpůrců a osobních nepřátel. Kampaň byla zaměřena proti čtyřem přežitkům – starému myšlení, kultuře, obyčejům a návykům. Hnací silou Maovy revoluce se stala mládež, která vytvářela tzv. rudé gardy. Hlavními oběťmi kampaně se stali Liou Šao-čchi a Teng Siao-pching[zdroj?], zahraniční diplomaté a veškeré autority vůbec. V důsledku došlo k obrovským škodám na kulturním dědictví (byly páleny knihy, vypleněna muzea a ničeny historické budovy) a země se zmítala v chaosu. Kampaň trvala do roku 1969, ale její výsledky přetrvaly do Maovy smrti v roce 1976 a dále.

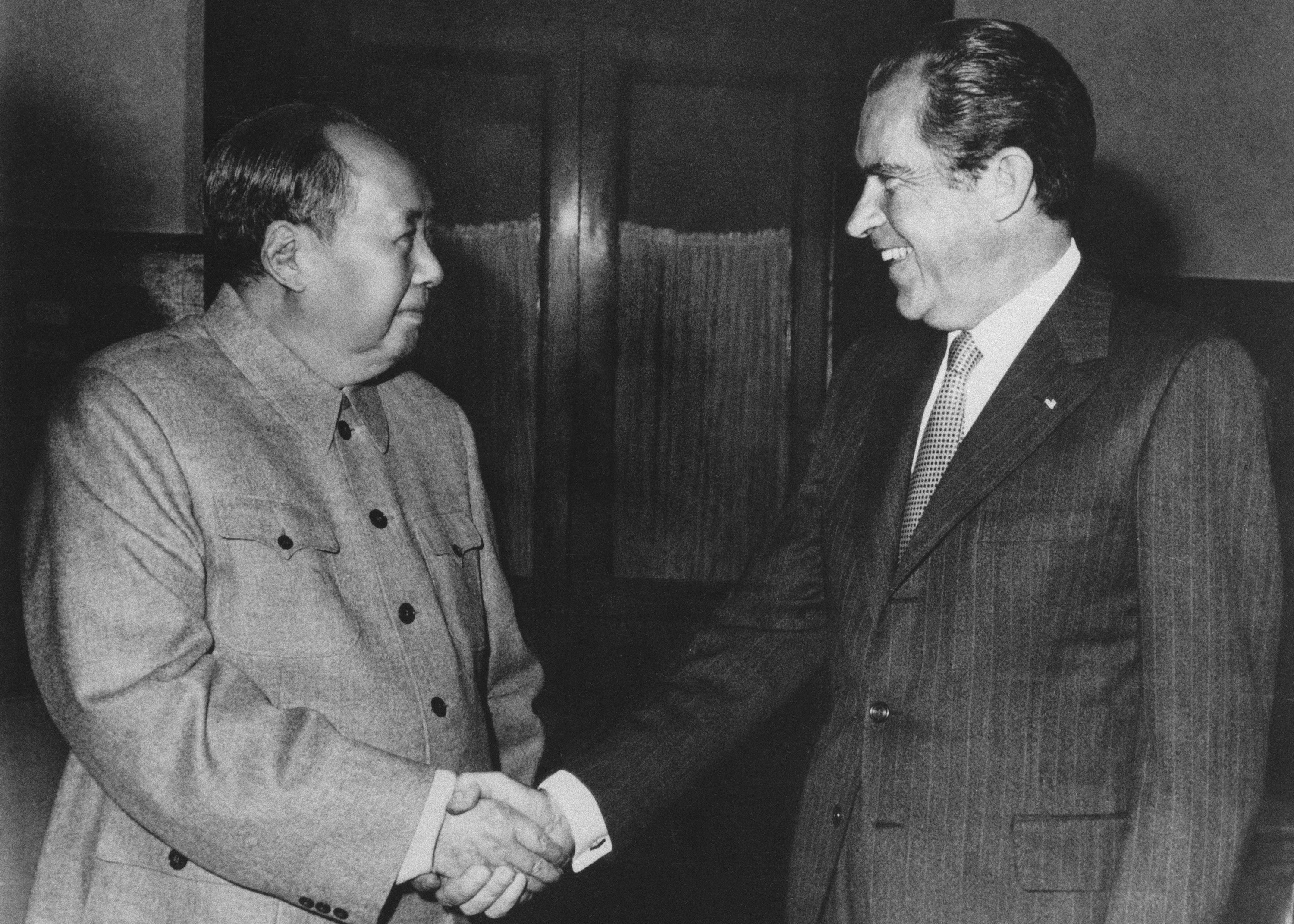
Mao Ce-tung a americký prezident Richard Nixon v roce 1972 během americko-čínského sblížení, kdy byly obě země v konfliktu se SSSR

V květnu 1984, po 31 měsících intenzivního vyšetřování, ověřování a přehodnocování Ústředním výborem, jsou počty vztahující se k Velké kulturní revoluci tyto: 4,2 milionu lidí bylo zatčeno a vyšetřováno, 1,7 milionu lidí zemřelo nepřirozenou smrtí, 135 000 lidí bylo označeno za kontrarevolucionáře a popraveno, 237 000 lidí bylo zabito, 7,03 milionu lidí bylo zraněno nebo zmrzačeno při ozbrojených útocích a 71 200 rodin bylo rozbito. Statistiky sestavené ze zdrojů na úrovni krajů uvádějí, že v průběhu revoluce zemřelo 7,73 milionu lidí nepřirozenou smrtí.
Celkově se odhaduje, že Mao Ce-tung je zodpovědný za smrt 40 až 70 milionů lidí prostřednictvím hladu, nucených prací a poprav. Na počátku 50. let byl prakticky v každé čínské vesnici určen pro veřejnou popravu alespoň jeden statkář, ale obvykle několik, což si vyžádalo odhadem 2 až 5 milionů obětí.

#### Liberalizace ekonomiky
Kulturní revoluce skončila až smrtí Mao Ce-tunga. V následném boji o moc neuspěla tzv. banda čtyř, jež měla velký podíl na kulturní revoluci. Byla obviněna z uvedení země do chaosu a všichni členové odsouzeni k vysokým trestům. Do čela státu se dostalo proreformní křídlo KS Číny reprezentované Teng Siao-pchingem, který postupně převzal veškerou moc ve státě. Současně s tím došlo k oteplování vztahů se Západem.
V následujících letech proběhly mnohé reformy, díky nímž se hlavně v ekonomické oblasti země postupně přiblížila více Západu. Zřízeny byly například tzv. „Zvláštní ekonomické zóny“, kde bylo umožněno podnikání západním investorům. Byla ale naopak zavedena politika jednoho dítěte, která ve výsledku přinesla mnohé negativní vlivy, včetně nepoměru mezi pohlavími, stárnutí populace a úbytku pracovní síly.

##### Studentské protesty na náměstí Tchien-an-men
Roku 1989 došlo po narůstající nespokojenosti k protestům studentů proti vládě KS Číny na náměstí Nebeského klidu v metropoli Pekingu, ty však byly tvrdě potlačeny zásahem armády a uvrhly ČLR do přechodné izolace. K demokratizaci a zavedení pluralitního systému nedošlo, komunistické vedení země se však generačně obměnilo a pokračovalo nadále v hospodářských reformách.

#### 90. léta a nové tisíciletí

Obří portrét Mao Ce-tunga na bráně Nebeského klidu v Pekingu

1. července 1997 byl k Čínské lidové republice připojen Hongkong, dříve pod správou Velké Británie, pod podmínkou „jeden stát, dva systémy“; 20. prosince 1999 bylo pod stejnými podmínkami připojeno Macao, dříve pod správou Portugalska.
Ve výdajích na ozbrojené síly se dostala Čína na druhé místo, hned za Spojené státy, a výrazně začala modernizovat všechny složky armády.
Za administrativy Chu Ťin-tchaa, která vládla od roku 2003, začaly být řešeny problémy zejména v sociální oblasti. Vláda vytvořila koncept s názvem Harmonická společnost, který slibuje fúzi socialismu a demokracie, podporu střední třídy, vládu práva, a zároveň zahrnuje prvky nového konfuciánství. Tato administrativa byla vůbec první v historii ČLR, která začala otevřeně podporovat náboženství, a to zejména buddhismus a taoismus, které vidí jako tradiční součást čínské kultury. Někteří zahraniční pozorovatelé ovšem označují aktivitu čínské vlády za další pokus o namalování falešného obrazu, neboť v zemi neustále probíhají masové represe, cenzura informací a zabíjení jako v předchozích obdobích. Pokračují také restrikce proti určitým náboženským skupinám proti nimž trvá takzvaný „boj proti zlým kultům“, který Strana vyhlásila v roce 1999, zasažena jsou veškerá náboženství, která se nepodřizují Straně, tedy křesťané loajální papeži, buddhisté loajální dalajlámovi, Fa-lun-kung loajální k zakladateli Li Chung-č'ovi a podobně, zůstává také sporná otázka Tibetu.
V roce 2008 byly v Tibetu krvavě potlačeny údajné protičínské demonstrace, různé zdroje poukazovaly na angažování čínské vlády ve vyprovokování a řízení nepokojů. Exilový tibetský duchovní vůdce dalajláma řekl, že vzpoura ve Lhase byla zinscenována čínskou policií.
Režimem propagovaná „harmonická společnost“ a vláda práva je vzhledem k skutečným událostem v Číně chápána rovněž jako pouhý politický manévr na okrášlení obrazu země. Čínský právník Kao Č'-šeng je stále nezvěstný, prodělal mučení čínskou tajnou policií, o kterém napsal do Sněmovny reprezentantů USA svoji výpověď. Právníci, kteří hájí vládou pronásledované duchovní z řad hnutí Fa-lun-kung, jsou sami pronásledováni.
Nepopiratelný velký ekonomický růst Číny za posledních několik desetiletí je podle znalců vykoupen devastací životního prostředí a pošlapáváním lidských práv. Skutečná demokracie a vláda práva, ani svoboda projevu, svoboda víry a šíření informací není v Číně fakticky povolována a ani umožněna, přesto že je v čínských zákonech ustavena.

## Státní symboly

### Vlajka
Čínská vlajka je tvořena červeným listem o poměru stran 2:3, v jeho horním rohu je velká žlutá pěticípá hvězda, kterou obklopují čtyři menší žluté hvězdy, pootočené vždy tak, aby jeden jejich cíp směřoval do středu velké hvězdy.

### Znak
Čínský státní znak zobrazuje na červeném kruhu zlatou bránu do Zakázaného města – Tchien-an-men (Brána Nebeského klidu) pod pěti zlatými hvězdami přejatými ze státní vlajky. Kruh je ohraničen věncem pšeničných a rýžových klasů, v místech, kde se překrývají, je položeno zlaté ozubené kolo a červená opona.

### Hymna
Čínská hymna je píseň Pochod dobrovolníků. Slova hymny napsal čínský dramatik a básník Tchien Chan na pochodovou hudbu skladatele Nie Er.

## Geografie

### Rozloha a poloha
Čína je z hlediska rozlohy třetím největším státem světa (po Rusku a Kanadě). Její povrch činí – při započtení všech území, které si ČLR nárokuje (včetně Tchaj-wanu a několika sporných příhraničních území) – 9 596 960 kilometrů čtverečních. Odečteme-li Tchaj-wan, je rozloha 9 560 772. Při započtení vnitřních vodních ploch a sporných území pak 9 780 000 kilometrů čtverečních, což je maximální uváděná hodnota.
| započítávané plochy | započítávané plochy | započítávané plochy | započítávané plochy                      | rozloha                                                 | poznámky |
| --- | --- | --- | ---------------------------------------- | ------------------------------------------------------- | -------- |
| veškerá souš + vnitrozemské vodní plochy | veškerá souš + vnitrozemské vodní plochy | veškerá souš + vnitrozemské vodní plochy | veškerá souš + vnitrozemské vodní plochy | 9 780 000                                               |          |
| | plocha všech jezer a vodních toků | plocha všech jezer a vodních toků | plocha všech jezer a vodních toků        | 183 000                                                 |          |
| veškerá souš pod de jure vládou ČLR – tedy včetně Tchaj-wanu i dalších území, jež si ČLR nárokuje (např. v Jihočínském moři, na indicko-čínských hranicích atp.) | veškerá souš pod de jure vládou ČLR – tedy včetně Tchaj-wanu i dalších území, jež si ČLR nárokuje (např. v Jihočínském moři, na indicko-čínských hranicích atp.) | veškerá souš pod de jure vládou ČLR – tedy včetně Tchaj-wanu i dalších území, jež si ČLR nárokuje (např. v Jihočínském moři, na indicko-čínských hranicích atp.) | 9 596 960                                | nejčastěji uváděná rozloha                              |          |
| | souš bez sporných území | souš bez sporných území | 9 502 000                                | minimální rozloha, se kterou se lze setkat v literatuře |          |
| veškerá sporná území (bez severního Assámu) | veškerá sporná území (bez severního Assámu) | 94 000 |                                          |                                                         |          |
| | Tchaj-wan | 36 188 |                                          |                                                         |          |
| Hongkong | 1 098 | |                                          |                                                         |          |
| Macao | 28 | |                                          |                                                         |          |
| sporné území severního Ladakhu, které Čína okupuje | 30 000 | |                                          |                                                         |          |
| další sporná území na hranicích s Indií, Barmou, Kazachstánem i Ruskem                                                                                           | 27 000 | |                                          |                                                         |          |
| souš + území pod faktickou kontrolou Číny (všechna nárok. území bez Tchaj-wanu)                                                                                  | souš + území pod faktickou kontrolou Číny (všechna nárok. území bez Tchaj-wanu)                                                                                  | 9 560 772 | druhá nejčastěji uváděná rozloha         |                                                         |          |

|         | Čína      | USA       |
| celková | 9 596 960 | 9 833 517 |
| souš    | 9 326 410 | 9 147 593 |
| vodstvo | 270 550   | 685 924   |

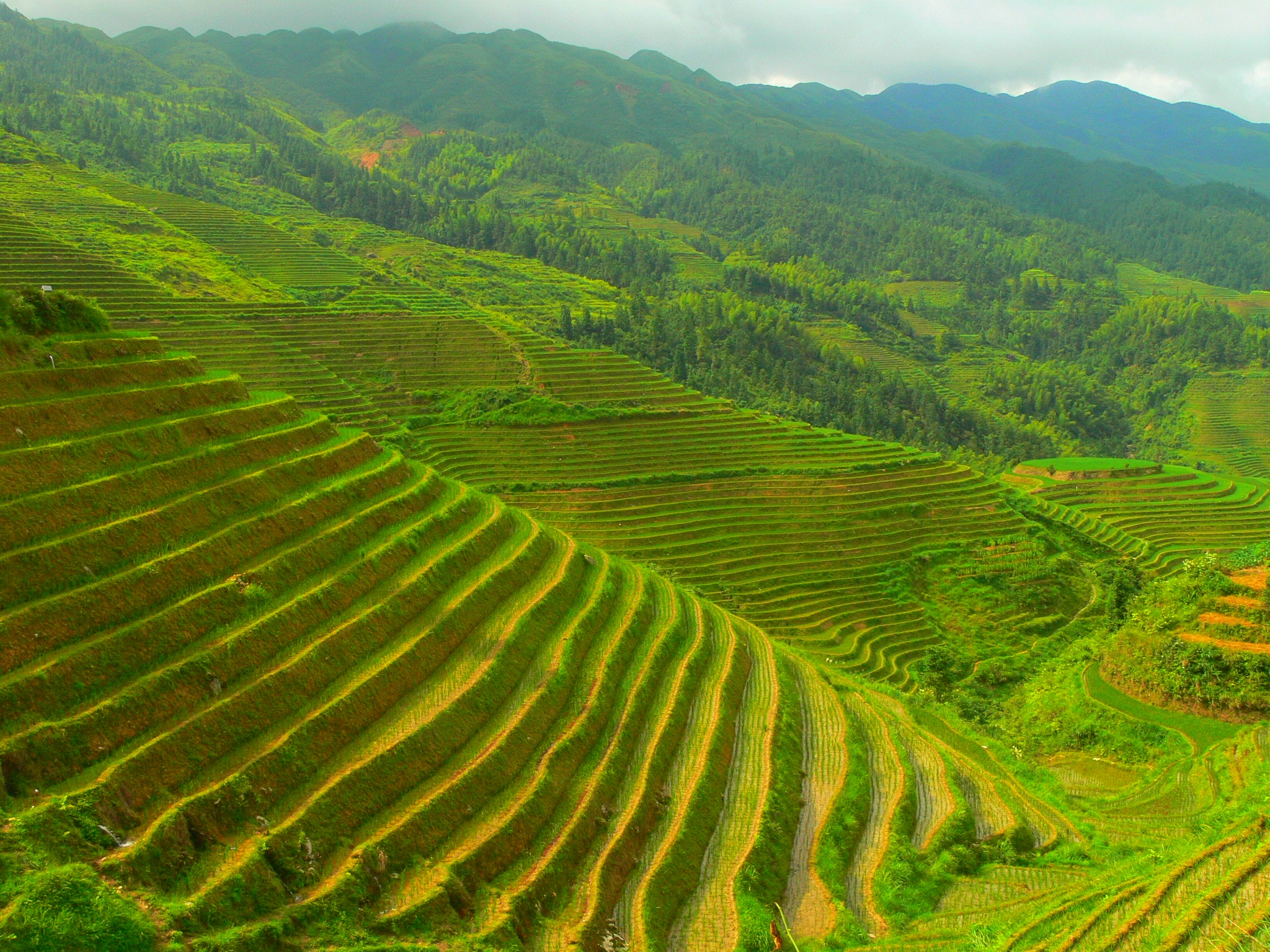
Pěstování rýže v Kuang-si

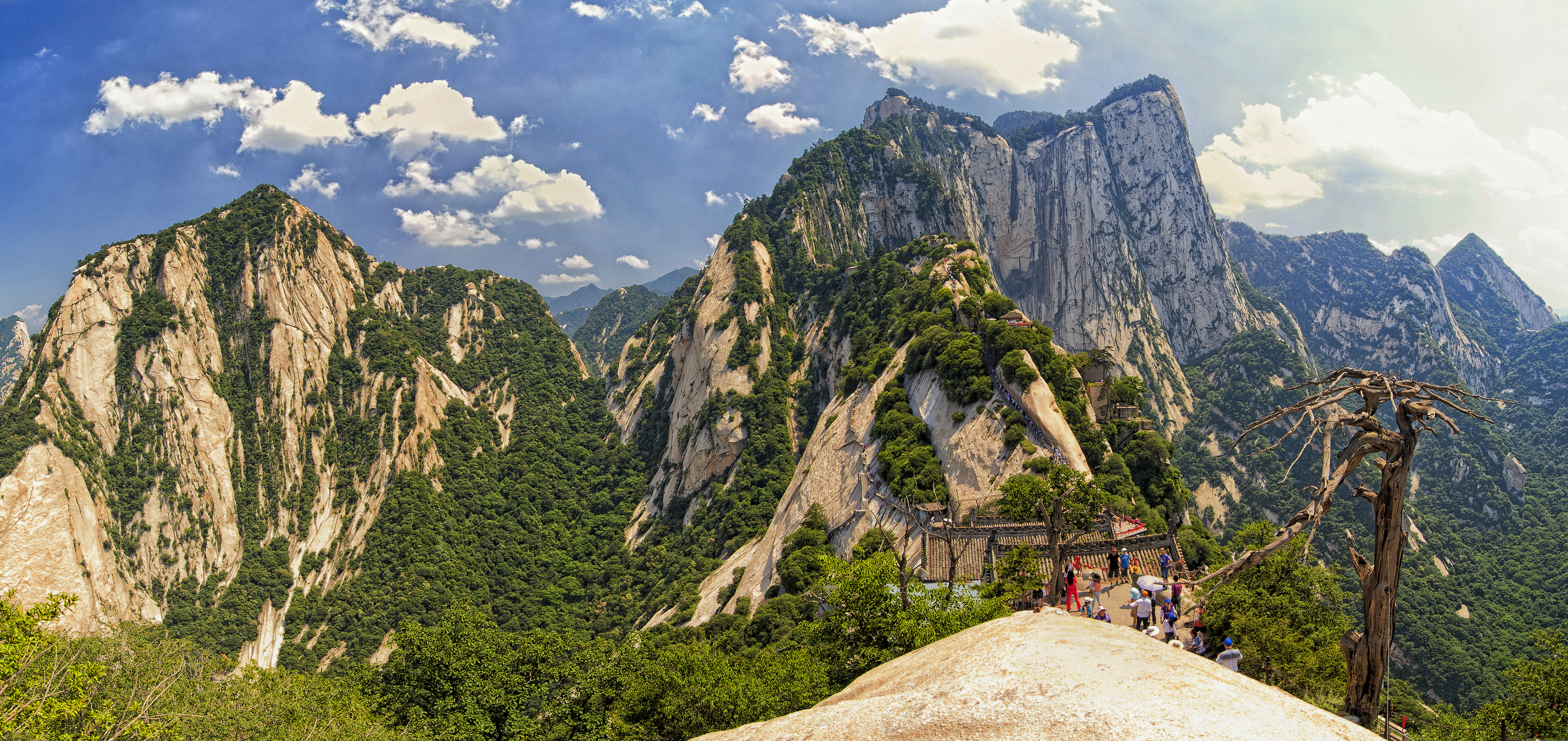
Chua-šan je posvátnou horou taoismu

Čínská lidová republika se nalézá ve východní Asii při západním pobřeží Tichého oceánu. Od severu k jihu se rozkládá od řeky Chej-lung-ťiang (Amur) na 53° s.š. k nejjižnějšímu cípu ostrovů Nan-ša (Spratlyho ostrovy) na 18° s.š. Spojnice měří kolem 5 500 km. Od Pamíru na západě (71° v.d.) po soutok řek Chej-lung-ťiang a Ussuri (135° v.d.) přesahuje spojnice 5 200 km. Časový rozdíl je více než čtyři hodiny, v celém státě se však používá jednotný čas (UTC+8). Tradičním evropským označením pro oblast Číny (i Japonska) je „dálný východ“.
ČLR přímo sousedí se 14 zeměmi. Má suchozemskou hranici o délce 22 800 km a (spolu s mnohem větším Ruskem) nejvíce sousedů ze všech států světa. Po směru hodinových ručiček jimi jsou Indie (délka hranice 3 380 km), Pákistán (523 km), Afghánistán (76 km), Tádžikistán (414 km), Kyrgyzstán (858 km), Kazachstán (1 533 km), Rusko (3 645 km), Mongolsko (4 677 km), Severní Korea (1 416 km), Vietnam (1 281 km), Laos (423 km), Myanmar (2 185 km), Bhútán (470 km) a Nepál (1 236 km). Dále moře odděluje Čínu od Jižní Koreje, Japonska, Čínské republiky na Tchaj-wanu, Filipín, Bruneje, Malajsie a Indonésie.
ČLR vede spor o pozemní hranici s Indií. Podobnou rozepři má s Tádžikistánem. Rovněž krátký úsek hranice s KLDR není určen. Pohraniční spory s Ruskem byly urovnány v roce 2008.

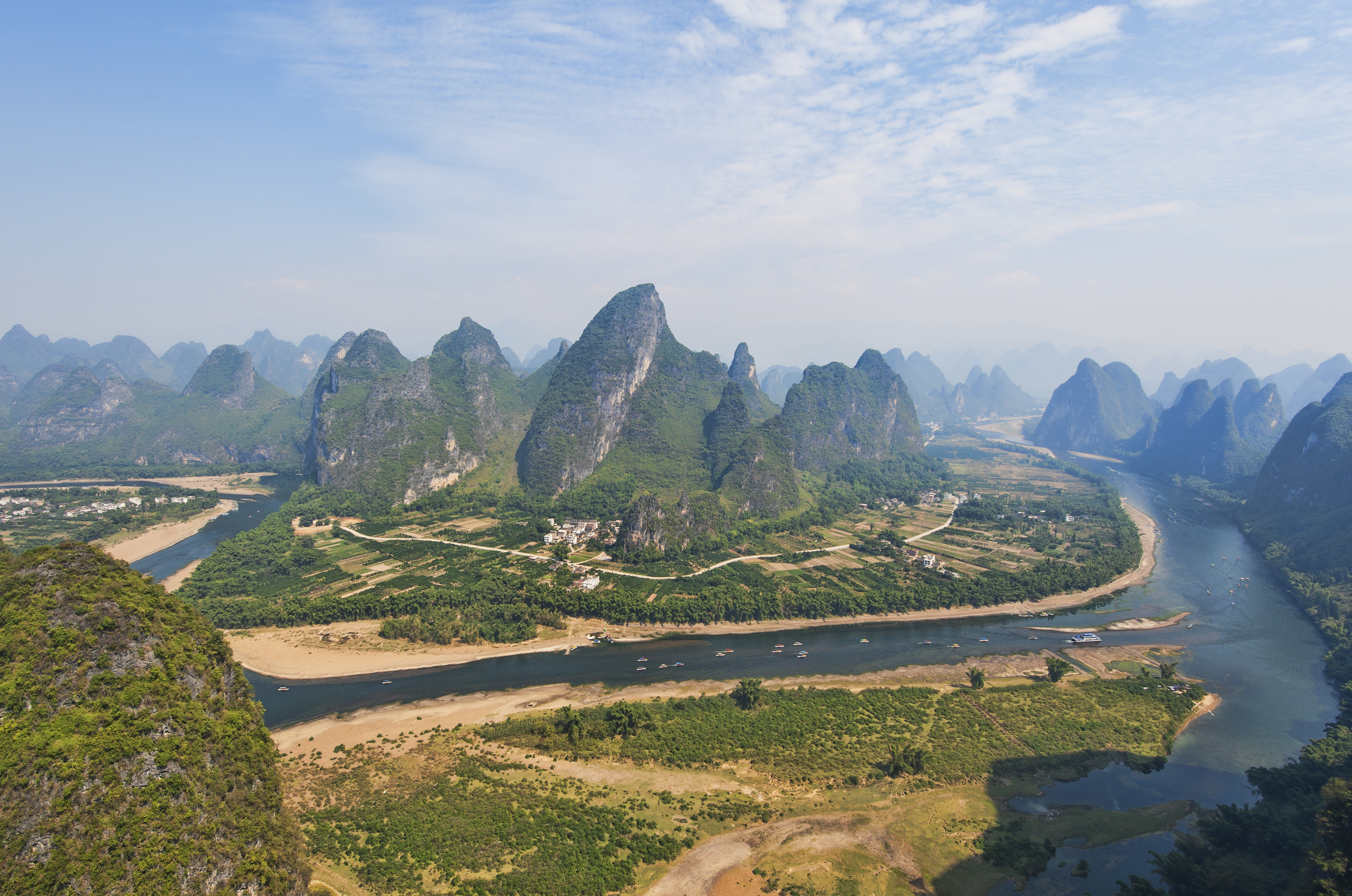
Jihočínská krasová oblast

Na východě a na jihu omývají čínské území moře. Po směru hodinových ručiček je to Pochajský záliv, který je považován za čínské kontinentální moře, dále pak Žluté, Východočínské a Jihočínské moře, jež jsou okrajovými moři Tichého oceánu. V teritoriálních vodách Číny o celkové rozloze 4,73 milionu km² se nalézá na 5 400 ostrovů. Největší z nich o rozloze 36 000 km² je Tchaj-wan (ovládán je však Čínskou republikou), následovaný ostrovem Chaj-nan (34 000 km²). Nejvýchodnějšími čínskými ostrovy je souostroví Tiao-jü nacházející se severně od Tchaj-wanu, přičemž nejvýchodněji leží ostrov Čch'-wej; ostrovy jsou ovšem pod námořní kontrolou Japonska. Mnoho ostrovů, ostrůvků a skalních útesů, které se nalézají na jihu, jsou označovány jako „ostrovy Jihočínského moře“, přičemž patří hlavně do čtyř větších souostroví: Tung-ša (Východní písky), Si-ša (Západní písky), Čung-ša (Střední písky) a Nan-ša (Jižní písky); o oblast se stále vedou rozsáhlé územní spory.
ČLR je zaangažována ve spletitém sporu o ostrovy Nan-ša (Spratlyho ostrovy) s Malajsií, Filipínami, Čínskou republikou, Vietnamem a Brunejí a ve sporu o souostroví Tiao-jü-tao (Senkaku) s Japonskem a s Čínskou republikou. Dále vede spor o námořní hranici s Vietnamem v Tonkinském zálivu. Ostrovy Si-ša (Paracelské ostrovy) jsou obsazené Čínskou lidovou republikou, ale nárokovány Vietnamem a Čínskou republikou na Tchaj-wanu. Podobná situace je i okolo souostroví Tung-ša (Prataské ostrovy) a Čung-ša.

### Geologie a geomorfologie

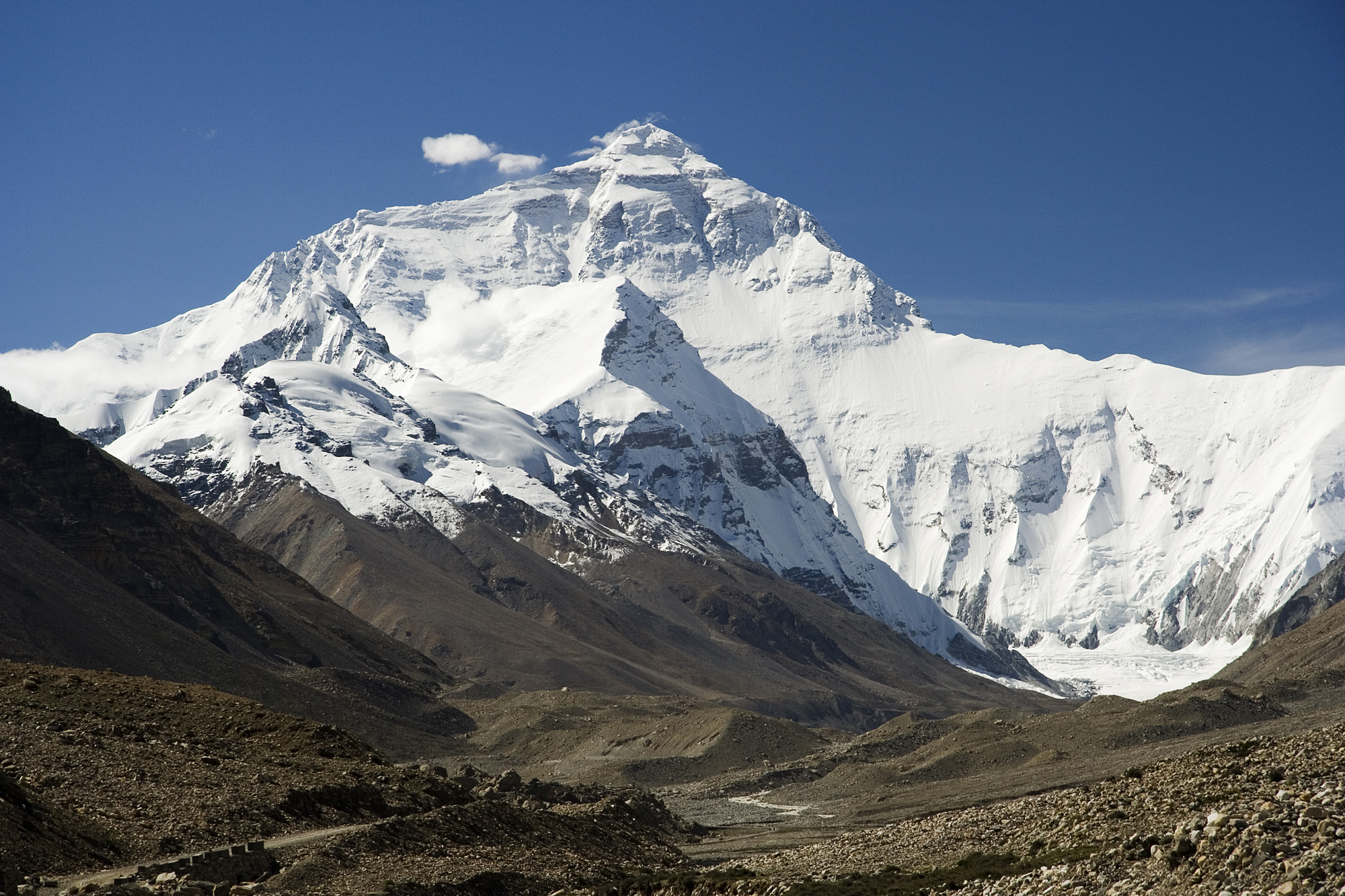
Mount Everest z čínské strany

Téměř celé území Číny leží na Eurasijské litosférické desce. Její srážka se sousední indoaustralskou deskou způsobila alpinsko-himálajské vrásnění, které ovlivnilo podobu zejména západu čínského území. Oblast srážky je dosud tektonicky aktivní (Tibetská náhorní plošina). Významný tektonický zlom – Severovýchodní zlom – probíhá i napříč Čínou, od řeky Ussuri až po Tři soutěsky. Právě na tomto zlomu došlo k masivnímu zemětřesení roku 1976, které si vyžádalo čtvrt milionu obětí. Největším pohořím Číny (i světa) je Himálaj, tvořící jižní hráz Tibetské náhorní plošiny. Zároveň tvoří přírodní hranici Číny s Indií, Nepálem a Bhútánem. Zde se nachází i nejvyšší hora světa, Mount Everest (čínsky Ču-mu-lang-ma feng, tibetsky Qomolangma), jež je hraniční horou mezi Nepálem a Čínou (přesněji její Tibetskou autonomní oblastí). Její obvykle udávaná výška je 8849 metrů nad mořem, ta se v čase nicméně stále zvyšuje, neboť tlak indoaustralské desky na eurasijskou trvá a celý Himálaj se nadále zvedá. Everest se stal velkým lákadlem extrémní turistiky, tu se však Čína, pro její negativní dopady na životní prostředí, rozhodla regulovat. V Sin-ťiangu, v severovýchodním cípu Číny, se naopak nachází Turfanská proláklina, nejníže položené místo v zemi. Dosahuje hloubky až 154 metrů pod hladinou moře a její rozloha činí něco okolo 50 000 km². Je rovněž nejsušším a nejteplejším místem Číny (co do extrémních dosažených teplot). Kousek za ní se přitom zdvihají výběžky Tchien-šanu, které ji oddělují od Džungarské pánve na severu a Tarimské pánve na jihu.

### Podnebí

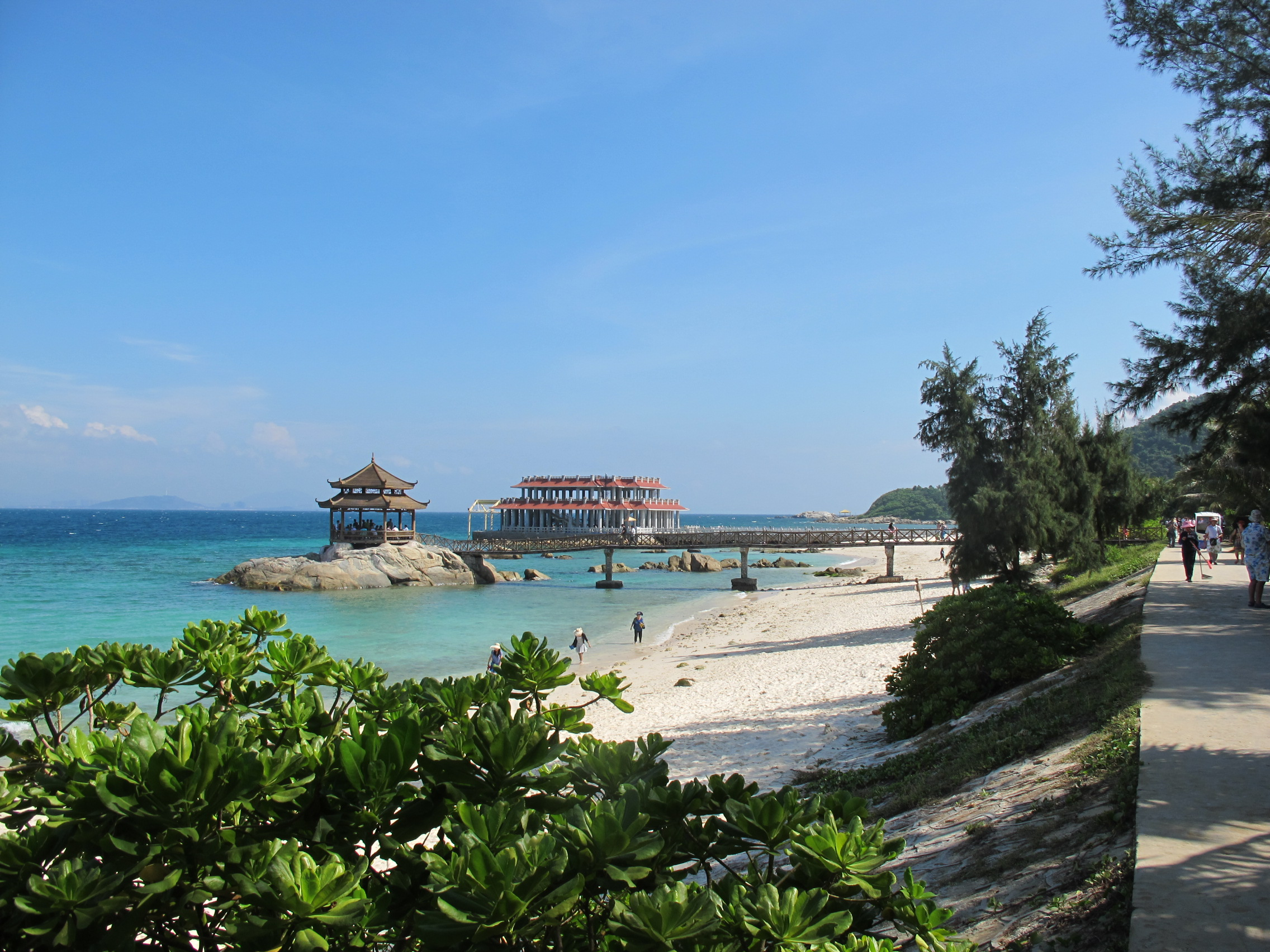
Chaj-nan, “čínská Havaj“

V severovýchodní Číně bývají studené zimy a horká léta s přiměřeným množstvím srážek. Šanghaj leží ve východní oblasti střední Číny, má mírné zimy a vysoké množství srážek. Na jihovýchodě je vlhké subtropické podnebí, na západě je podnebí velmi drsné. Lhasa má velmi studené zimy a málo srážek. Přestože Čína leží jižněji (blíže rovníku) než Evropa, má v průměru nižší teploty, a to i v nížinných oblastech, což je způsobeno především dvěma bariérami, které zabraňují pronikání teplého vzduchu – na jihovýchodě jsou takovou bariérou Himálaje, na severovýchodě je to tzv. sibiřská anticyklóna (či též sibiřsko-mongolská tlaková výše). Nejvíce počasí v Číně ovlivňují monzuny (větry vznikající z rozdílu teplot mezi pevninou a oceánem, který vzniká odrazem slunečního svitu od zemského povrchu zpět do atmosféry a naopak jeho pohlcováním vodní masou oceánu). Monzunové proudění přichází na území Číny povětšinou z východního pobřeží, zvláště od Jihočínského moře, a postupem do vnitrozemí slábne. Bariérou, která monzunové proudění při jeho postupu do vnitrozemí povětšinou zastaví, je pohoří Cheng-tuan Šan. Na jihovýchodě Číny, kde se monzunové proudění nejvíce uplatňuje, rozlišují – jako i v jiných podobných oblastech – především dvě roční období: sucha a dešťů. Na severovýchodě mají vliv i zimní monzuny způsobené sibiřskou anticyklónou, posílenou chladným proudem Oja-šijo v Japonském moři. Monzuny mohou být doprovázeny i tajfuny (jak v Asii říkají tropickým cyklónám), ale jejich vliv je silný jen na čínských ostrovech či na jihovýchodním pobřeží, před vstupem nad čínskou pevninu se tajfuny většinou rozbijí či ztratí sílu. Himálaj, sibiřská anticyklóna a monzunové proudění z jihovýchodu Čínu roztínají na dvě části i co do srážek. Klimatologové tak rozlišují aridní (suchou) a humidní (vlhkou) Čínu. Extrémně málo srážek je ve srážkovém stínu Himálají, na jihozápadě. Hranice aridity/humidity ovlivnila i kulturní dějiny, v aridních oblastech se rozvinuly pastevecké, kočovné společnosti, zatímco v humidních zemědělské, usedlé. Hranice vlhkosti je zároveň i hranicí mezi „studenou“ a „teplou“ Čínou. Tradice za hraniční čáru považuje řeku Jang-c’-ťiang. Velmi dlouho v Číně dokonce platilo pravidlo, že na jih od Jang-c’-ťiang se staví budovy bez vytápění a na sever s vytápěním. Nejvyšší průměrnou teplotu má ostrov Chaj-nan oddělený od Lejčouského poloostrova Chajnanským průlivem. Chaj-nan je také nazýván „čínská Havaj“ a je velmi vyhledávanou turistickou destinací. S využitím Köppen-Geigerovy klasifikace lze Čínu rozdělit zejména na čtyři klimatické oblasti – jihovýchod má subtropické klima, jihozápad mírné monzunové klima, severovýchod mírné kontinentální a jihovýchod, ovlivněn silně Himálajemi, pak alpinské chladné. Jen úzký pás pobřeží na jihu a zejména tamní ostrovy lze označit za tropické monzunové.

### Vodstvo

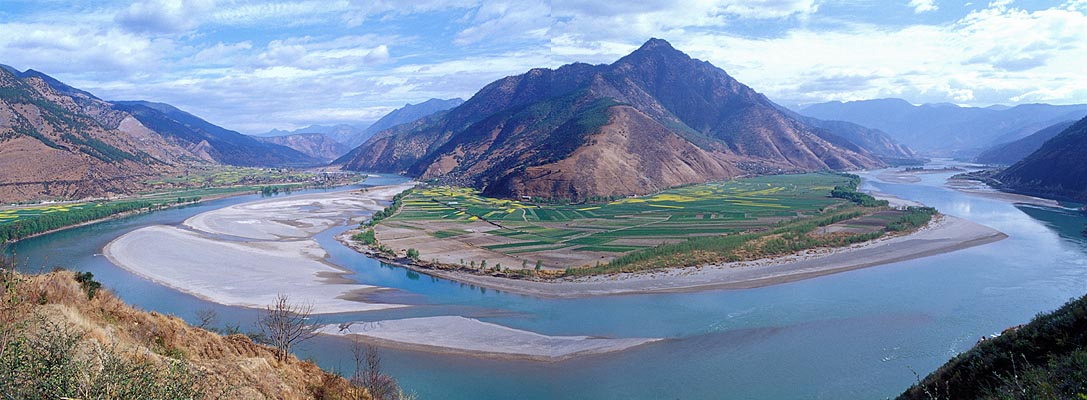
Jang-c’-ťiang v Jün-nanu

Čína je omývána čtyřmi okrajovými moři Tichého oceánu. Největším a strategicky nejvýznamnějším mořem při čínském pobřeží je Jihočínské moře. Ve Východočínském moři leží sporný ostrov Tchaj-wan. Šelfové Žluté moře získalo název podle sprašových usazenin ze Žluté řeky. Na jeho okraji leží ještě Pochajské moře. Výsostné vody ČLR (o něž se nevede spor) mají rozlohu 879 666 kilometrů čtverečních (tedy zhruba pětkrát méně než výsostné vody Japonska). Říční systém lze rozdělit na úmoří Tichého oceánu, Indického oceánu, Severního ledového oceánu a bezodtokou oblast. 60 procent tohoto systému je odvodňováno do Tichého oceánu (východ). 30 procent je bezodtoká oblast (západ Číny). 10 procent čínských řek spadá do úmoří Indického oceánu (jihozápad). Jedno procento pak teče do Severního ledového oceánu – malá oblast v pohoří Altaj. Do Tichého oceánu ústí čtyři nejdůležitější čínské řeky: Jang-c’-ťiang (nejdelší řeka Asie i Eurasie, třetí nejdelší na světě), Žlutá řeka (Chuang-che), hraniční řeka Amur a Perlová řeka. Dohromady tyto čtyři řeky odvodňují 40 procent území Číny. Řeky Amur, Argun a Ussuri spolu vytvářejí největší říční hranici (hranici mezi dvěma státy tvořenou řekou) na světě. Oddělují území Ruska a Číny. V povodí Jang-c’-ťiang se nacházejí dvě největší sladkovodní jezera Číny – Tung-tching-chu (5 000 km²) a Pcho-jang-chu (2 700 km²). Jejich rozloha ovšem silně kolísá. Největším slanovodním jezerem je Kukunor v provincii Čching-chaj, často označované za největší čínské jezero vůbec. Jemu však podle čínských vědců hrozí vyschnutí.

## Administrativní členění

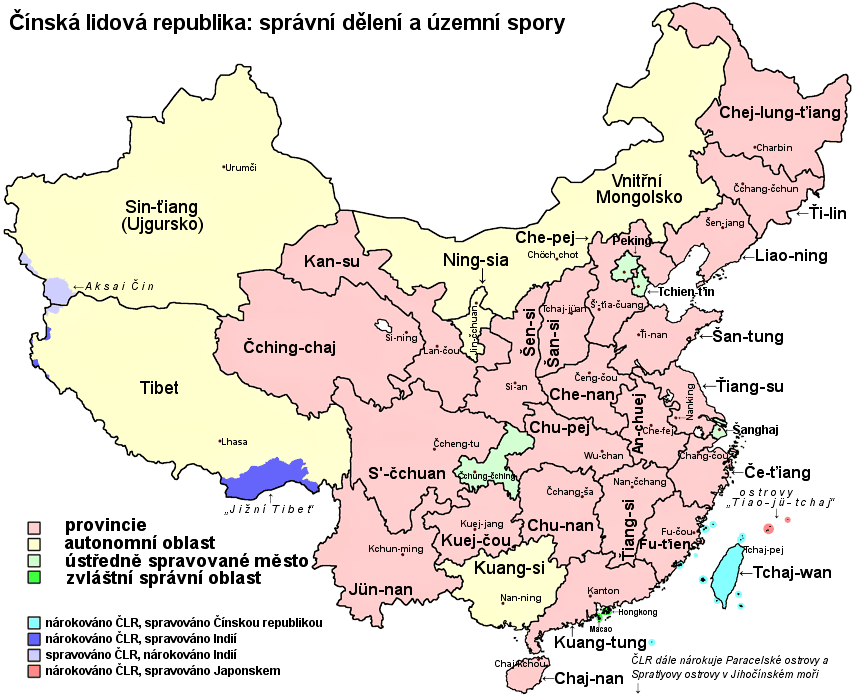
Administrativní dělení Čínské lidové republiky a území jí nárokovaná

Čínská lidová republika má vícestupňový správní systém. Na nejvyšší úrovní stojí provincie (省, shěng, šeng). Vláda ČLR jich kontroluje 22, ostrov Tchaj-wan je vládou ČLR sice považován za další provincii, ale fakticky nad ním nemá žádnou moc. Mimo provincií je v ČLR pět autonomních oblastí (自治区, zìzhìqū, c'-č'-čchü) zahrnujících území obydlené z velké části příslušníky národnostních menšin, čtyři ústřední vládou přímo spravovaná města (直辖市, zhíxiáshì, č'-sia-š') a dvě zvláštní správní oblasti (特别行政区, tèbié xíngzhèngqū, tche-pie sing-čeng-čchü) těšící se velké míře autonomie.
Dále jsou provincie a autonomní oblasti rozděleny na autonomní prefektury, okresy, autonomní okresy a města, a ty dále na města a obce včetně měst a obcí etnických menšin.
Přehled provincií Čínské lidové republiky:
| Český název       | Čínský název (přepis pchin-jin) | Status                        |
| ----------------- | ------------------------------- | ----------------------------- |
| An-chuej          | 安徽 (Ānhuǐ)                    | provincie                     |
| Če-ťiang          | 浙江 (Zhèjiāng)                 | provincie                     |
| Čching-chaj       | 青海 (Qīnghǎi)                  | provincie                     |
| Čchung-čching     | 重庆 (Chóngqìng)                | přímo spravované město        |
| Fu-ťien           | 福建 (Fújiàn)                   | provincie                     |
| Hongkong          | 香港 (Xiānggǎng)                | zvláštní správní oblast (ZSO) |
| Chaj-nan          | 海南 (Hǎinán)                   | provincie                     |
| Che-nan           | 河南 (Hénán)                    | provincie                     |
| Che-pej           | 河北 (Héběi)                    | provincie                     |
| Chej-lung-ťiang   | 黑龙江 (Hēilóngjiāng)           | provincie                     |
| Chu-nan           | 湖南 (Húnán)                    | provincie                     |
| Chu-pej           | 湖北 (Húběi)                    | provincie                     |
| Jün-nan           | 云南 (Yúnnán)                   | provincie                     |
| Kan-su            | 甘肃 (Gānsù)                    | provincie                     |
| Kuang-si          | 广西 (Guǎngxī)                  | autonomní oblast (AO)         |
| Kuang-tung        | 广东 (Guǎngdōng)                | provincie                     |
| Kuej-čou          | 贵州 (Guìzhōu)                  | provincie                     |
| Liao-ning         | 辽宁 (Liáoníng)                 | provincie                     |
| Macao             | 澳門 (Àomén)                    | zvláštní správní oblast (ZSO) |
| Ning-sia          | 宁夏 (Níngxià)                  | autonomní oblast (AO)         |
| Peking            | 北京 (Běijīng)                  | přímo spravované město        |
| S’-čchuan         | 四川 (Sìchuān)                  | provincie                     |
| Sin-ťiang         | 新疆 (Xīnjiāng)                 | autonomní oblast (AO)         |
| Šan-si            | 山西 (Shānxī)                   | provincie                     |
| Šan-tung          | 山东 (Shāndōng)                 | provincie                     |
| Šanghaj           | 上海 (Shànghǎi)                 | přímo spravované město        |
| Šen-si            | 陝西 (Shǎnxī)                   | provincie                     |
| Tchaj-wan         | 台湾 (Táiwān)                   | provincie                     |
| Tchien-ťin        | 天津 (Tiānjīn)                  | přímo spravované město        |
| Tibet             | 西藏 (Xīzàng)                   | autonomní oblast (AO)         |
| Ťi-lin            | 吉林 (Jílín)                    | provincie                     |
| Ťiang-si          | 江西 (Jiāngxī)                  | provincie                     |
| Ťiang-su          | 江苏 (Jiāngsū)                  | provincie                     |
| Vnitřní Mongolsko | 内蒙古 (Nèi Měnggǔ)             | autonomní oblast (AO)         |

### Města s více než 10 miliony obyvatel

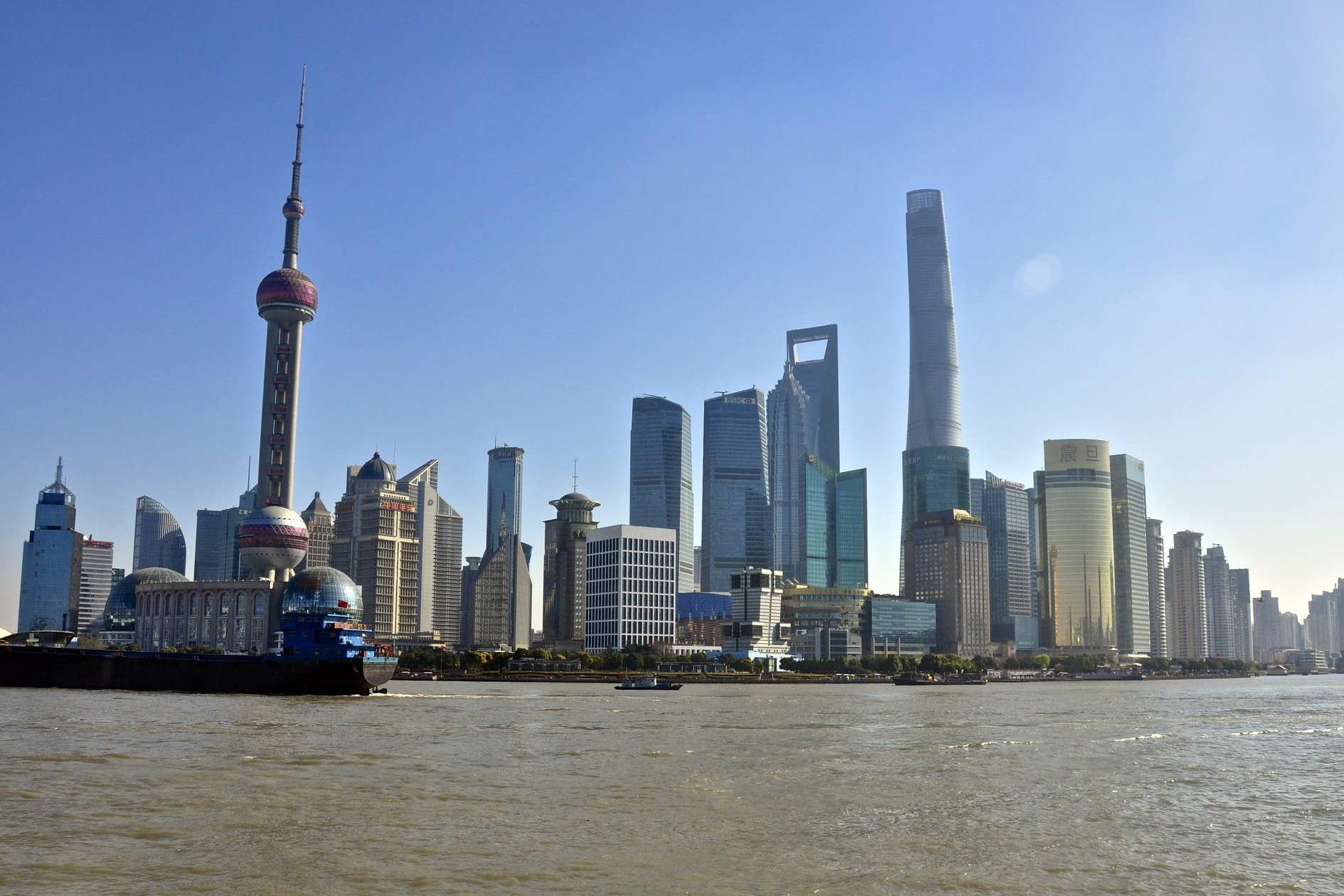
Šanghaj (Pchu-tung), 24,2 mil.
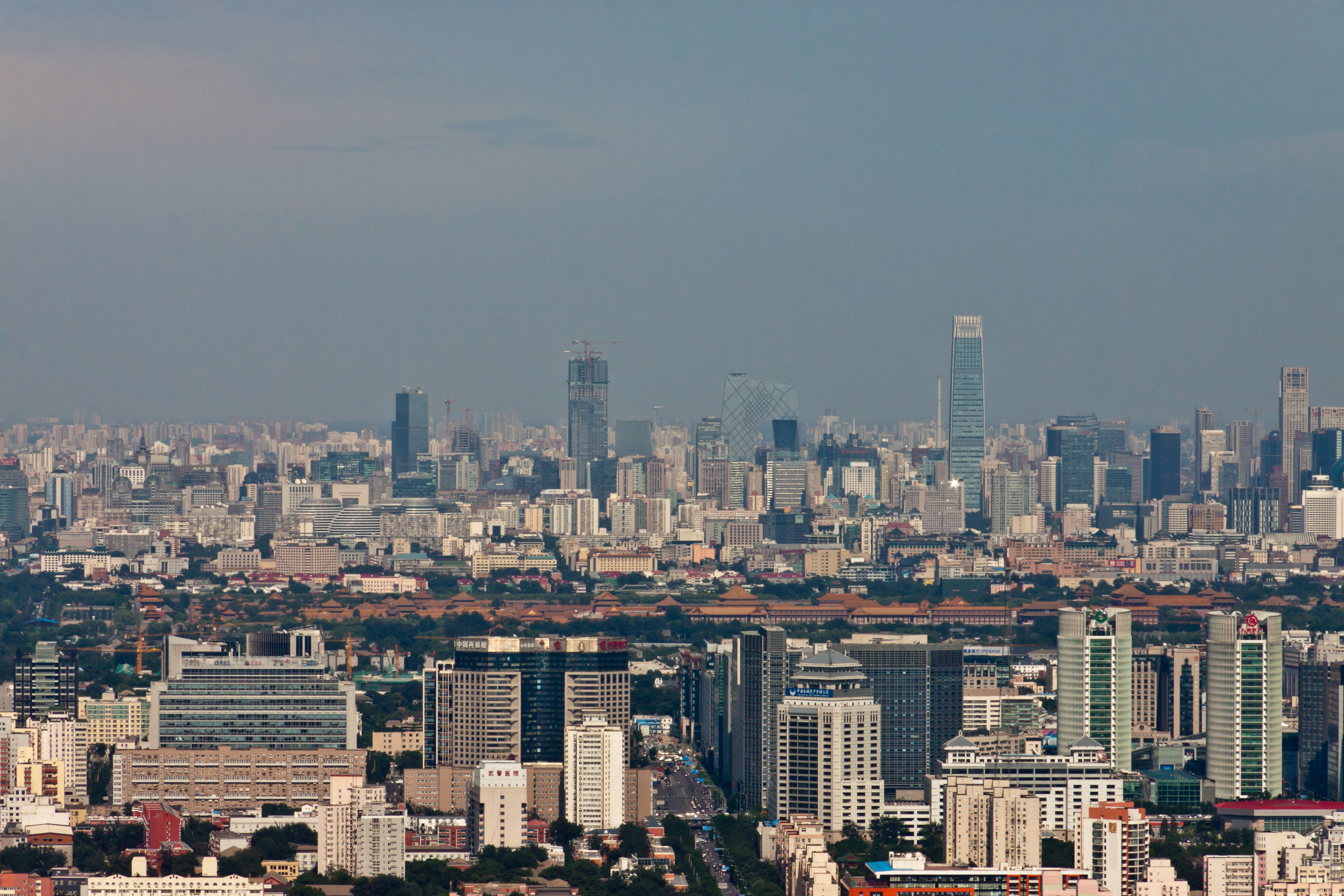
Peking, 21,7 mil.
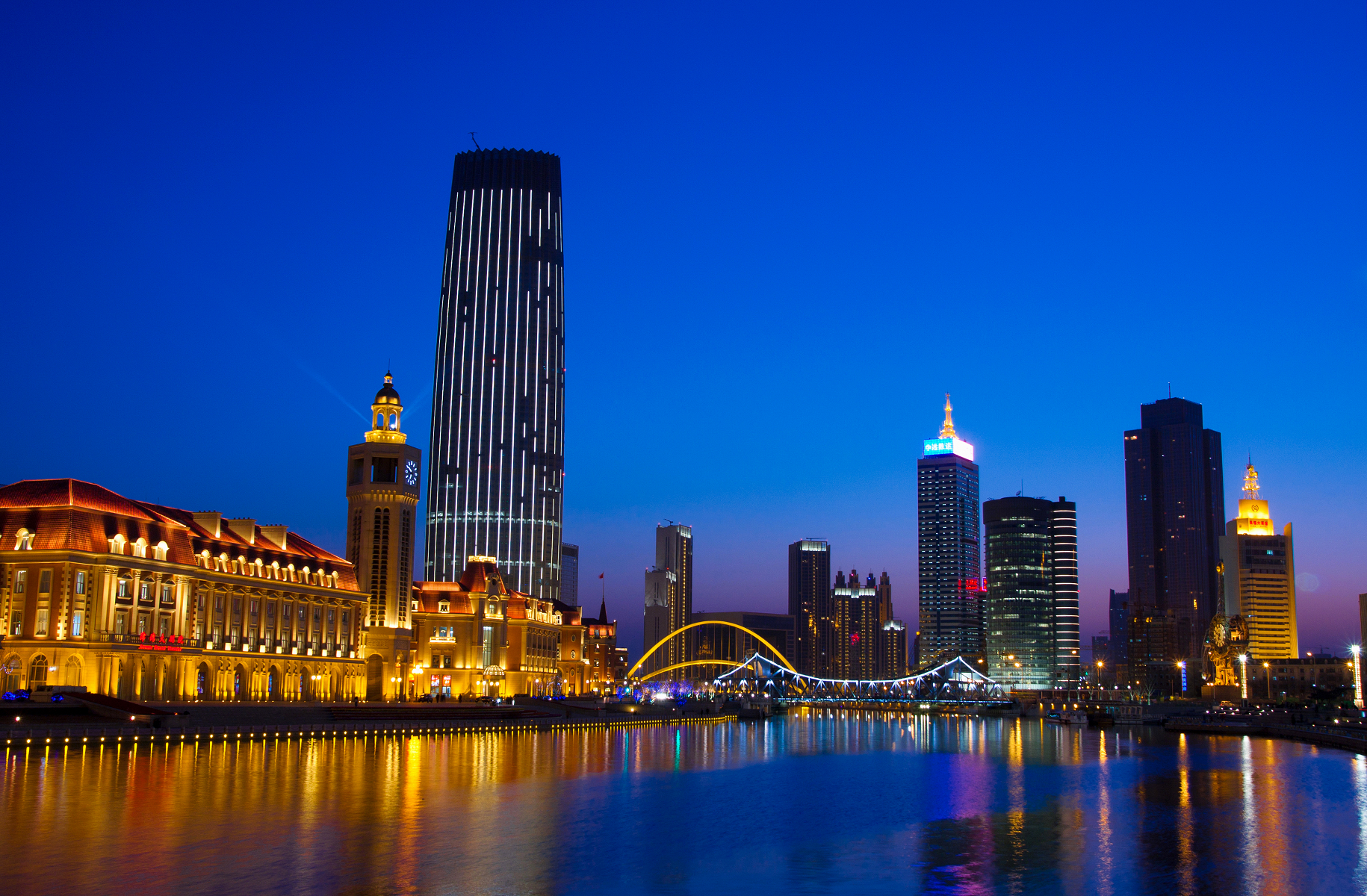
Tchien-ťin, 15,6 mil.
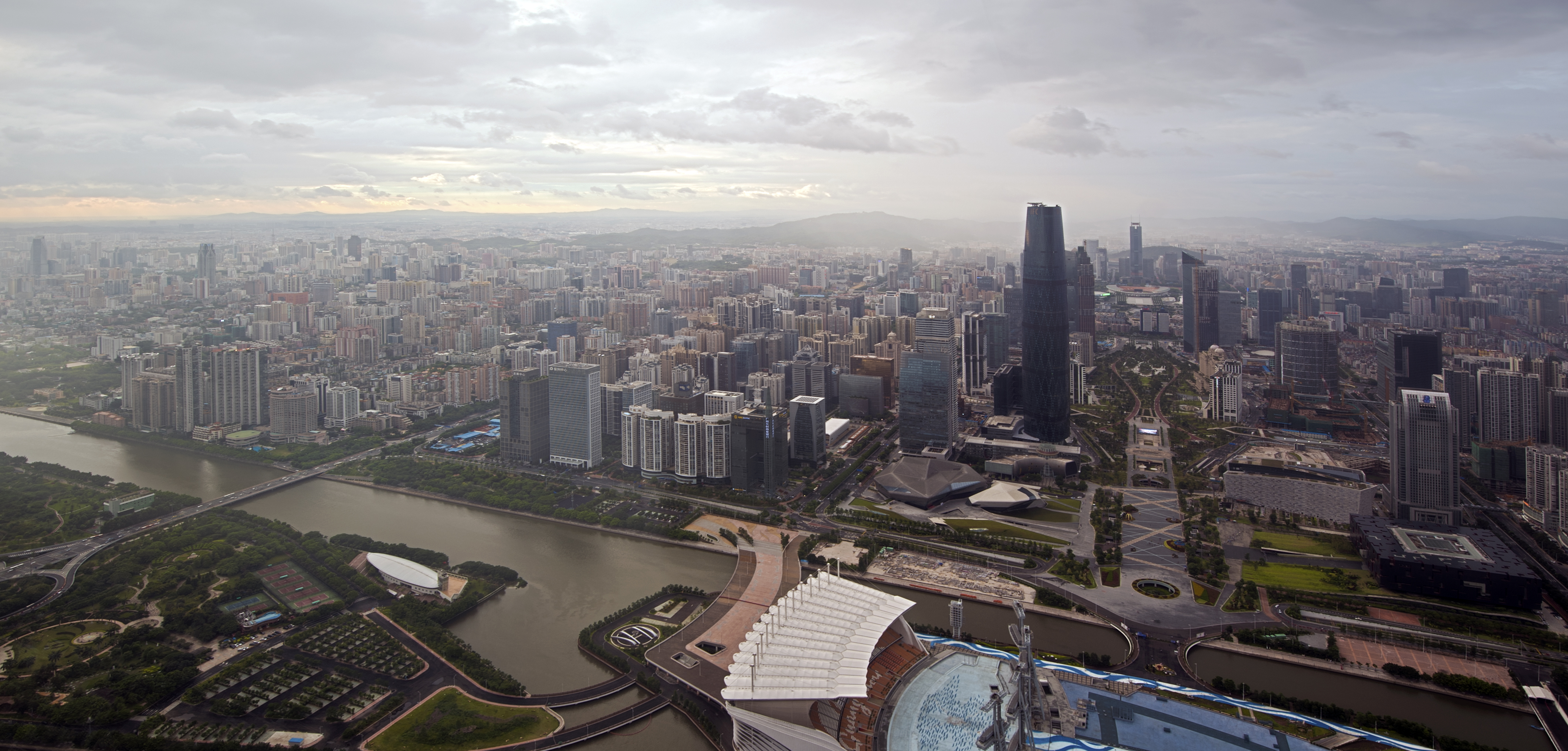
Kanton, 14,5 mil.
Čcheng-tu, 14,4 mil.
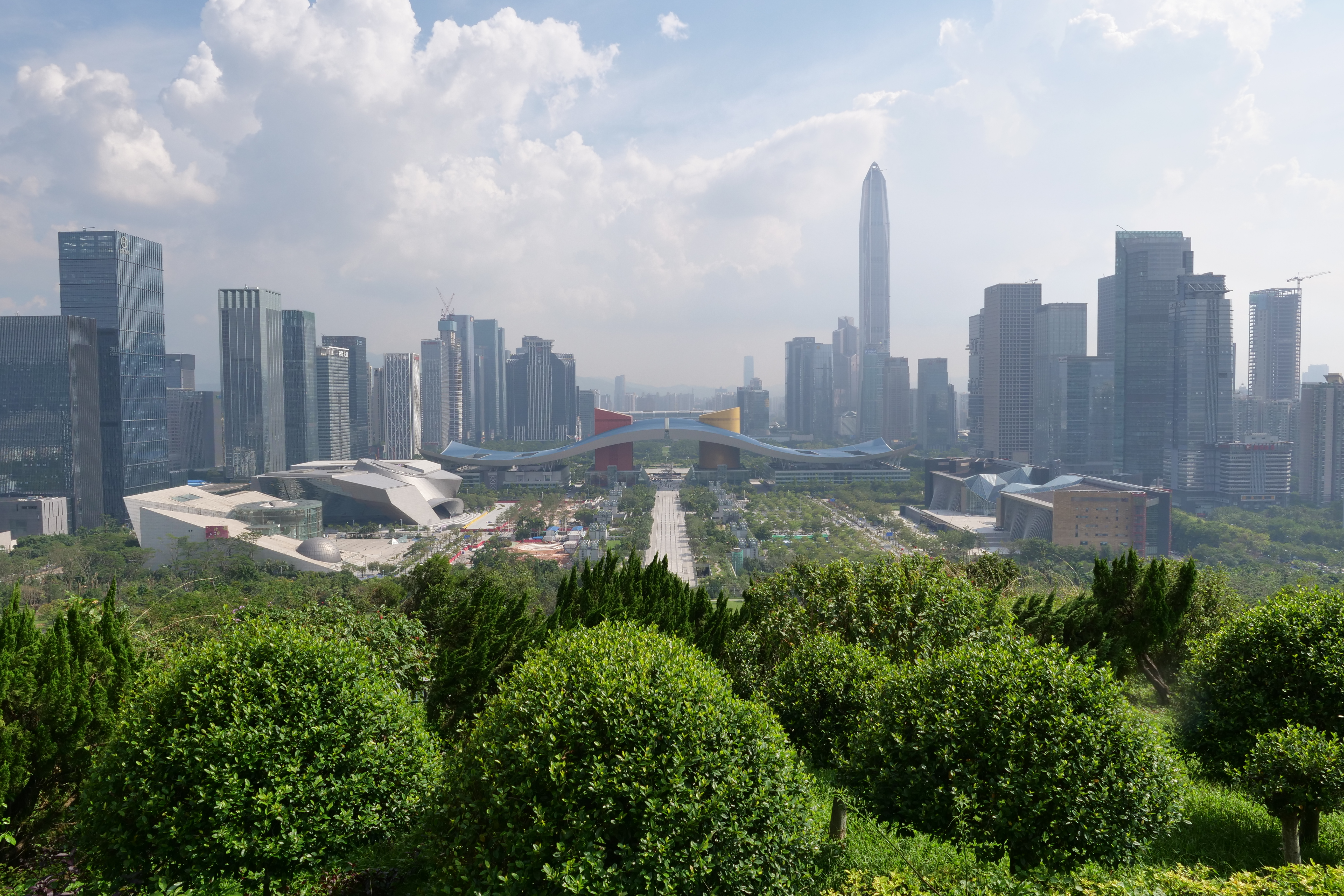
Šen-čen, 12,5 mil.
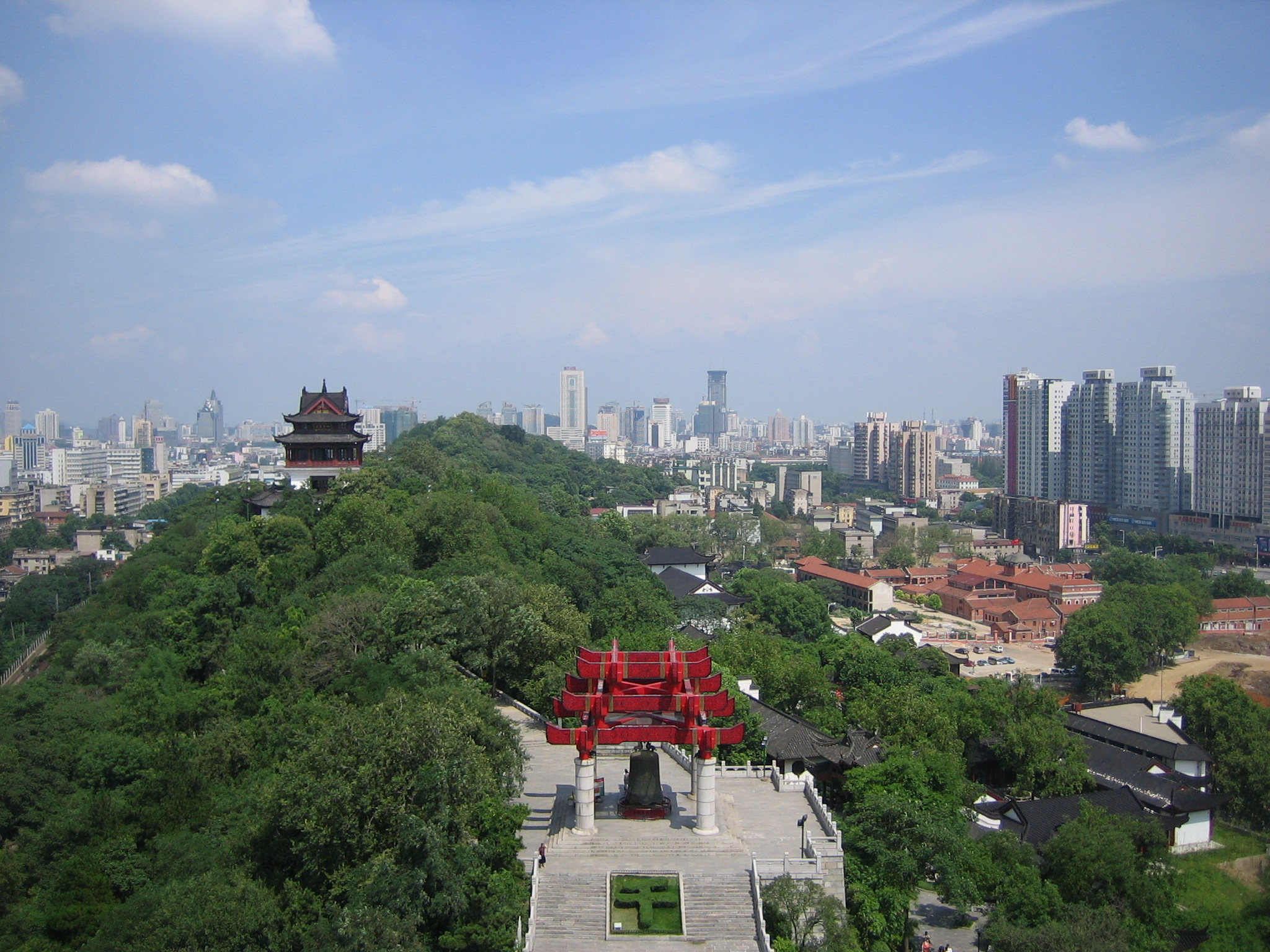
Wu-chan, 10,6 mil.

## Politický systém

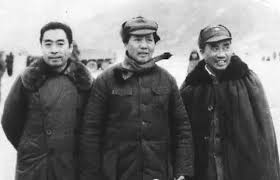
Představitelé první generace vůdců (zleva) Čou En-laj, Mao Ce-tung a Ču Te. Tato generace zvítězila v občanské válce a založila Čínskou lidovou republiku

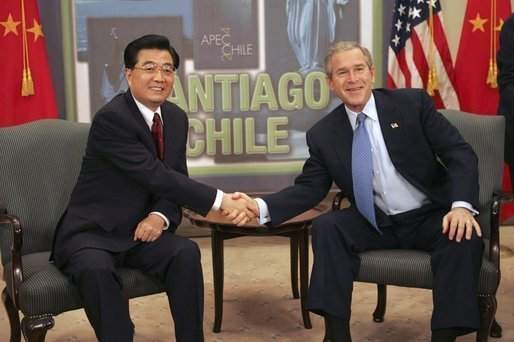
Čínský prezident Chu Ťin-tchao a americký prezident George W. Bush na summitu států APEC v roce 2004

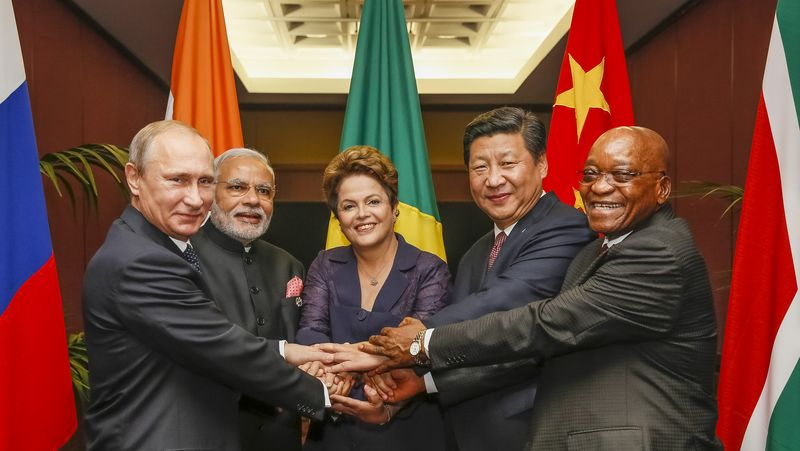
Čínský prezident Si Ťin-pching na setkání představitelů států BRICS, 15. listopadu 2014

Čínská lidová republika je totalitní režim pod vedením Komunistické strany Číny. Od roku 1949 do současnosti se v jejím čele vystřídalo pět „generací vůdců“ a šest „nejvyšších vůdců“ (nejvyšší vůdce, anglicky paramount leader, je zvýrazněn):
- První generace
  - Mao Ce-tung, předseda Ústřední vojenské komise 1936–1976 (v letech 1949–1954 jako předseda Lidové revoluční vojenské rady), předseda strany 1943–1976, nejvyšší vůdce 1949–1976, hlava státu (jako předseda ústřední lidové vlády) 1949–1954, prezident 1954–1959
  - Čou En-laj, předseda vlády 1949–1976
  - Ču Te, předseda Stálého výboru Všečínského shromáždění lidových zástupců (předseda parlamentu) 1959–1976 (současně hlava státu, 1975–1976)
  - Liou Šao-čchi, předseda Stálého výboru Všečínského shromáždění lidových zástupců (předseda parlamentu) 1954–1959, prezident 1959–1968
- Druhá generace
  - Chua Kuo-feng, nejvyšší vůdce 1976–1978, předseda vlády 1976–1980, předseda strany 1976–1981, předseda Ústřední vojenské komise 1976–1981
  - Teng Siao-pching, nejvyšší vůdce 1978–1989, předseda Ústřední vojenské komise 1981–1989
  - Čao C'-jang, předseda vlády 1980–1987, generální tajemník strany 1987–1989
  - Chu Jao-pang, generální tajemník strany 1981–1987 (do 1982 jako předseda strany)
- Třetí generace (vzešlá z ředitelů státních podniků vzdělaných v Sovětském svazu)
  - Ťiang Ce-min, nejvyšší vůdce a generální tajemník strany 1989–2002, předseda Ústřední vojenské komise 1989–2004, prezident 1993–2003
  - Li Pcheng, předseda vlády 1987–1998
  - Ču Žung-ťi, předseda vlády 1998–2003
- Čtvrtá generace, technokratická
  - Chu Ťin-tchao, nejvyšší vůdce a generální tajemník strany 2002–2012, prezident 2003–2013, předseda Ústřední vojenské komise 2004–2012
  - Wen Ťia-pao, předseda vlády od 2003–2013
- Pátá generace
  - Si Ťin-pching, nejvyšší vůdce, generální tajemník strany a předseda Ústřední vojenské komise od 2012, prezident od 2013
  - Li Kche-čchiang, předseda vlády 2013–2023
  - Li Čchiang, předseda vlády od 2023

Poznámka: Kromě Teng Siao-pchinga zastával nejvyšší vůdce vždy funkci formálního vůdce strany (do 1982 jako předseda strany, pak jako generální tajemník strany). Od roku 1993 je zvykem, že nejvyšší vůdce zastáva rovněž funkci prezidenta (kromě krátkych přechodných období), i když úřad prezidenta (poprvé zřízen v roce 1954, v letech 1968–1975 neobsazen a v letech 1975–1982 dočasně zrušen) má podle ústavy pouze ceremoniální charakter.

### Čtyři základní principy

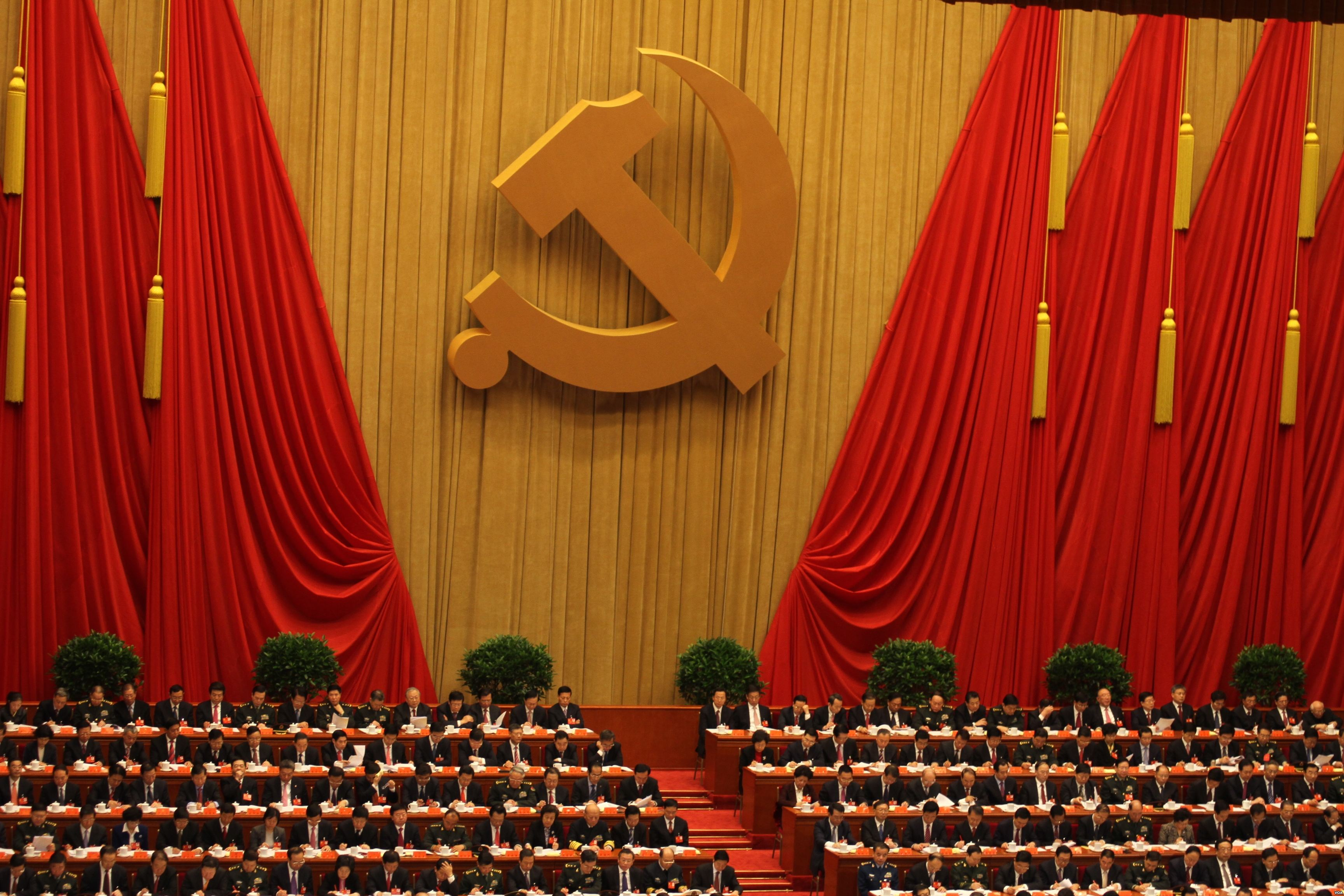
Sjezd Komunistické strany Číny v Pekingu v roce 2012

Základním pilířem politického systému Čínské lidové republiky jsou čtyři nezpochybnitelná dogmata, která jsou od roku 1982 součástí Ústavy ČLR a vytvářejí rámec pro čínský právní řád:
1. Musíme zachovat cestu socialismu (必须坚持社会主义道路)
2. Musíme zachovat demokratickou diktaturu lidu (必须坚持人民民主专政) (původně diktaturu proletariátu 无产阶级专政)
3. Musíme zachovat vedoucí úlohu komunistické strany (必须坚持共产党的领导)
4. Musíme zachovat marxismus-leninismus a Mao Ce-tungovo myšlení (必须坚持马列主义、毛泽东思想) jako vůdčí ideu strany a státu

Tyto principy ve svých projevech často uvádí generální tajemník Si Ťin-pching a je zřejmé, že v nejvyšším vedení KS Číny znovu panuje přesvědčení, že ideologie je důležitější než ekonomická základna.

### Zahraniční politika

Šanghajská organizace pro spolupráci:
Členové
Pozorovatelé
Partnerský dialog
Zájemci o pozorování
Sporná území

ČLR má diplomatické vztahy se 175 zeměmi a udržuje velvyslanectví ve 162 z nich. Její legitimita je zpochybňována Čínskou republikou a několika dalšími zeměmi; jde tedy o největší a nejlidnatější stát s omezeným uznáním. V roce 1971 nahradila ČLR Čínskou republiku jako výhradního zástupce Číny v OSN a jako jednoho z pěti stálých členů Rady bezpečnosti OSN. Čína je také bývalý člen a lídr hnutí nezúčastněných zemí, a stále sebe považuje za obhájce rozvojových zemí. Spolu s Brazílií, Ruskem, Indií a Jihoafrickou republikou je Čína členem BRICS – skupiny rozvíjejících se hlavních ekonomik a hostila třetí oficiální summit v San-ja na Chaj-nanu v dubnu 2011. Pod výkladem politiky jedné Číny Peking vytvořil takovou podmínku k navázání diplomatických vztahů, že druhá země uznává jeho požadavek na Tchaj-wan a zpřetrhává oficiální diplomatické vazby s Čínskou republikou. Čínští představitelé protestovali při mnoha příležitostech, když zahraniční země učinily diplomatické pokusy o sblížení s Tchaj-wanem, zejména v oblasti prodeje zbraní. Mnoho ze současné čínské zahraniční politiky je údajně založeno na politice premiéra Čou En-laje – Panča šíla a je také poháněna pojmem „harmonie bez uniformity“, která podporuje diplomatické vztahy mezi státy navzdory ideologickým rozdílům. Tato politika zřejmě vedla Čínu k podpoře zemí, které jsou západními státy označované jako darebácké a represivní státy, např. Zimbabwe, Severní Korea a Írán. Čína má úzké hospodářské a vojenské vztahy s Ruskem, a tyto dva státy často hlasují v Radě bezpečnosti OSN jednotně. Proměnlivé jsou diplomatické vztahy s Vatikánem. Roku 2024 byla již potřetí obnovena prozatímní dohoda o jmenování biskupů, rovněž Vatikán vyjádřil přání zřídit na čínském území svůj stálý zastupitelský úřad. Podle vyjádření Vatikánu jde o snahu k dialogu, problém však trvá například na poli jmenování biskupů, kteří ale musejí podléhat schválení KS Číny.

#### Územní spory

Územní nároky v Jihočínském moři

Od svého založení po druhé čínské občanské válce si ČLR nárokuje území pod kontrolou Čínské republiky, oddělené politické entity dnes známé jako Tchaj-wan, jako součást svého území. Ostrov Tchaj-wan pokládá za své území jako provincii Tchaj-wan, dále Ťin-men a Ma-cu jako součást provincie Fu-ťien a ostrovy v Jihočínském moři pod kontrolou Čínské republiky jako součást provincie Chaj-nan a provincie Kuang-tung. Tato tvrzení jsou kontroverzní kvůli komplikovaným vztahům v okolí úžiny, protože ČLR operuje s politikou jedné Číny jako s jedním z nejdůležitějších diplomatických principů.
Kromě Tchaj-wanu je Čína zapojena do dalších územních sporů. Od devadesátých let je Čína zapojená do jednání vyřešit své sporné pozemní hranice, včetně hranice s Indií a nedefinované hranice s Bhútánem. Dále je Čína je zapojena do mnohostranných sporů o vlastnictví několika malých ostrovů na východě a jihu Číny jako jsou ostrovy Senkaku a mělčina Scarborough.
V červnu 2020 se zhoršily vztahy s Indií po incidentu v údolí Galwan kvůli spornému pohraničnímu území.

#### Úsilí o kontrolu mediální obrazu
Čína se pokouší různými prostředky ovládnout svůj mediální obraz v zahraničí. Prostřednictvím státních novin China Daily investuje obrovské prostředky do reklamy v prestižních západních médiích. Jen v USA takto v roce 2017 investovala 20,8 milionů dolarů. V afrických státech Čína využila přechodu televizního vysílání z analogového na digitální k vytvoření sítě optických kabelů a satelitů a prostřednictvím své společnosti StarTimes nabídla předplatné na mix afrických a čínských stanic. Pro novináře z chudších zemí jsou připravené dlouhodobé stáže a Čína tak plánuje vyškolit novou generaci afrických novinářů. V propagandistických videích je kritická žurnalistika označována za nezodpovědnou a škodlivou pro společnost a žurnalisté vyznávající „západní hodnoty“ označováni za „vymyté mozky“.
Ze zprávy amerických sinologů o působení Číny v USA, mimo jiné vyplývá, že veškerá čínská nezávislá media v USA byla Čínou kooptována nebo zlikvidována. Zároveň Čína omezila působení amerických médií na svém území. V březnu 2020 ukončila akreditace novinářů New York Times, The Wall Street Journal a The Washington Post a požádala časopis Time a stanici Voice of America o detailní údaje o jejích novinářích, majetku i operacích v Číně.

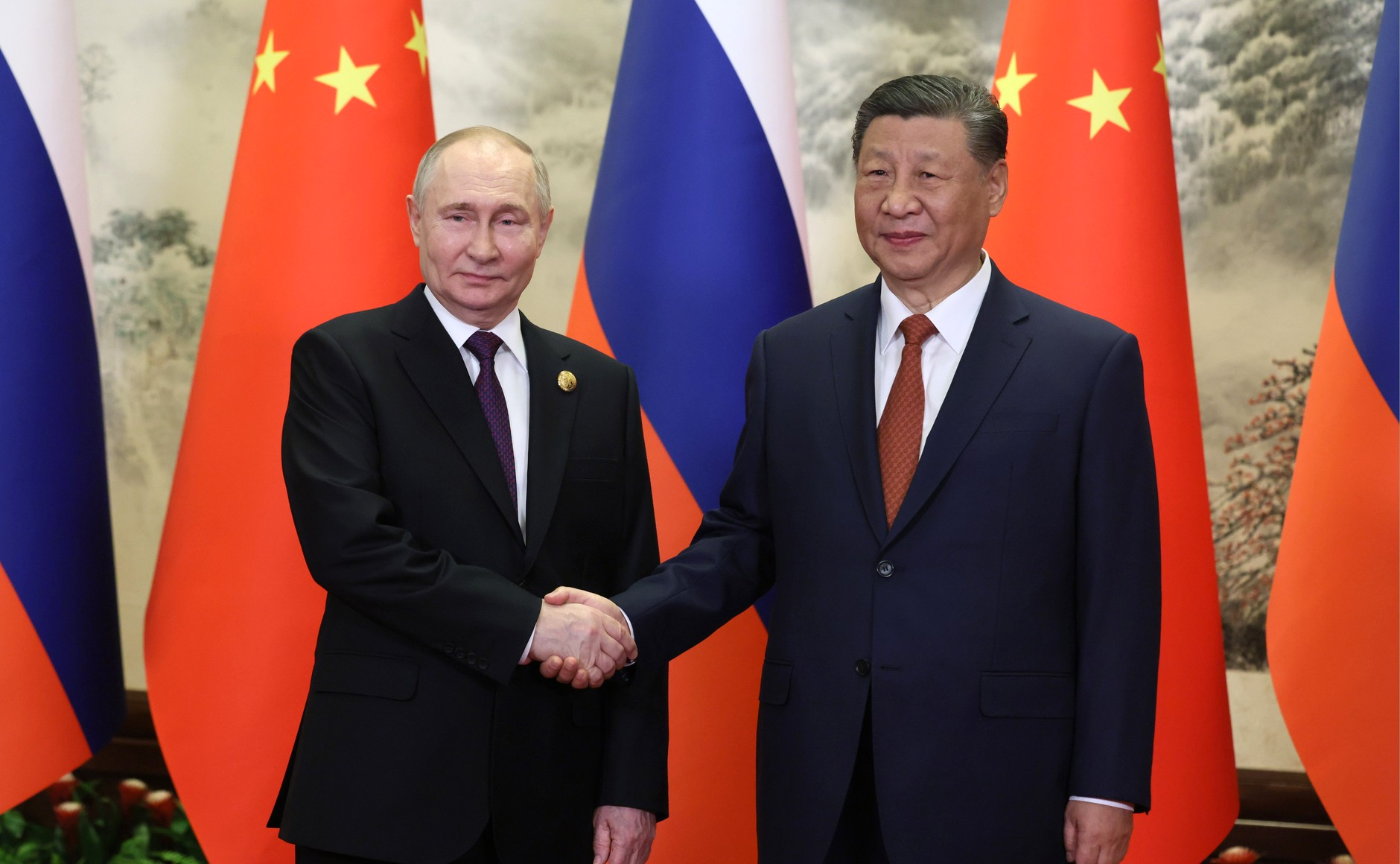
Čínský prezident Si Ťin-pching a ruský prezident Vladimir Putin v Pekingu v květnu 2024. Čína Rusku pomáhá s obcházením západních ekonomických sankcí.

14. října 2021 ukončila firma Microsoft působení své sociální sítě LinkedIn na čínském území, protože byla vystavena tlaku na cenzurování obsahu. V září 2021 LinkedIn zablokoval profily řady zahraničních novinářů píšících o Číně, takže nebyly v čínské verzi aplikace viditelné. Microsoft nakonec ustoupil, síť v Číně zrušil a stáhl čínskou verzi mobilní aplikace.
Ředitel německého Spolkového úřadu pro ochranu ústavy Thomas Haldenwang varoval zákazníky před poskytováním osobních dat čínským platebním společnostem nebo jiným technologickým firmám, protože čínské zákony po těchto firmách vyžadují, aby je poskytovaly čínské vládě.
Ředitel amerických tajných služeb v roce 2020 John Ratcliffe prohlásil, že „Čína je největší světovou hrozbou demokracie a svobody od druhé světové války“. V roce 2023 kanadské tajné služby upozornily, že Čína prostřednictvím svých úřadů a diplomatů ovlivňovala průběh parlamentních voleb v Kanadě s využitím čínských přistěhovalců ve prospěch Liberální strany pod vedením Justina Trudeaua, protože politiku opozičních Konzervativců Čína dlouhodobě považuje za nepřátelskou vůči Pekingu.

#### Vydírání čínských občanů v zahraničí
Aby umlčela kritiku politiky Pekingu a jeho přístupu k otázce lidských práv, snaží se čínská vláda vydírat Číňany žijící v zahraničí a přinutit je k návratu. Tento program, zvaný „hon na lišku“, prosadil čínský prezident Si Ťin-pching. Týká se i Číňanů, kteří jsou občany USA nebo jsou držiteli zelené karty. Čínský režim za tím účelem zadržuje jejich příbuzné v Číně, nebo vysílá své agenty do USA, aby je vydírali. Ředitel amerického Federálního úřadu pro vyšetřování (FBI) Christopher Wray uvedl případ, kdy čínský agent navštívil cílovou rodinu v USA a řekl jim, že si mohou vybrat mezi návratem do vlasti či sebevraždou. Celá polovina aktivních operací americké kontrarozvědky se nějakým způsobem týká Číny.

#### Šíření dezinformací
Čínská komunistická strana prostřednictvím svých vlivových organizací v zahraničí šíří účelové dezinformace s cílem diskreditovat politiky, kteří se už dříve stali terčem přímých výhrůžek. Redakce Aktuálně.cz obdržela opakovaně e-maily od švýcarských občanů Michaela Winklera a jeho asistenta Roberta J. Mojzese (RefinSol Advisory Services). Oba následně požadovali informaci, zda redakce jejich zprávu obdržela i jak na ni reagovala. Předmětem e-mailové zprávy, která se odvolávala pouze na mezitím smazané lživé příspěvky na Twitteru a Redditu, bylo tvrzení, že Miloš Vystrčil obdržel během návštěvy Tchaj-wanu příslib příspěvku 4 miliony dolarů na svou budoucí prezidentskou kampaň. Tuto dezinformaci vzápětí vyvrátilo i Ministerstvo zahraničních věcí Tchaj-wanu.
Michael Winkler není jen obchodník. Spolu se svou čínskou manželkou je vlastníkem zpravodajského portálu „Eurasia-Info“ a spoluzakladatelem sdružení Eurasia-Forum, sloužícího mj. čínskému velvyslanectví ve Švýcarsku. V Číně cenzura zablokovala zjištění o dezinformační kampani i přístup k Aktuálně.cz, které dezinformaci vyvrátilo. Na webu iFeng, který provozuje televize založená bývalým důstojníkem Čínské lidové osvobozenecké armády Liou Čchang-lem, je dále šířena verze obou švýcarských občanů.
Dezinformace jsou součástí agresivní čínské zahraniční politiky, uplatňované zejména mluvčím Ministerstva zahraničí ČLR Zhao Lijianem (dezinformace na Twitteru o původu Covid-19 v USA) a označované v diplomacii jako „Wolf warrior diplomacy“.

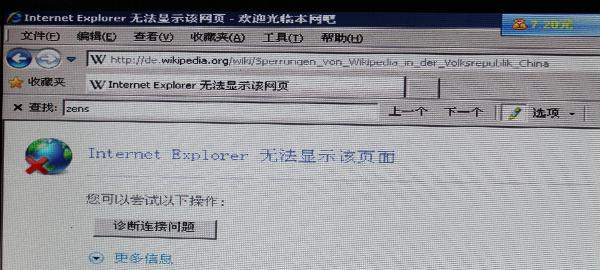
Zablokovaná Wikipedie v Číně

#### Cenzura
V Číně existuje velice přísná cenzura na internetu a několik desítek tisíc státních zaměstnanců monitoruje, filtruje a blokuje obsah čínského internetu. Čínští uživatelé se nedostanou na Twitter, Google nebo Facebook. Od roku 2001, kdy vznikla čínská Wikipedie, byla opakovaně v Číně zablokovaná a znovu zpřístupněná, a to včetně anglické verze, někdy bývala zablokovaná jen politická témata, jindy celý server. Od dubna 2019 jsou v pevninské Číně zablokované všechny jazykové mutace Wikipedie.

#### Hackerské útoky
Státem podporovaná hackerská skupina sídlící v Číně a označovaná Hafnium (APT 40, APT 31) provádí útoky prostřednictvím pronajatých virtuálních serverů v USA. Usiluje o zcizení informací z různých sektorů, včetně výzkumu infekčních nemocí, právních firem, vzdělávacích institucí, obranného průmyslu, politických think tanků a neziskových organizací. V březnu 2021 využila neopravené chyby v softwaru Microsoft Exchange Server a napadla desetitisíce organizací v USA. Terčem útoku byly rovněž některé české úřady – Ministerstvo práce a sociálních věcí, servery České správy sociálního zabezpečení nebo pražský Magistrát.
USA obvinily čínskou vládu, že využívá nájemné hackery, kteří provádějí útoky pro stát vedle aktivit pro vlastní obohacení. Britský ministr zahraničí Dominic Raab prohlásil. „Čínská vláda musí ukončit tuto systematickou kybernetickou sabotáž a může očekávat, že pokud tak neučiní, ponese odpovědnost“. Podle mluvčího MZ USA Neda Price „Ministerstvo státní bezpečnosti ČLR vytvořilo funkční systém zločineckých hackerů, kteří škodí lidem a organizacím po celém světě“. Také Ministerstvo zahraničních věcí a bezpečnosti Evropské unie dne 19. července 2021 vyzvalo Čínu, aby přijala potřebná opatření k zastavení hackerských útoků ze svého území a potvrdilo rozhodnost Evropské unie takovým útokům v kyberprostoru čelit.

## Ozbrojené síly

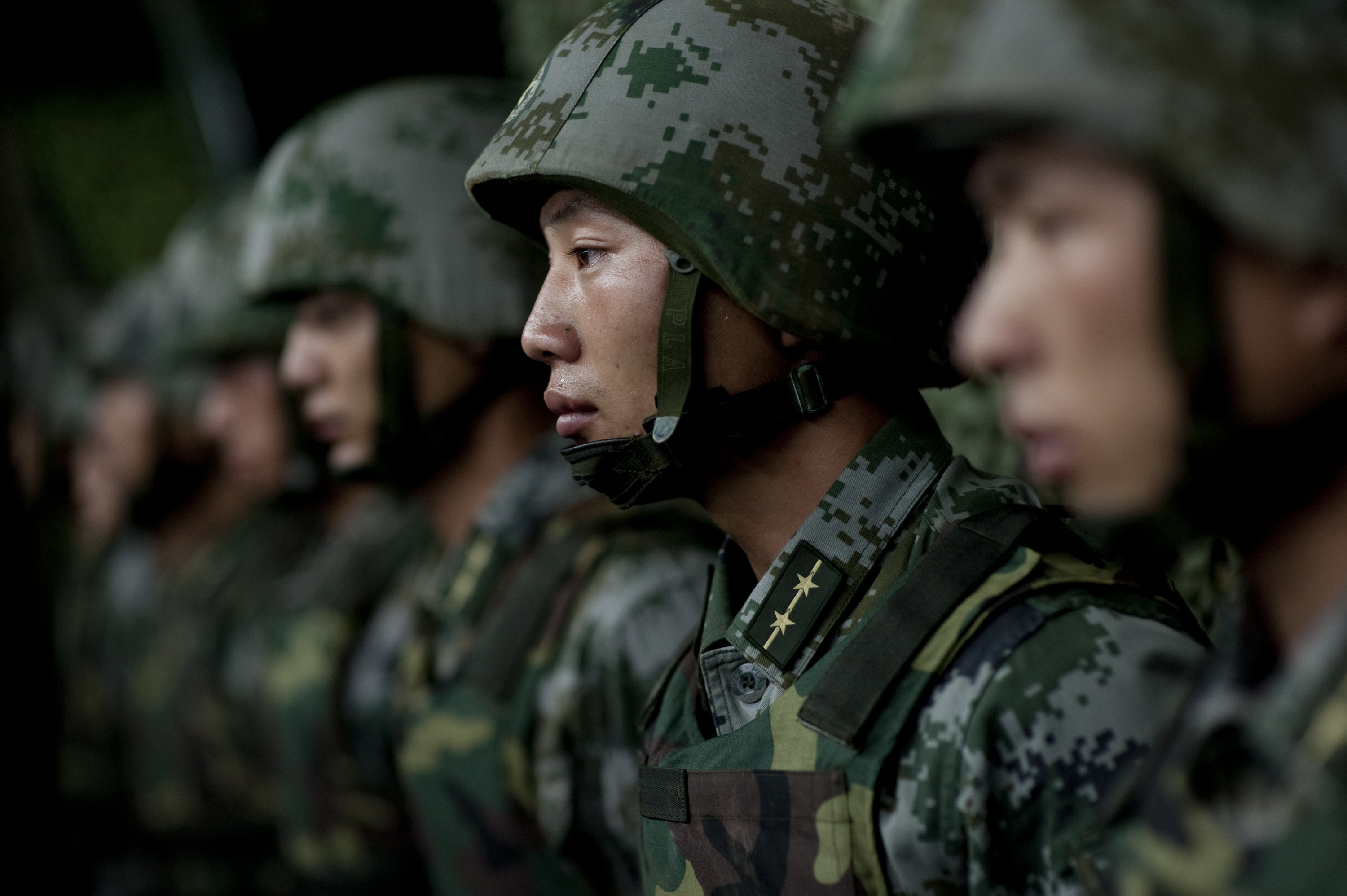
Vojáci Čínské lidové osvobozenecké armády

Ozbrojené síly Čínské lidové republiky se skládají ze tří složek: Čínské lidové osvobozenecké armády, Čínské lidové ozbrojené policie a Čínských lidových milic. Čínská lidová osvobozenecká armáda (ČLOA) je ozbrojené křídlo Komunistické strany Číny, a představuje hlavní součást ozbrojených sil. Podle počtu aktivních vojáků se jedná o největší ozbrojenou sílu na světě, přičemž ČLOA zároveň disponuje druhým největším obranným rozpočtem. ČLOA sestává z pěti hlavních druhů sil: pozemních sil, námořnictva, letectva, raketových sil a sil strategické podpory. ČLOA patří k nejrychleji se modernizujícím ozbrojeným silám.
ČLOA podléhá velení Ústřední vojenské komise Komunistické strany Číny a s ní splývající Ústřední vojenské komise Čínské lidové republiky. Předsedou obou orgánů je v současnosti Si Ťin-pching, generální tajemník Ústředního výboru Komunistické strany Číny a prezident ČLR.
Čína disponuje jadernými zbraněmi a je považovaná za vojenskou supervelmoc. V jaderné výzbroji předstihla Velkou Británii i Francii. V roce 2007 dobudovala Čína jadernou triádu, uvedením do provozu jaderných ponorek se strategickými balistickými jadernými raketami. Zatímco v roce 2013 měla Čína ve výzbroji mezi 50 až 75 kusy jaderných mezikontinentálních balistických raket, spolu s řadou balistických raket krátkého dosahu. V roce 2025 disponovala už 600 jaderných zbraní a odhady hovoří o 1500 kusech v roce 2035. Meziročně se množství jaderných hlavic zvyšuje o 100 ks, což je nejvyšší procentuální růst na světě. Většina arzenálu je nová nebo téměř nová. Čína se chce v jaderných schopnostech vyrovnat USA a Ruské federaci.
USA v roce 2025 přijaly novou jadernou strategii zaměřenou na Čínu. Ta předpokládá, že Čína má 24 jaderných hlavic již umístěných na raketách a připravených na základnách s operačními jednotkami k rychlému použití.

## Čínská špionáž
Čínský zájem se soustřeďuje zejména na strategické sektory hospodářství, jako jsou energetika, telekomunikace, finance, logistika, zdravotnictví a špičkové technologie.

### Průmyslová špionáž
Čínský zákon o celonárodní špionáži, přijatý Všelidovým kongresem v roce 2017, nařizuje všem čínským jednotlivcům i firmám v případě státního zájmu provádět špionáž ve prospěch Čínské lidové republiky. Např. Huawei China zavedla formální politiku bonusového programu odměňujícího zaměstnance, kteří ukradli konkurenci tajné informace. Zaměstnancům bylo nařízeno, aby tajné informace, které získali od cizích společností, ukládali na interní firemní stránku, nebo, v případě zvláště citlivých informací, poslali zašifrovaný email do speciální emailové schránky. Směrnice zdůrazňovala, že žádný ze zaměstnanců nebude potrestán za činnost, jež bude v jejich v rámci provedena. Po skandálu v USA upozornilo vedení pracovníky Huawei USA, že ve Spojených státech podobné činnosti nejsou podporovány. Z emailové komunikace nicméně podle amerických úřadů vyplývá, že v jiných zemích a regionech světa je to naprosto běžná součást pracovní náplně.
Čínská komunistická strana má 93 milionů členů, z nichž řada pracuje skrytě v zahraničních firmách. Každá větší čínská firma kdekoli na světě má svou stranickou buňku, která se stará o politickou agendu a je zárukou, že společnost bude plnit stranické direktivy. Pro Čínu je byznys neoddělitelný od politiky. Jako „pozitivní“ prostředky užívá hrazení účasti na konferencích v Číně, finanční pomoc firmám v problémech, nabídku exekutivních pracovních pozic ve svých firmách nebo horentní peněžní sumy. Jinou formou získávání spolupracovníků pro tajné služby doma i v zahraničí je vysílání „volavek“ (honeytraps) a následné vydírání kompromitujícími materiály nebo „kooptování“ zahraničních průmyslových expertů, někdy bez jejich vědomí.
Deník Frankfurter Allgemeine Zeitung popsal konkrétní zkušenosti německých manažerů, bankéřů a právníků v Číně. Číňané je odposlouchávají v restauracích, přes telefony nebo stahují data rovnou z jejich zařízení odcizených z hotelového trezoru. Přísná bezpečnostní pravidla platí i pro průmyslníky, kteří ve vládním speciálu doprovázeli na cestách do Pekingu kancléřku Merkelovou. Chytré telefony nechávají doma a i řadoví úředníci z ministerstev hospodářství a zahraničí pro tento účel používají ty nejlacinější tlačítkové přístroje, které po návratu vyhazují do elektrošrotu.
V ČLR je praxe „domácí med z cizích kytek“ (Picking flowers in foreign lands to make honey in China) realizována poskytováním státních stipendií pro dlouhodobé pobyty studentů a vysokoškolských pedagogů na prestižních západních univerzitách. Vysílá je často přímo čínská National University of Defense Technology, někteří z nich jsou dokonce vysocí důstojníci Čínské lidové armády pod skrytou identitou. Ve svém životopise uvádějí čínské výzkumné instituce, které ve skutečnosti neexistují nebo instituce, jejichž anglický název zastírá, že jde o vojenské zařízení (např. Changsha Institute of Technology je ve skutečnosti Vědecko-technologická univerzita národní obrany Lidově osvobozenecké armády nebo Xi’an Institute of High Technology je ve skutečnosti Univerzita vojenského raketového inženýrství). Západní univerzity si často ani nejsou vědomy, že čínští vědci mohou být ve skutečnosti armádní experti a nechávají celou zodpovědnost za bezpečnostní prověrky na vládě. Na Harvardově univerzitě v Bostonu, během vyšetřování vedoucího katedry chemie, který přijal nelegální finance z čínské Wuhan University of Technology, vyslýchala FBI i jeho studentku Ye Yanqing, která uvedla v žádosti o víza nepravdivé údaje. Ye Yanqing byla ve skutečnosti důstojnicí Čínské lidové armády a spolu s dalšími dvěma důstojníky ČLA byla zapojena do programu rekrutování zahraničních odborníků. Předávala informace o americké armádě, ale podařilo se jí uprchnout zpět do Číny ještě před zatčením.

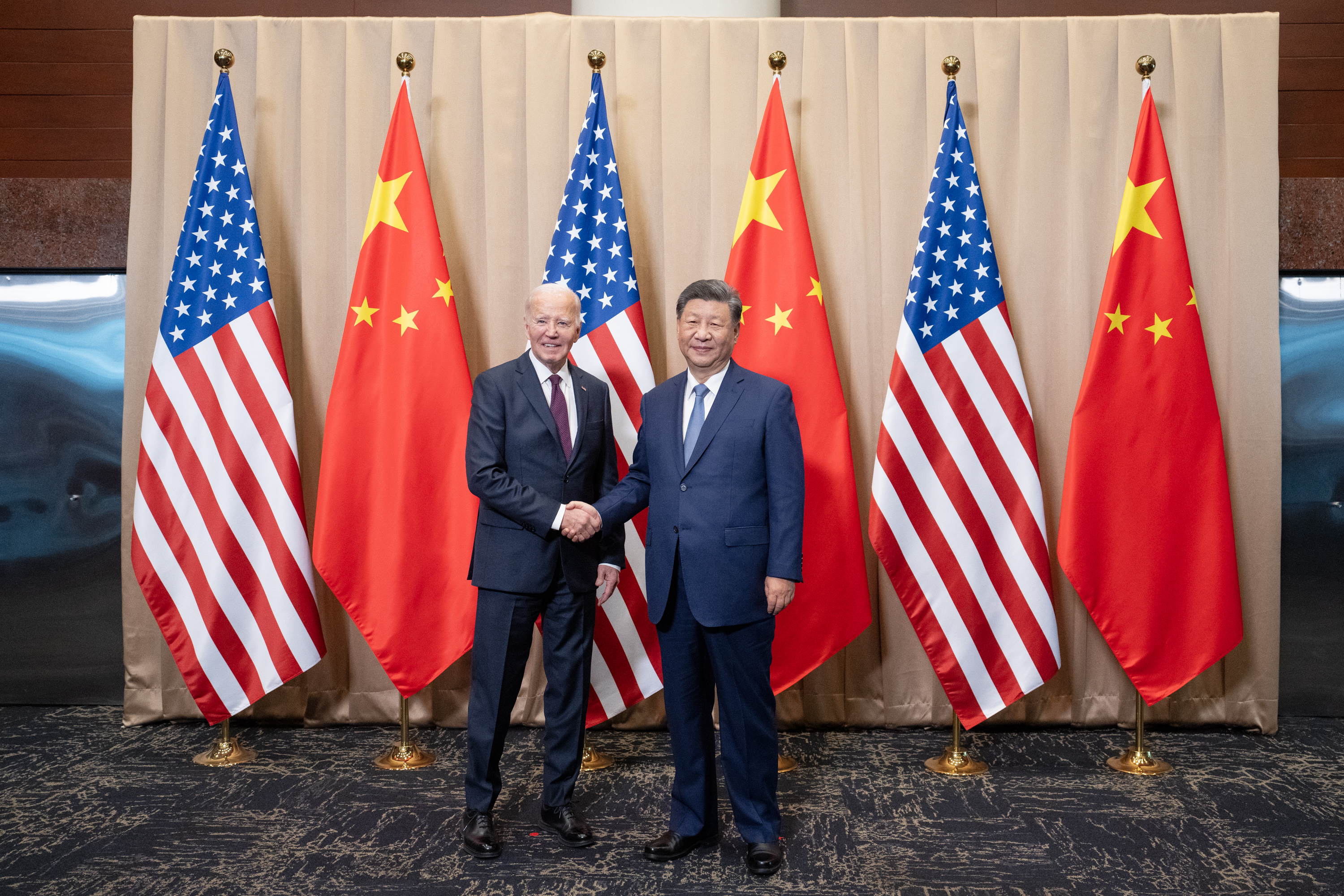
Si Ťin-pching a americký prezident Joe Biden během summitu APEC v Peru 16. listopadu 2024

Na čínský konzulát v San Franciscu se v červnu 2020 uchýlila bioložka Juan Tang, která pracovala na University of California v Davisu, poté, co byla vyšetřována FBI pro falšování víza a zatajení vazeb na čínskou armádu. Ve veřejně dostupných zdrojích přitom byly nalezeny její fotografie ve vojenské uniformě a pátrání v jejím bydlišti potvrdilo, že je zaměstnankyní čínské armády. V červenci 2020 byla zatčena a převezena do věznice v Sacramentu.
Závažnou událostí je, že dne 21. července 2020 daly Spojené státy Číně 72hodinovou lhůtu na uzavření jejího konzulátu v texaském Houstonu. Americké ministerstvo zahraničí vzneslo obvinění, že konzulát byl zapojen do krádeže duševního vlastnictví. Zaměstnanci konzulátu poté údajně začali s hromadným pálením dokumentů.
Do popředí zájmu čínských špionů patří účast na výzkumu hypersonických raket, navigační technologie, kvantová fyzika, kryptografie, autonomní vozidla atd.

### Špionáž ČLR v České republice
Podle Bezpečnostní informační služby vzrostla intenzita zpravodajské činnosti čínských zpravodajců působících v Česku pod diplomatickým krytím a zpravodajská činnost proti českým cílům vedená z Číny. Riziko vystavení českých občanů čínskému špionážnímu zájmu v Číně je rovněž extrémně vysoké. Špionážní aktivity vedené proti českým cílům a zájmům lze rozdělit do tří segmentů: Narušení jednotné politiky EU prostřednictvím českých entit; zpravodajská činnost zacílená na české silové resorty a ekonomická a vědecko-technická špionáž. Čínská diplomatická mise také zvýšila schopnost čínské státní moci kontrolovat a ovládat čínskou krajanskou komunitu v ČR. BIS zaznamenala znepokojující vývoj na poli čínských aktivit (politických, špionážních, legislativních a ekonomických), které jako komplex představují hrozbu pro ČR v oblasti ekonomické a vědecko-technické rozvědky.
Čínská firma Zhenhua Data Technology, která pracuje i pro čínskou armádu, shromažďuje databázi osob, ve které jsou politici, diplomaté, pracovníci bezpečnostních institucí, akademici a podnikatelé i jejich děti. Ještě předtím než svůj web vypnula, označovala se za pionýra ve využití dat pro hybridní válku. Soubor dat se z jejích serverů dostal k západním médiím prostřednictvím čínského whistleblowera. V databázi společnosti je zhruba 700 prominentních Čechů, ale též zahraniční ambasády v ČR, policejní akademie, ministerstvo zdravotnictví, úřad stálého představitele ČR při NATO, ČVUT nebo Akademie věd.

## Ekonomika

Vývoj HDP v ČLR mezi lety 1952 a 2012

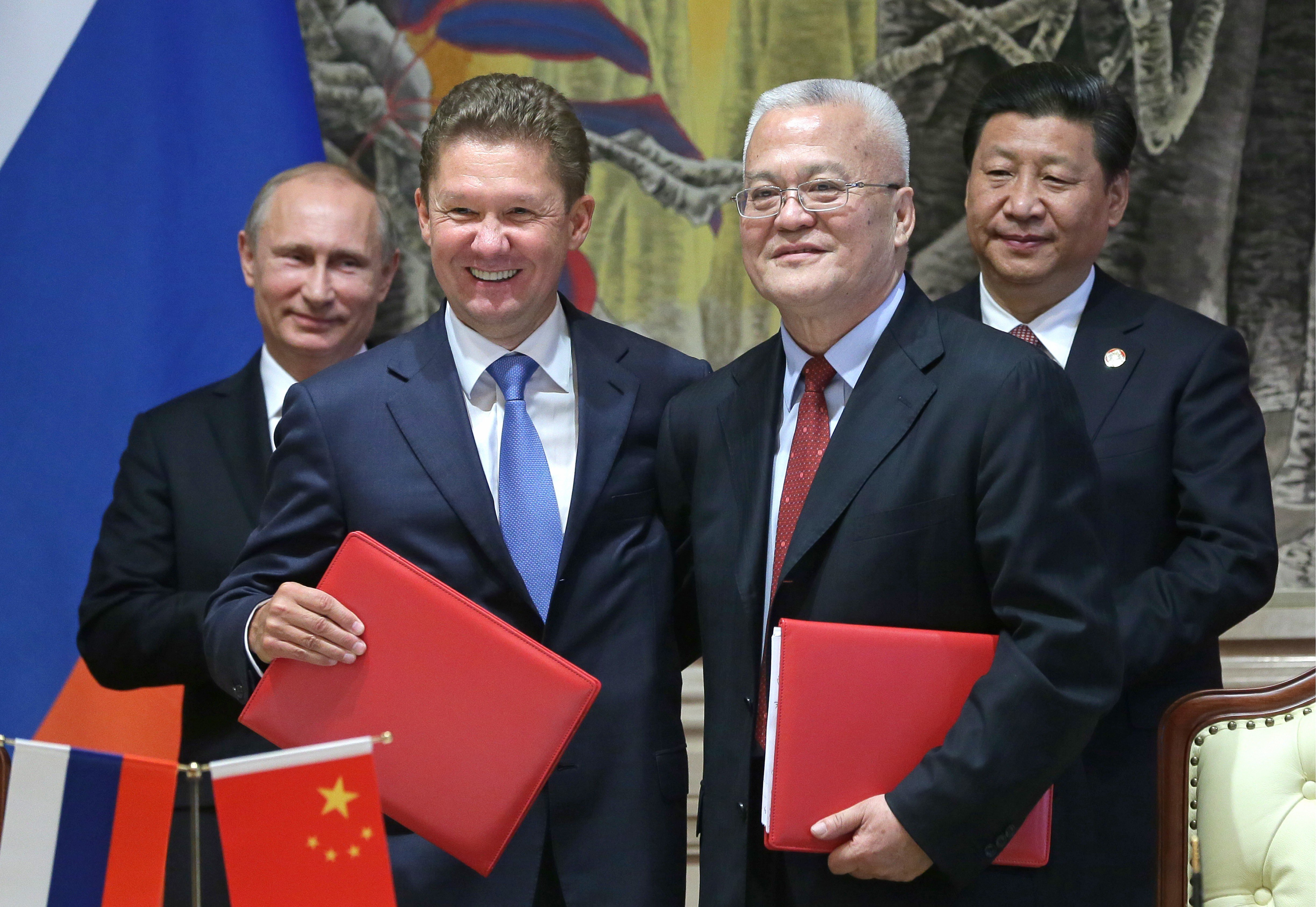
Představitelé Ruska a Číny v květnu 2014 při podpisu třicetileté smlouvy na dodávky zemního plynu ze Sibiře do Číny a na stavbu plynovodu Síla Sibiře. Za Rusko byli přítomni prezident Vladimir Putin a generální ředitel Gazpromu Alexej Miller.

### Hospodářský růst
Díky ekonomickým reformám, které začal od roku 1976 prosazovat Teng Siao-pching a na které navázali jeho nástupci v 90. letech, byl v ČLR v polovině 90. let 20. století nastartován rychlý hospodářský růst, jenž trvá dodnes a rychle stimuluje všechny oblasti národního hospodářství.
Ekonomika země v roce 2007 rostla tempem 11,9 %, nejvyšším za 13 let. Hrubý domácí produkt tak dosáhl cifry 24,953 biliónů CNY (tj. 3,428 biliónů USD), ovšem dlouhodobý dvouciferný růst způsobil zvýšení inflace na 4,8 %, oproti necelým 2 % roku 2006. V únoru 2008 inflace dokonce vyšplhala až na 8,7 %, což je jedenáctileté maximum. Čínský vývoz v roce 2006 vzrostl o 27,2 %, zatímco dovoz ve stejném období narostl o 20 %. Saldo obchodní bilance tak dosáhlo přebytku 177,5 miliard USD (oproti 100 mld. USD v roce 2005).
Čínská ekonomika v roce 2005 předstihla britskou a v roce 2007 německou ekonomiku a s objemem HDP 2,49 bilionu € se dostala tehdy na třetí místo na světě. V roce 2010 předstihla Japonsko a stala se tak druhou největší ekonomikou světa po Spojených státech. V roce 2012 předstihla Čína i Spojené státy co do objemu obchodovaného zboží. V říjnu 2014 vyhlásil Mezinárodní měnový fond ekonomiku Číny za nejsilnější na světě co se týče celkového objemu HDP dle parity kupní síly.
Tři čínští internetoví „giganti“ Baidu, Tencent a Alibaba Group patří mezi největší technologické konglomeráty na světě. Čínští výrobci spotřební elektroniky jako Lenovo, Huawei, ZTE, Xiaomi, Oppo a Meizu patří mezi nejúspěšnější na světovém trhu. Čínské značky jako Hisense získaly větší podíl i na českém trhu.

### Energetika
Čínská energetika je založena na všech dostupných typech zdrojů. Elektrická energie je zatím vyráběna především v tepelných elektrárnách. Z vodních elektráren je nejvýznamnější elektrárna Tři soutěsky, která je zároveň největší elektrárnou (nejen vodní) na světě. Čína má i velmi ambiciózní projekt výstavby jaderných elektráren. Do roku 2015 má být výkon zařízení tohoto typu dvojnásobný. Na výstavbě jaderných reaktorů v Číně pracují jak francouzské, tak americké a ruské společnosti. Po havárii v japonské Fukušimě bylo sice dočasně pozastaveno povolování staveb nových jaderných elektráren a provedeny prověrky v těch stávajících, nicméně Čína hodlá ve své projaderné politice bez velké změny pokračovat.

### Zahraniční obchod

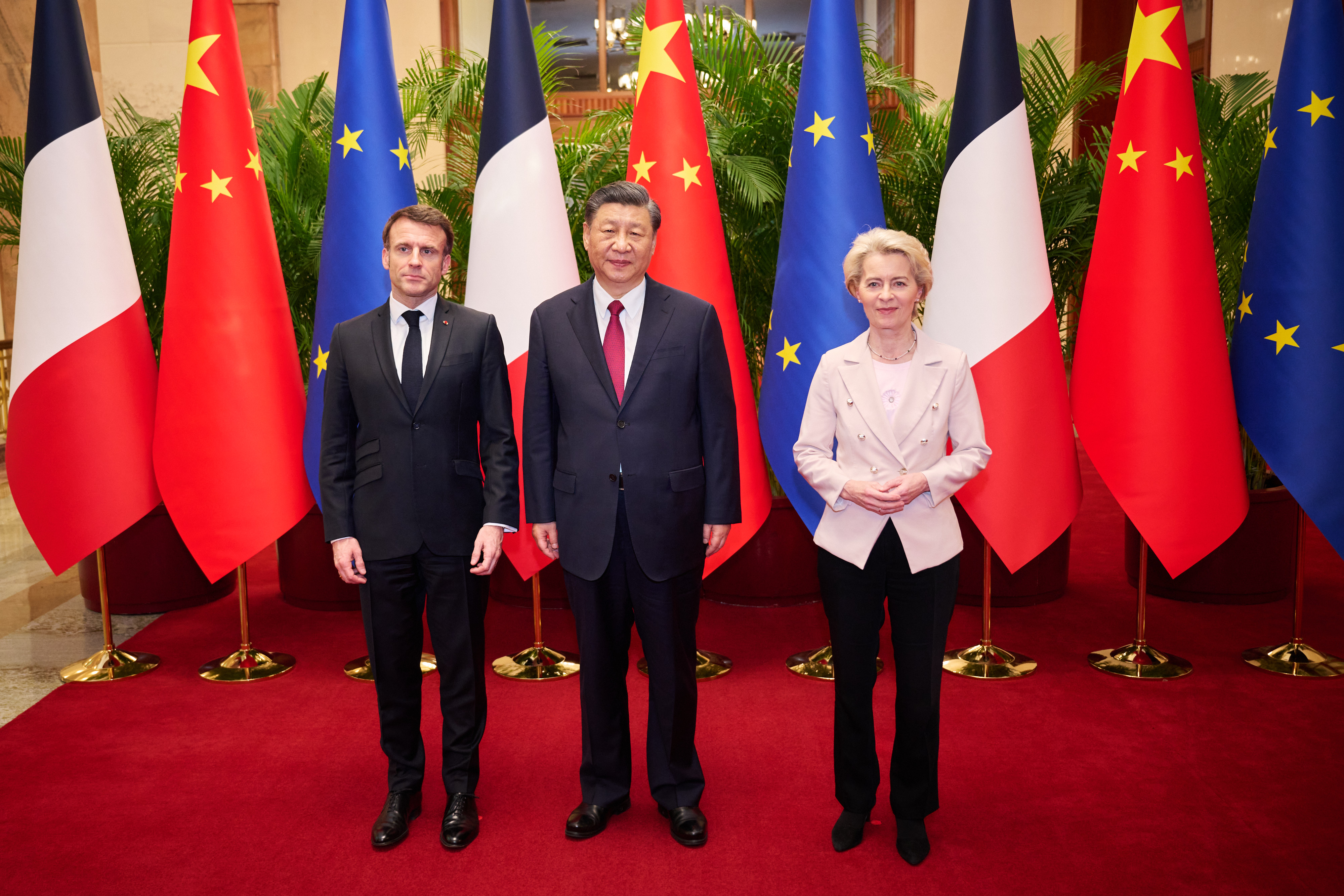
Francouzský prezident Emmanuel Macron, předsedkyně Evropské komise Ursula von der Leyenová a čínský prezident Si Ťin-pching v Pekingu v dubnu 2023

Čína je jedním z největších světových exportérů a importérů, přičemž dosahuje značného přebytku obchodní bilance. Velmi důležitým obchodním partnerem Číny je v současnosti Německo. V roce 2016 dosáhl čínsko-německý obchod v obou směrech objemu 170 miliard eur, tj. přibližně 4 515 miliard Kč.
Německá kancléřka Angela Merkelová navštěvovala Čínu každoročně, za dobu svého působení na vrcholném postu do září 2019 celkem 15krát. Vždy byla doprovázena významnými německými manažery, jejichž cílem bylo dosáhnout dalšího rozvoje vzájemného obchodu. Při doposud poslední návštěvě Merkelové v Pekingu bylo 5. září 2019 podepsáno 11 smluv o hospodářské spolupráci. Jednou z nejvýznamnějších nových smluv je dohoda francouzsko-německého koncernu Airbus o rozšíření montáže dopravního letadla typu Airbus A320 v již existující výrobně čínské společnosti AVIC Aircraft Corporation ve městě Tchien-ťin. Další smlouvy se týkají mj. energetiky a elektromobility. Společnost ALBA Group bude spolupracovat s velkoměstem Šen-čen v oboru zpracování odpadů. Firma Siemens bude kooperovat s čínskou státní společností SPIC při výrobě plynových turbín pro energetiku. Největší německá a evropská pojišťovna Allianz se dohodla s čínskou velkobankou Bank of China na prohloubení spolupráce při financování a pojišťování hospodářské výměny mezi oběma zeměmi. Úspěšná jednání mezi německou a čínskou delegací nebyla nijak ovlivněna aktuálními událostmi v Hongkongu. Kancléřka Merkelová ovšem zmínila nutnost poklidného vyřešení současné situace v této autonomní čínské provincii. Čínský předseda vlády Li Kche-čchiang odpověděl na tuto zmínku v tom smyslu, že Čína „je schopná ukončit chaos v Hongkongu a znova tam nastolit pořádek v rámci zákonů“. Zahraničí se může podle něj spolehnout na to, že Čína má pro to „moudrost“. Podle názoru šéfredaktora německého zpravodajského webu T-Online.de Floriana Harmse „diktuje Čína pravidla vzájemné spolupráce i Německu“.

### Nová hedvábná stezka
V září 2013 oznámil čínský prezident Si Ťin-pching záměr vybudování „Nové hedvábné stezky“. Pro dopravu vhodného zboží v kontejnerech mají přitom být využity již existující železniční trati, hlavně v Číně samotné, dále Transsibiřská magistrála a tratě přes evropské Rusko, Bělorusko, Ukrajinu a Polsko do Německa, kde má být Duisburg důležitým překladištěm u splavné řeky Rýn.
Také Indie a Írán mají být na Novou hedvábnou stezku napojeny. Dne 15. února 2016 přijel první vlak z východní čínské provincie Če-ťiang do Teheránu. V lednu 2017 byl vypraven první vlak až do Londýna, který celou trasu s délkou 12 000 km ujel za plánovaných 18 dní. Zboží muselo být ovšem několikrát překládáno, neboť kvůli rozdílným rozchodům kolejí musí být na hranicích např. mezi Ukrajinou a Polskem měněny lokomotivy i vagóny.
Existují také snahy o napojení Rakouska přes Slovensko na čínský projekt tím, že by byla vybudována nová asi 450 km dlouhá širokorozchodná trať z Košic (kam již taková trať vede z Užhorodu) přes Bratislavu do Vídně. O tento projekt mají Rakouské spolkové dráhy velký zájem, zatím mu však brání válka na východní Ukrajině.
Tzv. Nová hedvábná stezka, neboli Jeden pás, jedna cesta (anglicky One Belt, One Road, zkr. OBOR, též měkčím vyjádřením Belt and Road Iniciative, BRI) má oficiálně sloužit k vytvoření dopravních koridorů, jimiž se propojí infrastruktura Asie a Evropy. Z hlediska čínských velmocenských ambicí je zároveň významným strategickým prvkem a začátkem čínské cesty globalizace. Je součástí mocenského boje s USA, má omezit vliv Japonska ve Východní Asii a Indočíně, eventuálně výměnou za ekonomické investice navázat spolupráci v oblasti bezpečnosti. Příslib čínských investic je vykládán jako ekonomický nástroj Číny ve snaze získat spojence pro přiznání statutu tržní ekonomiky, což je dle bruselských diplomatů v současnosti důležitým zájmem čínské agendy v EU. Peking se snaží uplatňovat svůj vliv ve světě také přes Východní Evropu prostřednictvím iniciativy 16 + 1. EU je vyjednávání otevřená, ale na multilaterální úrovni, nikoli pouze formou bilaterálních vztahů. Evropská komise doporučuje užší spolupráci s Čínou v otázkách lidských práv, ochrany životního prostředí a boji proti změnám klimatu, ČLR však zároveň označuje za „ekonomického rivala usilujícího o vůdčí pozici v zavádění technologií a systémového rivala v prosazování alternativních modelů vlády.“
Z interních čínských dokumentů lze vyčíst, že „mezi běžné obyvatele západních zemí čínská externí propaganda nepronikla, a byla dokonce tamějšími politiky dezinterpretována jako „čínská hrozba“. Proto je třeba korigovat náš přístup a zaměřit se „na východ“. Ve srovnání s vyspělými státy Evropy a Ameriky představují skupinu nejvhodnější k „indoktrinaci“ (doslova: k vymývání mozků a získávání srdcí [si nao jing sin]) rozvojové země, kde tato čínská strategie Hedvábné stezky má již řadu obětí v podobě korupčních skandálů a astronomického zadlužení států, které přistoupily na nabídky čínských investic.

## Obyvatelstvo

Mapa hustoty obyvatelstva ČLR a Tchaj-wanu z roku 2009. Provincie na východním pobřežní jsou mnohem hustěji obydlené než vnitrozemí na západě.

Sčítání lidu v roce 2010 zaznamenalo počet obyvatel Čínské lidové republiky přibližně 1 370 536 875. Přibližně 16,60% populace bylo 14 let nebo mladších, 70,14% bylo ve věku 15 až 59 let a 13,26% bylo starších než 60 let.
Míra populačního růstu v roce 2013 byla odhadována na 0,46%.
Navzdory politice jednoho dítěte, kterou ČLR zavedla v roce 1979, se počet obyvatel Číny zvýšil z přibližně 550 milionů v době vzniku ČLR na 1,4 miliardy v současnosti.
Čína tvořila většinu chudých na světě; nyní Čína tvoří většinu světové střední třídy.

### Etnické skupiny
Čína oficiálně uznává 56 různých etnických skupin, z nichž největší část představují Chanové, kteří tvoří asi 91,51% celkového počtu
populace. Chanové – nejpočetnější světová etnická skupina – převyšují ostatní etnické skupiny v každé provincii s výjimkou Tibetu a Sin-ťiangu. Podle sčítání lidu z roku 2010 tvoří etnické menšiny asi 8,49% obyvatel Číny. V porovnání se sčítáním lidu z roku 2000 vzrostla populace Chanů o 66 537 177 lidí, tj. o 5,74%, zatímco populace 55 národnostních menšin se zvýšila o 7 362 627 lidí, tj. i 6,92%. Sčítání z ruku 2010 zaznamenalo celkem 593 832 v Číně žijících cizinců. Největší skupiny pocházely z Jižní Koreje (120 750)
Spojených států (71 493) a Japonska (66 159).
Největšími etnickými menšinami v Číně (údaje podle sčítání lidu v roce 2000) jsou Čuangové (16 milionů), Mandžuové (10 milionů), Ujgurové (9 milionů), Chuejové (9 milionů), Miaové (8 milionů), Iové (7 milionů), Tchuťiaové (5,75 milionu), Mongolové (5 milionů), Tibeťané (5 milionů), Puejové (3 miliony), Tungové (3 miliony), Jaové (2,6 milionu) a Korejci (2 miliony).

### Jazyky

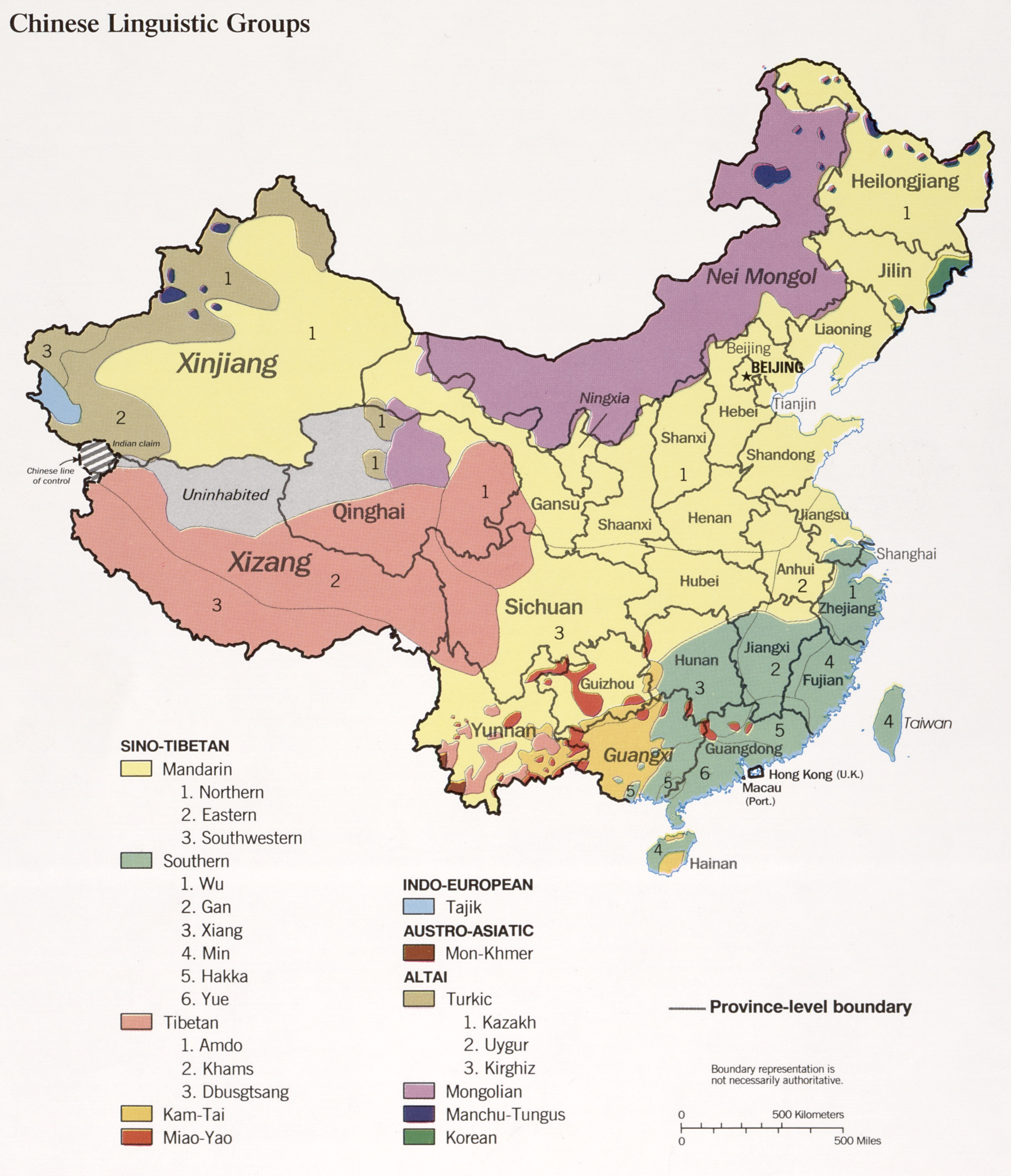
Etnolingvistická mapa ČLR a Tchaj-wanu z roku 1990

V Číně je asi 292 aktivních jazyků. Nejpoužívanější náleží do sinotibetských jazyků, které zahrnují mandarínštinu (hovoří s ní 70% populace), a další varianty čínštiny: Jüe (včetně kantonštiny a tchajšanštiny), wu, min, siang, kan a hakka. Tibetobarmské jazyky, včetně tibetštiny, qiangu, nakhi a nuosu, se používají v oblasti tibetské náhorní plošiny a jünnansko-kuejčouské vysočiny. Dalšími jazyky se hovoří v jihozápadní Číně (čuangština, thajština a kam-sujské jazyky z tajsko-kadajských jazyků, dále hmong-mienské jazyky a wa z austroasijské jazykové rodiny). Napříč severovýchodní a severozápadní Čínou používají zdejší etnické skupiny altajské jazyky včetně mandžuštiny, mongolštiny a některé turkické jazyky: ujgurštinu, kazaštinu, kyrgyzštinu, salarštinu a západní jugurštinu. Korejština se používá podél hranice se Severní Koreou. Saríqólština, jazyk Tádžiků na západě Sin-ťiangu, je indoevropský jazyk. Tchajwanští domorodci, včetně malé populace v pevninské Číně, používají austronéské jazyky.
Standardní čínština, varianta mandarínštiny založená na pekingském dialektu, je oficiální národní jazyk Číny a je používán jako lingua franca v zemi mezi lidmi různého lingvistického původu.
Čínské znaky se jako písmo pro sinické jazyky používají po tisíce let. Umožňují mluvčím vzájemně nesrozumitelných čínských jazyků komunikovat mezi sebou prostřednictvím psaní. V roce 1956 vláda představila zjednodušené znaky, které v pevninské Číně nahradily starší tradiční znaky. Čínské znaky jsou také romanizované ve formě pchin-jinu.

### Náboženství
Vláda Čínské lidové republiky oficiálně zastává státní ateismus a za tímto účelem vede antireligistické kampaně. Na náboženské záležitosti v zemi dohlíží státní správa pro náboženské záležitosti. Náboženská svoboda je zaručena čínskou ústavou, i když náboženské organizace, které nemají oficiální schválení, mohou být předmětem státní perzekuce. Během tisíciletí byla čínská civilizace ovlivněna různými náboženskými hnutími. “Tři učení”, včetně konfuciánství, taoismu a buddhismu (čínský buddhismus), měly v historii významnou roli ve formování čínské kultury, obohatily teologický a duchovní rámec, který sahá do období Šangu a dynastie Čou.

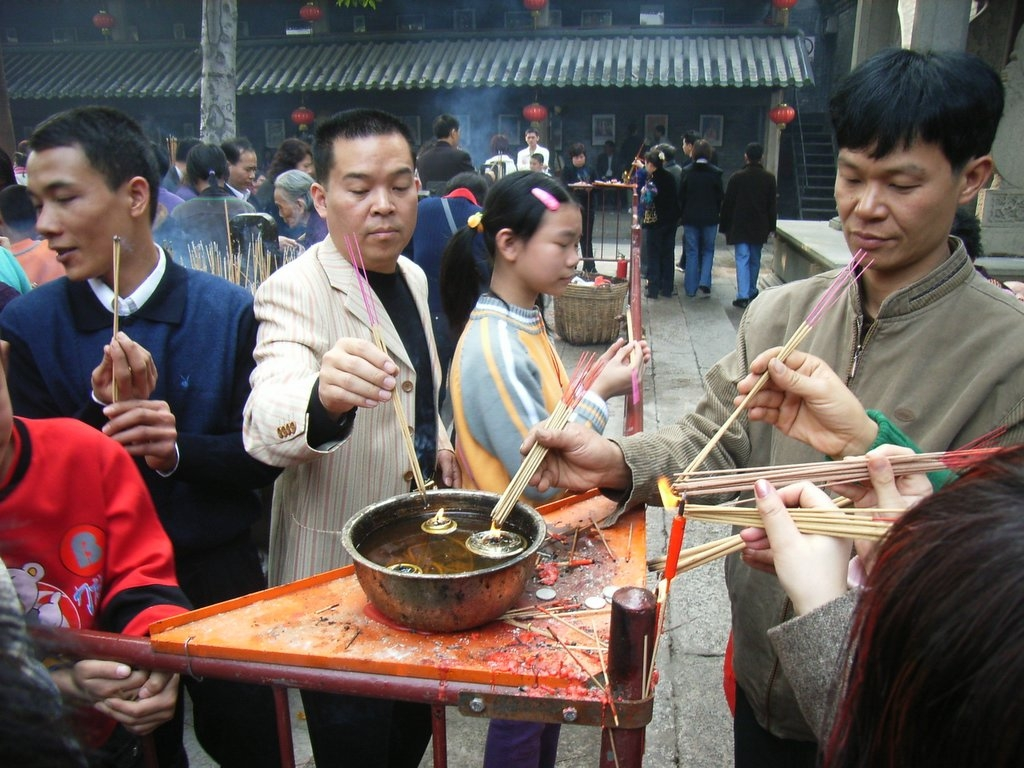
Chanové v taoistickém chrámu
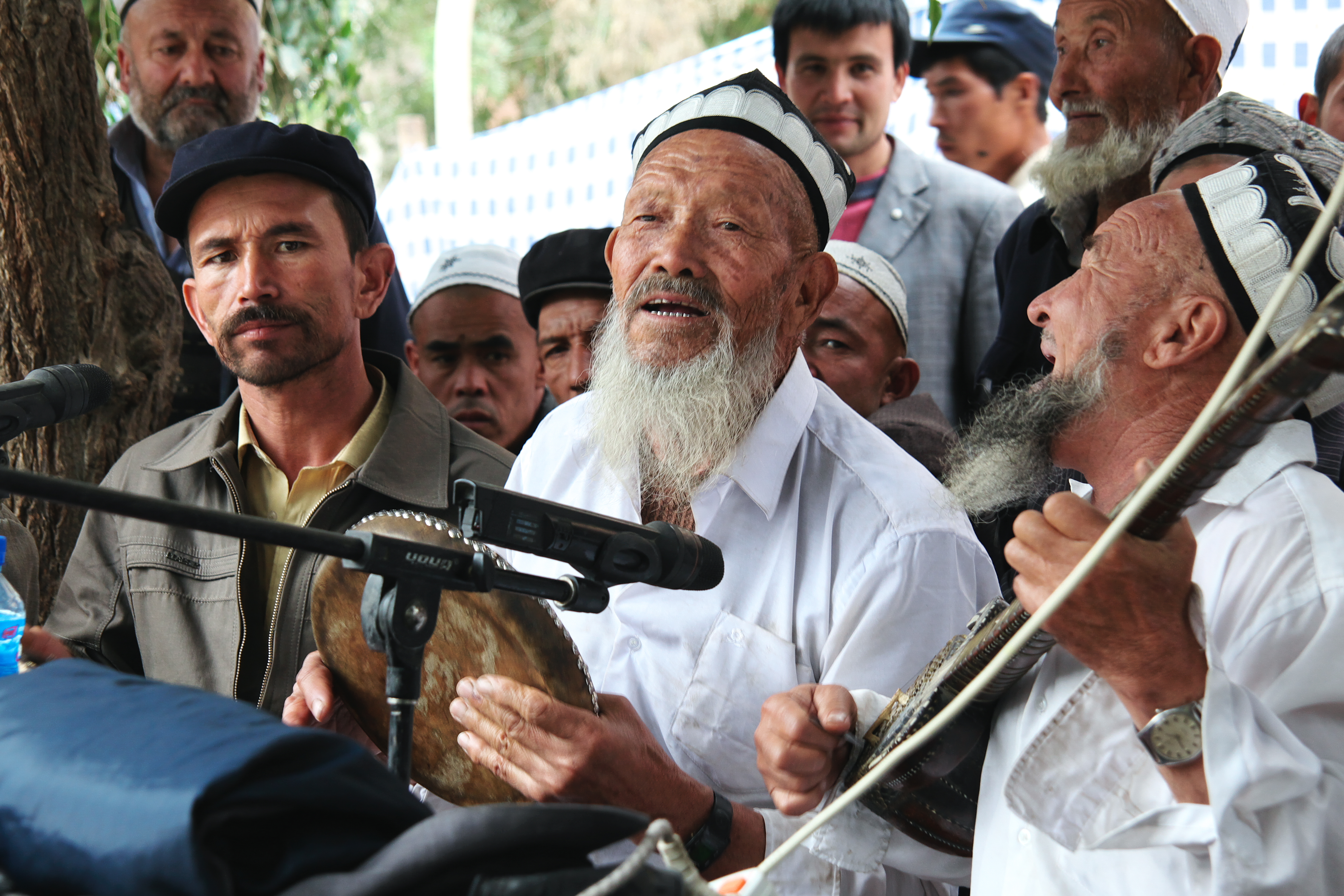
Ujgurové
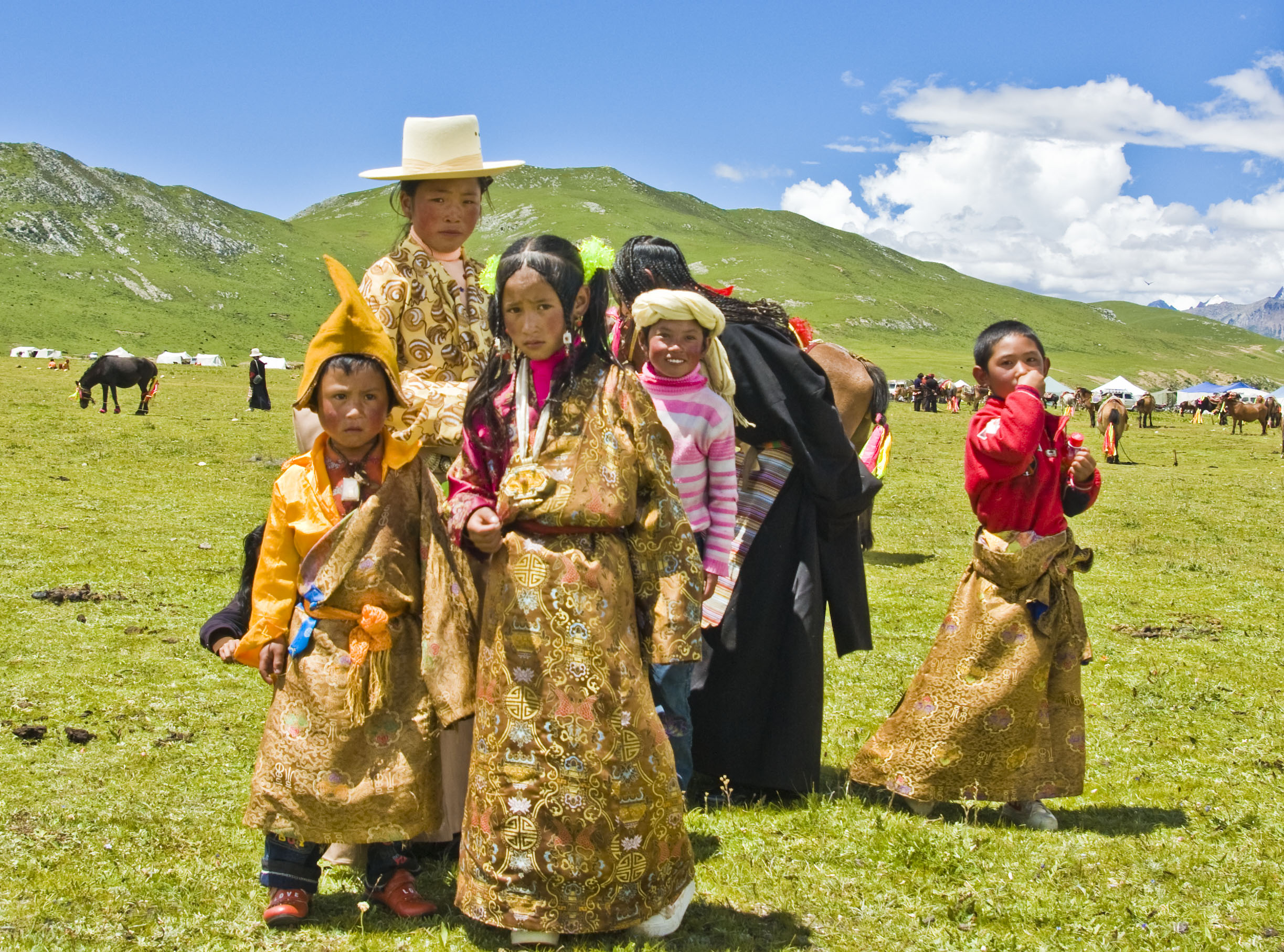
Tibeťané
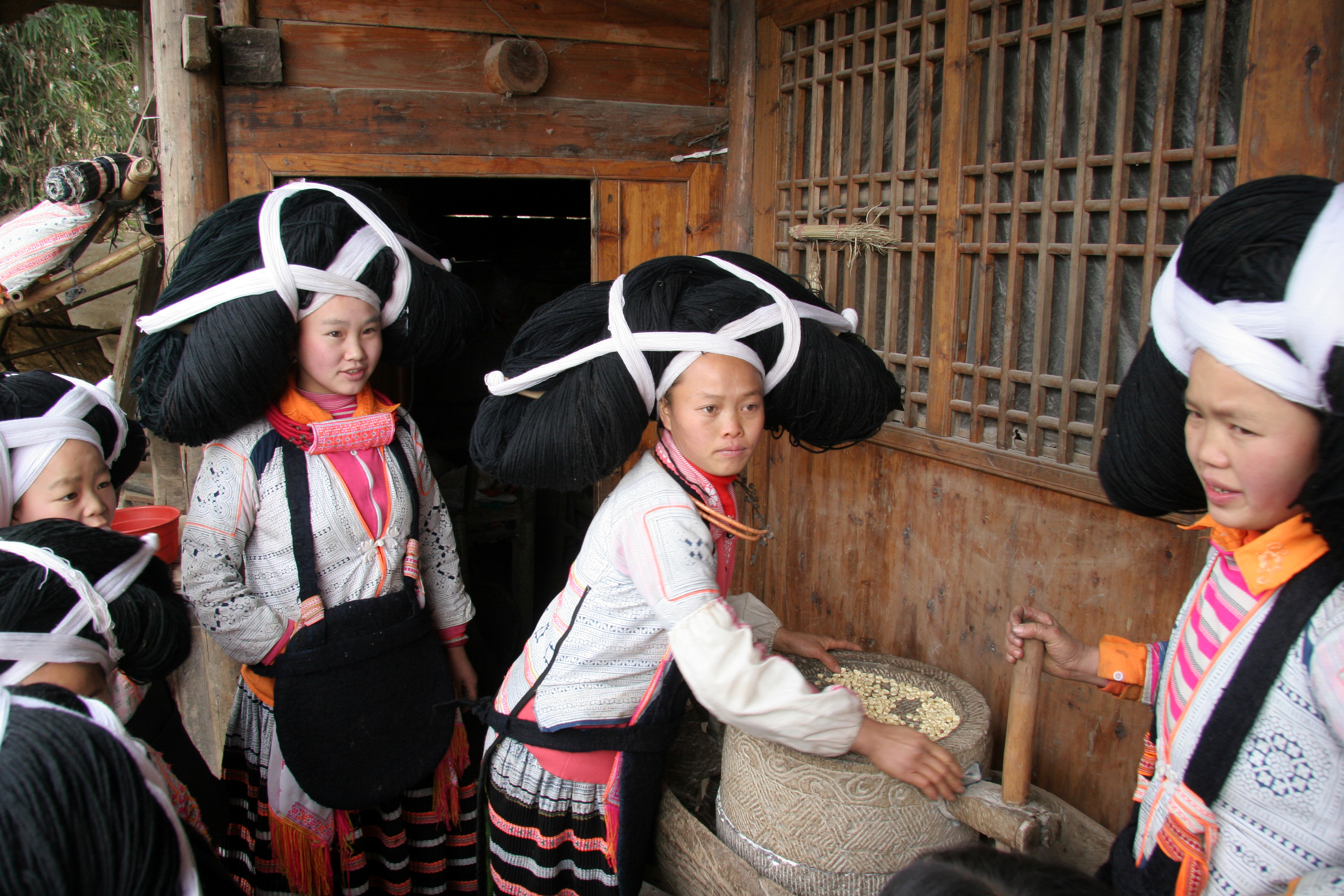
Miaové

## Kultura
Čína je zemí s kulturní tradicí starou několik tisíc let. Současná Čínská lidová republika zachovává svou kulturní tradici, jak v oblasti výtvarného umění, tak tradici literární a hudební. Je však otevřená kulturním vlivům okolního světa.

### Literatura

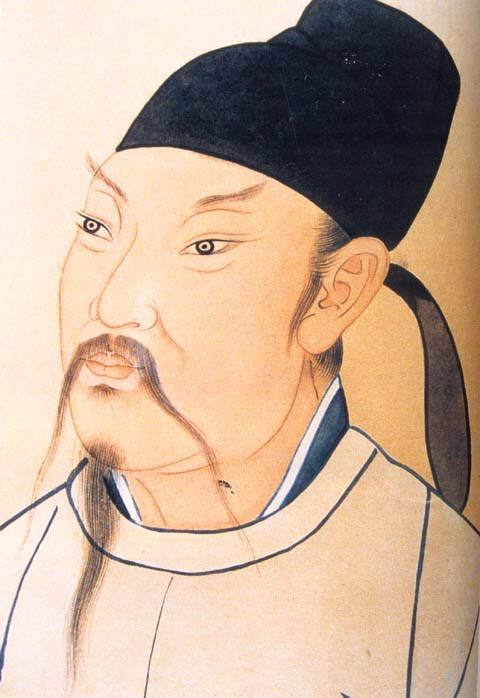
Básník Li Po

### Výtvarné umění

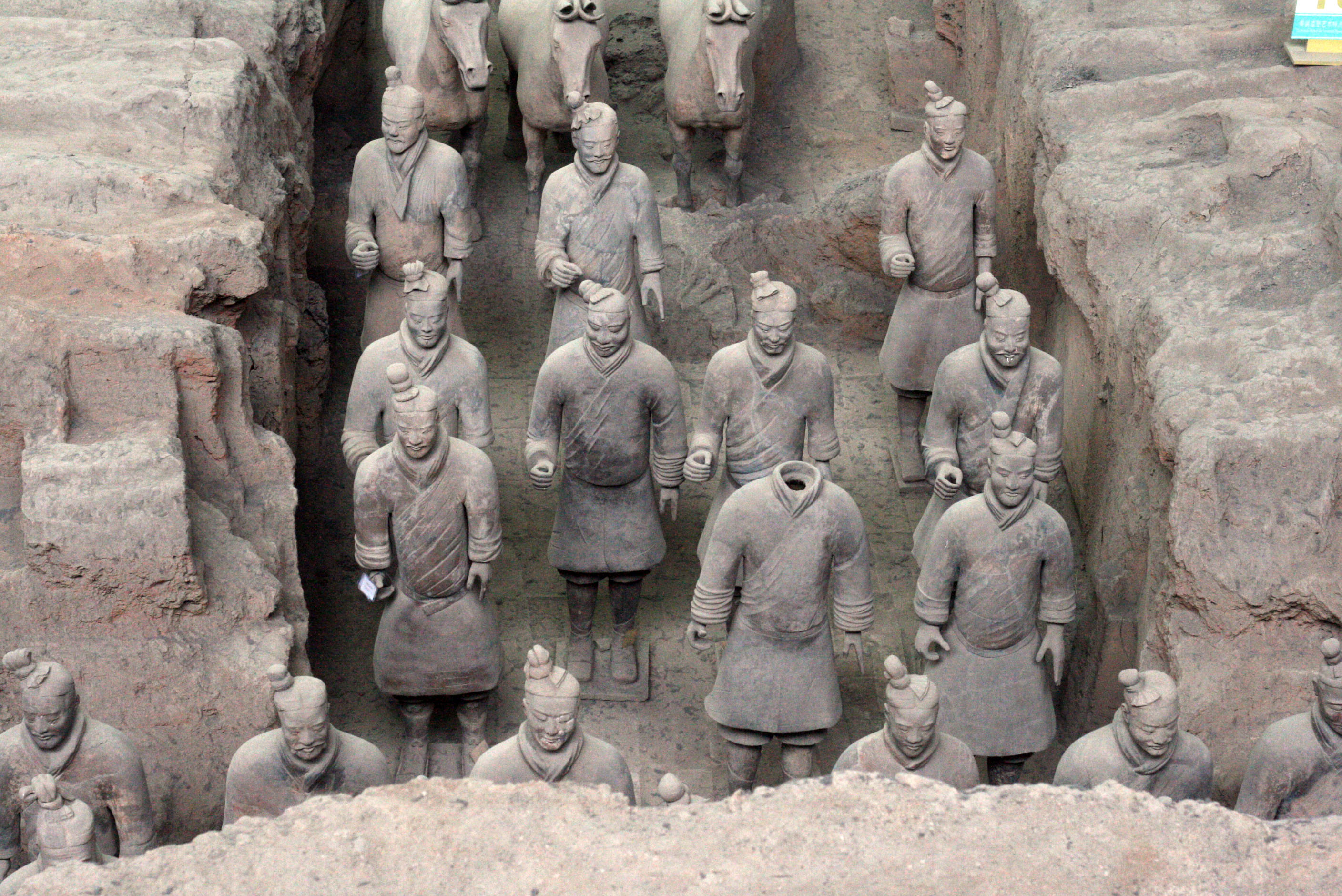
Terakotová armáda

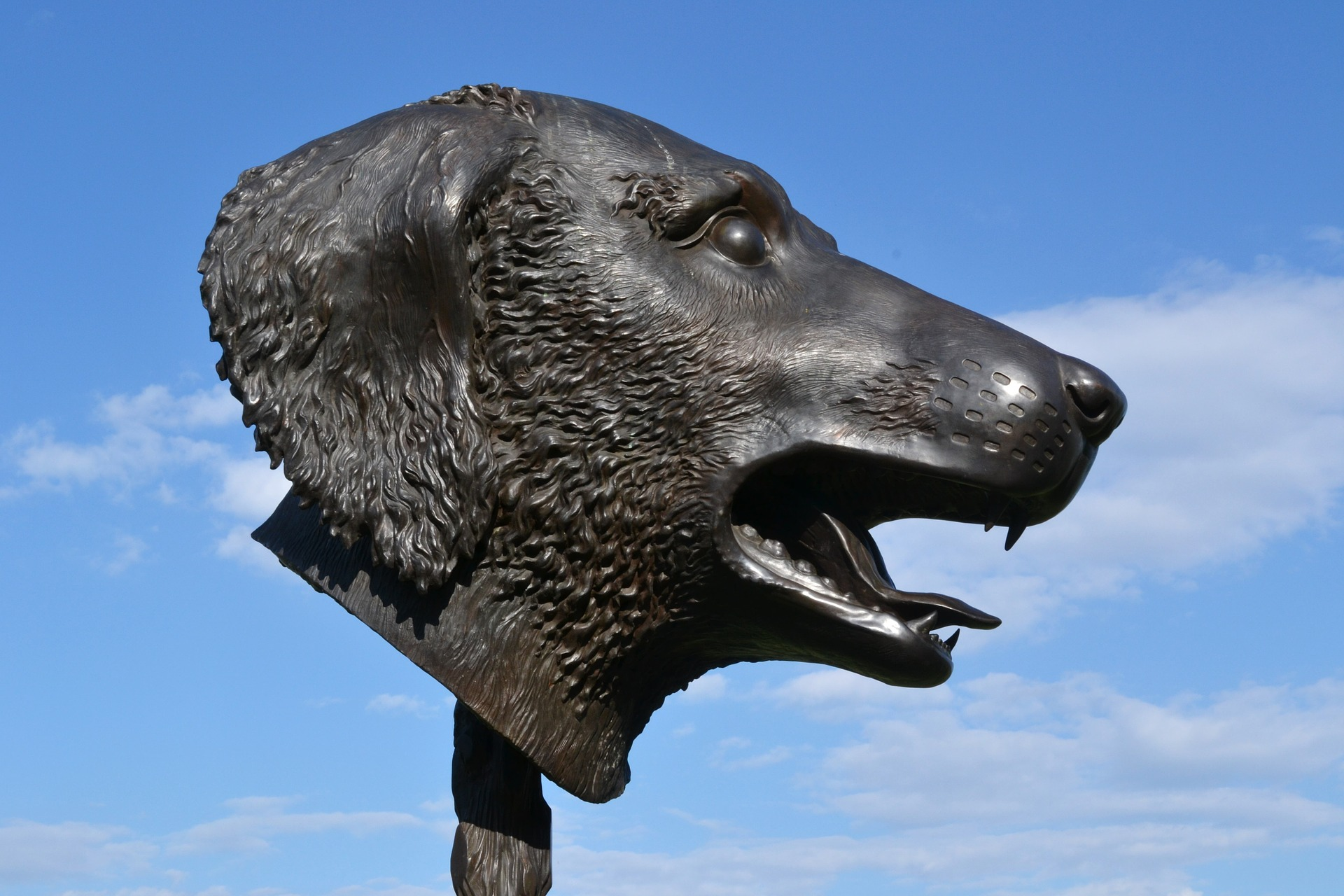
Socha Hlava psa od Aj Wej-weje

Proslulým starověkým artefaktem je Terakotová armáda, tedy soubor 6000 soch zakopaných v pohřebním komplexu poblíž čínského města Si-an, objevený 29. března 1974. Sochy vznikly ve 3. století př. n. l., pro hrobku sjednotitele Číny, císaře Čchin Š’-chuang-tiho. Hrobka a armáda byly zapsány na seznam Světového dědictví UNESCO, stejně jako další starověké sochařské dílo Lešanský Buddha, známý též pod svým čínským názvem Ta-fo (Velký Buddha). Je to největší socha Buddhy na světě (71 metrů). Stojí nedaleko města Le-šan. Staré buddhistické umění bylo koncentrováno často do jeskyň, skalní malby lze nalézt v jeskyni Mo-kao (též Jeskyni tisíce buddhů)  a Jün-kang, reliéfy v jeskyni Ta-cu a sochy v jeskyni Lung-men. K nejstarším patří Chuašanské skalní malby.
Klasikem čínské kaligrafie a malířství byl Mi Fu. Tři svitkové obrazy se dochovaly z díla autora 4. století Ku Kchaj-č’e. Zakladatelem čínského krajinářství byl v 8. století Wang Wej. Ve 12. století se známým malířem stal i jeden z císařů, Chuej-cung (Sung). V 17. století se od tradičních vzorů počal vzdalovat Š’-tchao. K moderním malířům patří Čchi Paj-š’. K nejuznávanějším současným výtvarným umělcům Aj Wej-wej.
Architekt Wang Šu je nositel prestižní architektonické Pritzkerovy ceny, čínského původu je i jiný držitel této ceny, Američan I. M. Pei, autor známé Skleněné pyramidy v muzeu Louvre v Paříži.

### Film

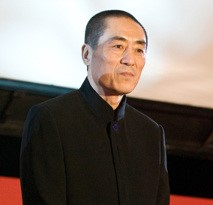
Čang I-mou

K nejvýznamnějším čínským filmařům patří režisér Čang I-mou, vítěz Zlatého medvěda z Berlína (1988, 1994) i Zlatého Lva z Benátek (1992, 1999), který byl také hlavním režisérem úvodního a závěrečného ceremoniálu Letních olympijských her v Pekingu roku 2008. K jeho generačním souputníkům (tzv. pátá generace) patří Čchen Kchaj-ke, držitel Zlaté palmy z Cannes z roku 1993. Sie Fej má Zlatého medvěda z Berlínského filmového festivalu z roku 1993. O generaci mladší je Ťia Čang-kche, který získal hlavní cenu festivalu v Benátkách v roce 2006, Wang Čchüan-an, který si odnesl hlavní cenu z Berlinale v roce 2007 nebo Tiao I-nan, jenž dosáhl stejného úspěchu roku 2014. Ve Spojených státech se prosadili filmový režisér John Woo, nebo herečky Joan Chen, Li Ping-ping nebo Bai Ling. V Číně patří k nejpopulárnějším herečkám Čao Wej, jež se proslavila ve snímku Krvavé pobřeží, nebo Čang C’-i známá z filmu Gejša či Fan Ping-ping.
Velmi rozvinutý je filmový průmysl v Hongkongu, který od roku 1997 můžeme rovněž přičítat k ČLR. Proslulé jsou zejména hongkongské akční filmy, největšími hvězdami, které tento průmysl zplodil, jsou patrně Bruce Lee nebo Jackie Chan, v jehož stopách šel Jet Li (rodák z Pekingu, dnes občan Singapuru). Čang C’-lin jako první Číňanka uspěla v mezinárodních soutěžích krásy, když se roku 2007 stala Miss World.

### Divadlo a hudba

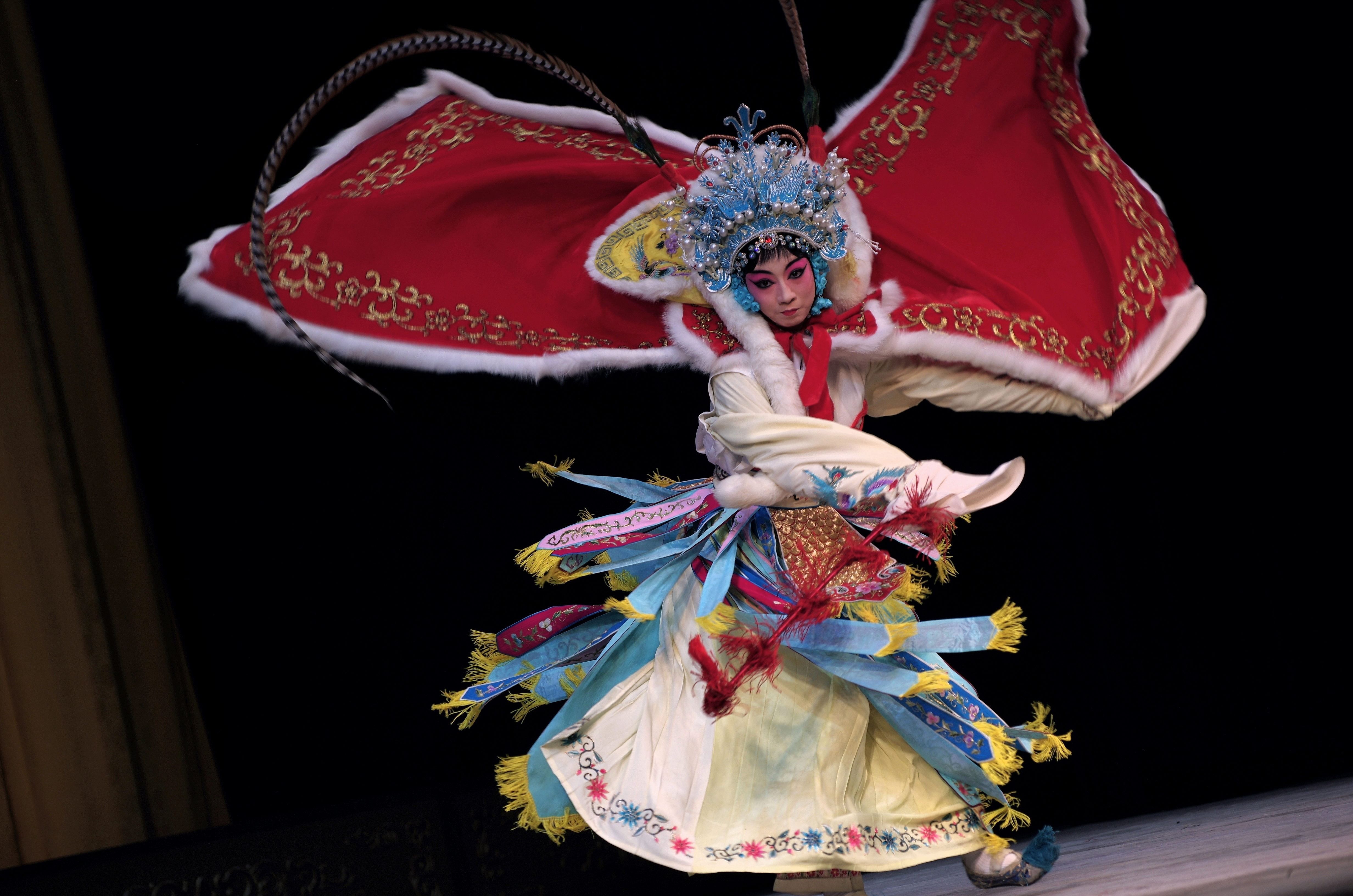
Čínská opera

V několika velkých čínských městech byla postavena velmi moderní operní divadla, ve kterých jsou uváděny jak tradiční čínské opery, tak opery z běžného světového repertoáru. Na rozdíl od evropské opery vznikla čínská opera v lidových vrstvách a uměním nejvyšší společnosti se stala teprve později. Za vrcholnou éru bývá označováno 13. století. Existuje okolo stovky žánrů čínské opery, odlišených především regionálně, z nichž nejznámější je Pekingská opera. Děj představení se odehrává prakticky vždy v minulosti, před 17. stoletím. Kromě zpěvu a tance zahrnuje často i bojová umění, akrobacii, typické jsou výrazné masky a líčení. V době Kulturní revoluce byla čínská opera zakázána, od konce 70. let 20. století se Číňané snaží tuto tradici oživit.
V zemi působí několik symfonických orchestrů. Známý je Šanghajský symfonický orchestr, který se skládá výhradně z čínských hudebníků. V roce 2018 vysílaly evropské televizní stanice (např. Arte) vystoupení tohoto orchestru – pod vedením jeho šéfdirigenta Ju Longa – v prostorách Zakázaného města v Pekingu. Na programu byl mj. 2. klavírní koncert Sergeje Rachmaninova. Sólistou byl ruský pianista Daniil Trifonov. Čínským občanem je jiný světoznámý klavírista, Lang Lang. K nejvýznamnějším hudebním skladatelům současnosti patří Tchan Tun. Tvoří soudobou vážnou hudbu, ale více proslul hudbou filmovou (Tygr a drak). Yo-Yo Ma je významným violoncelistou. Legendární čínskou zpěvačkou byla Čou Süan, k současným popovým hvězdám (hovoří se o tzv. Cantopopu) patří Leslie Cheung nebo Faye Wong.

### Památky

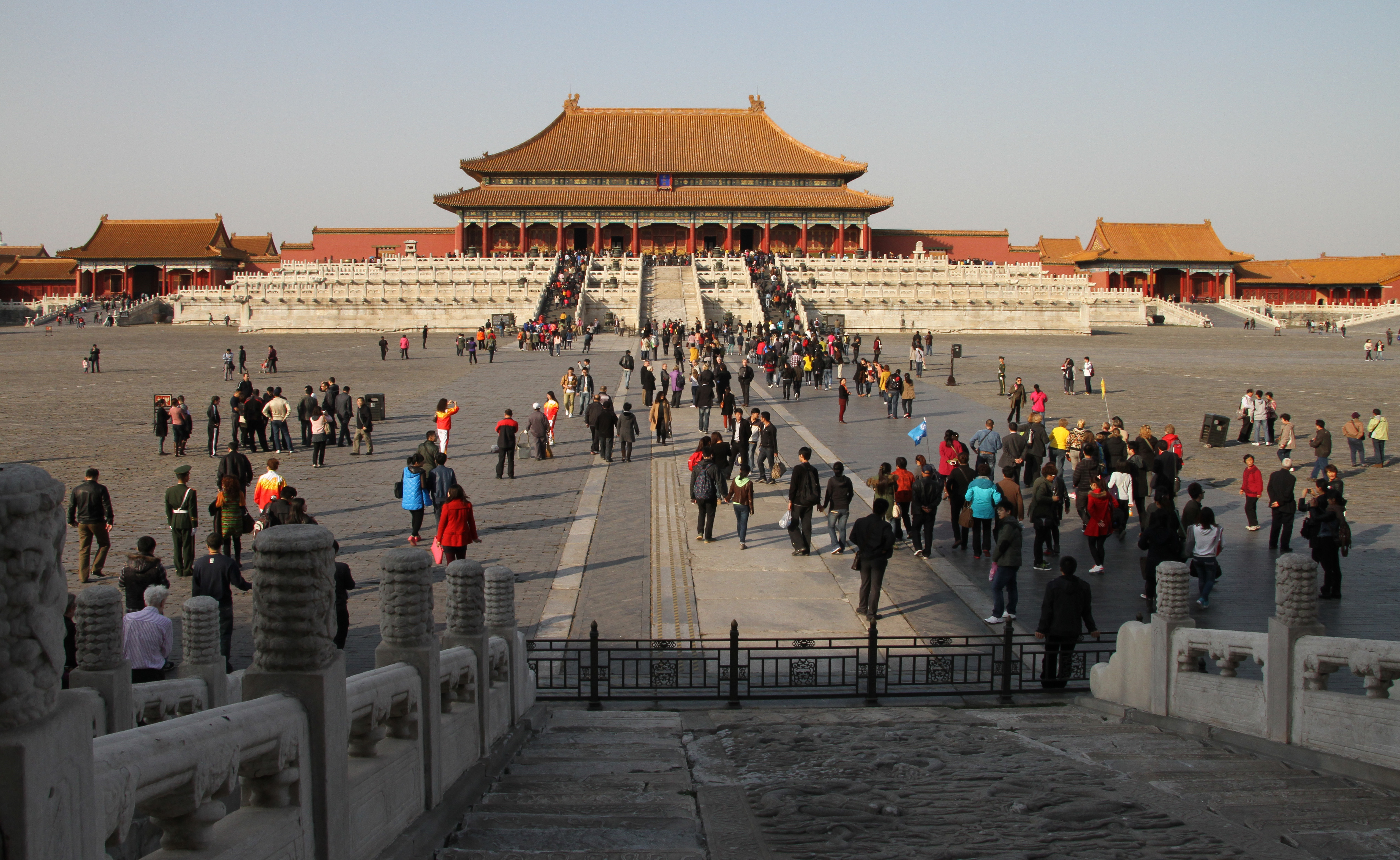
Zakázané město

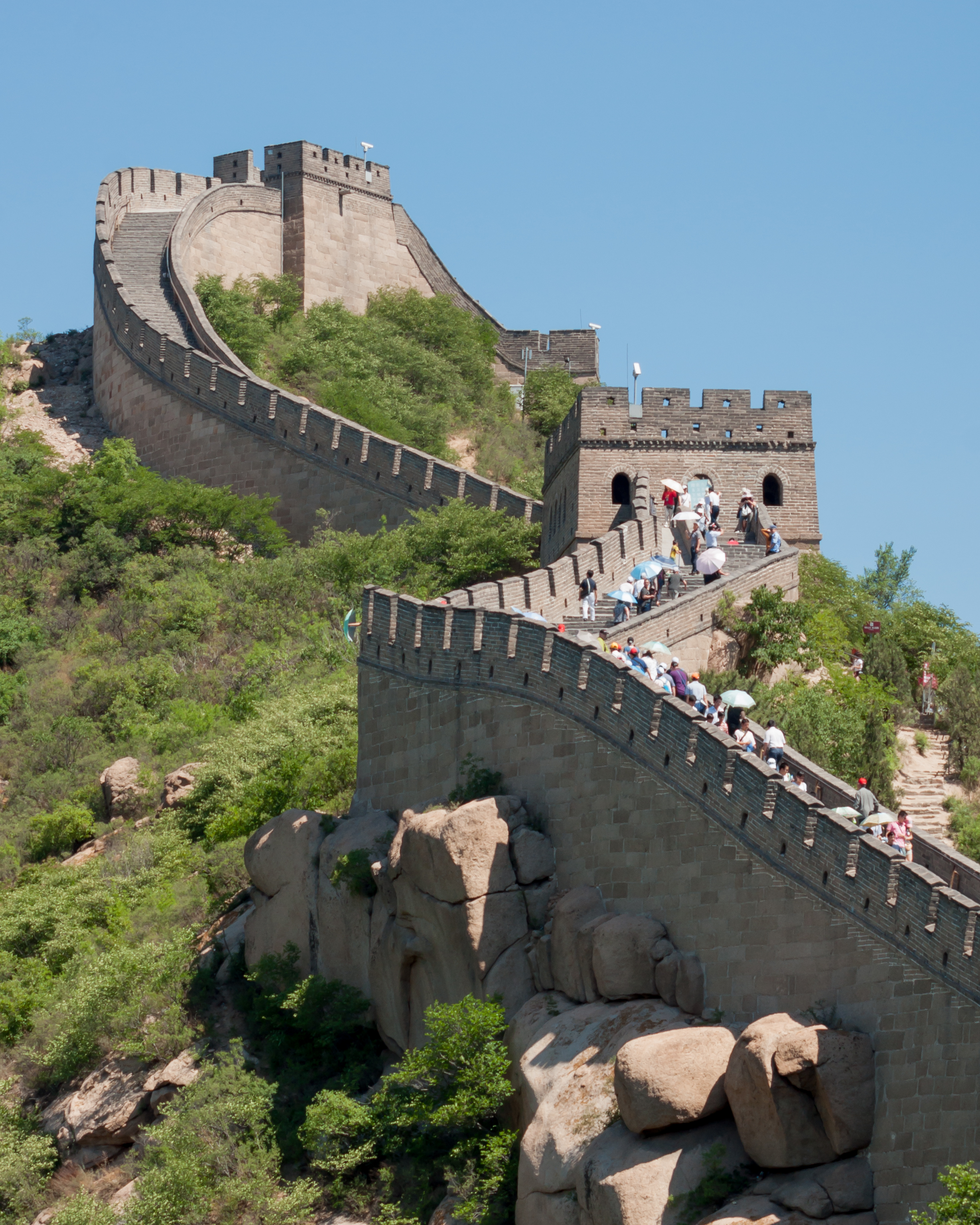
Velká čínská zeď

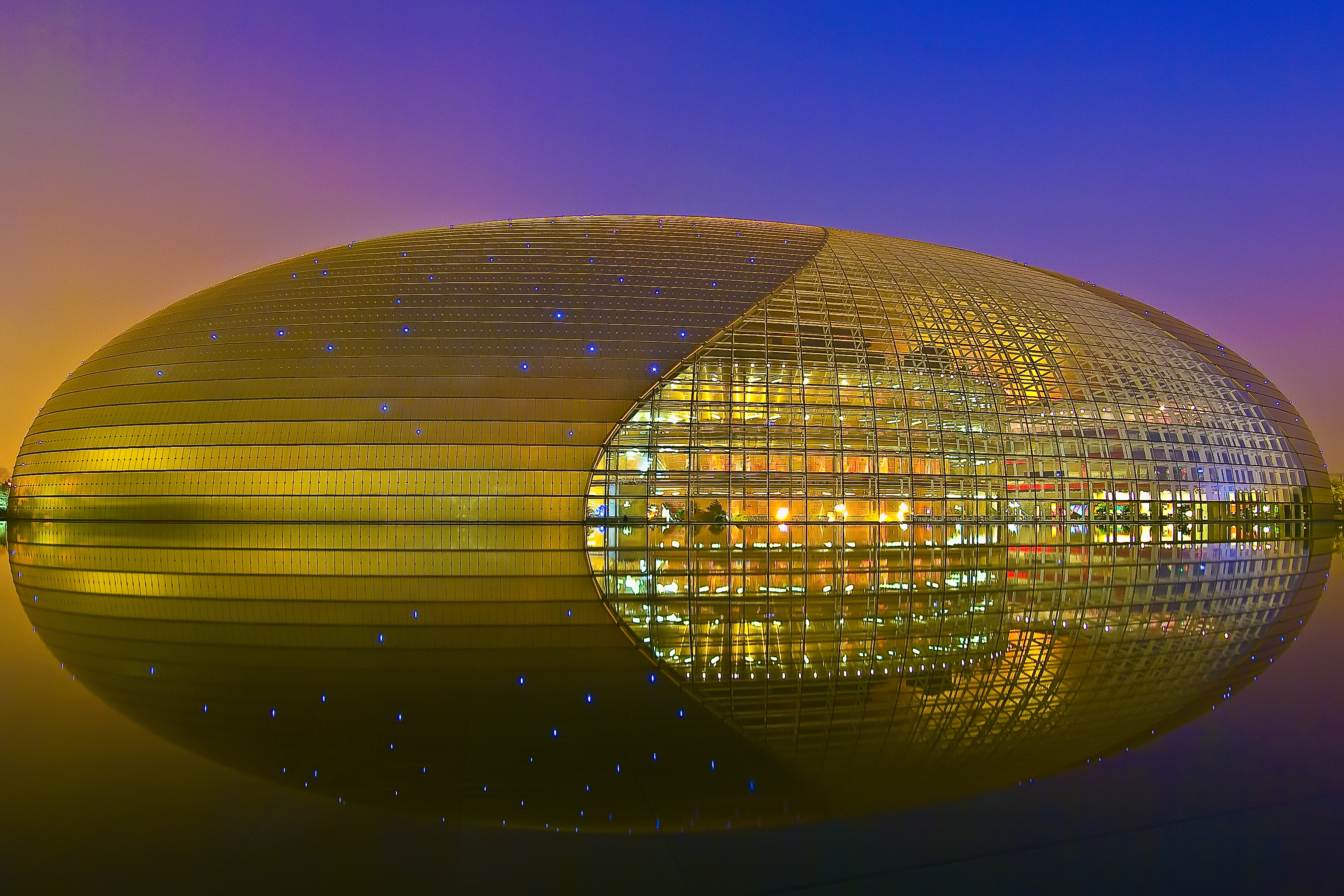
Velké národní divadlo v Pekingu

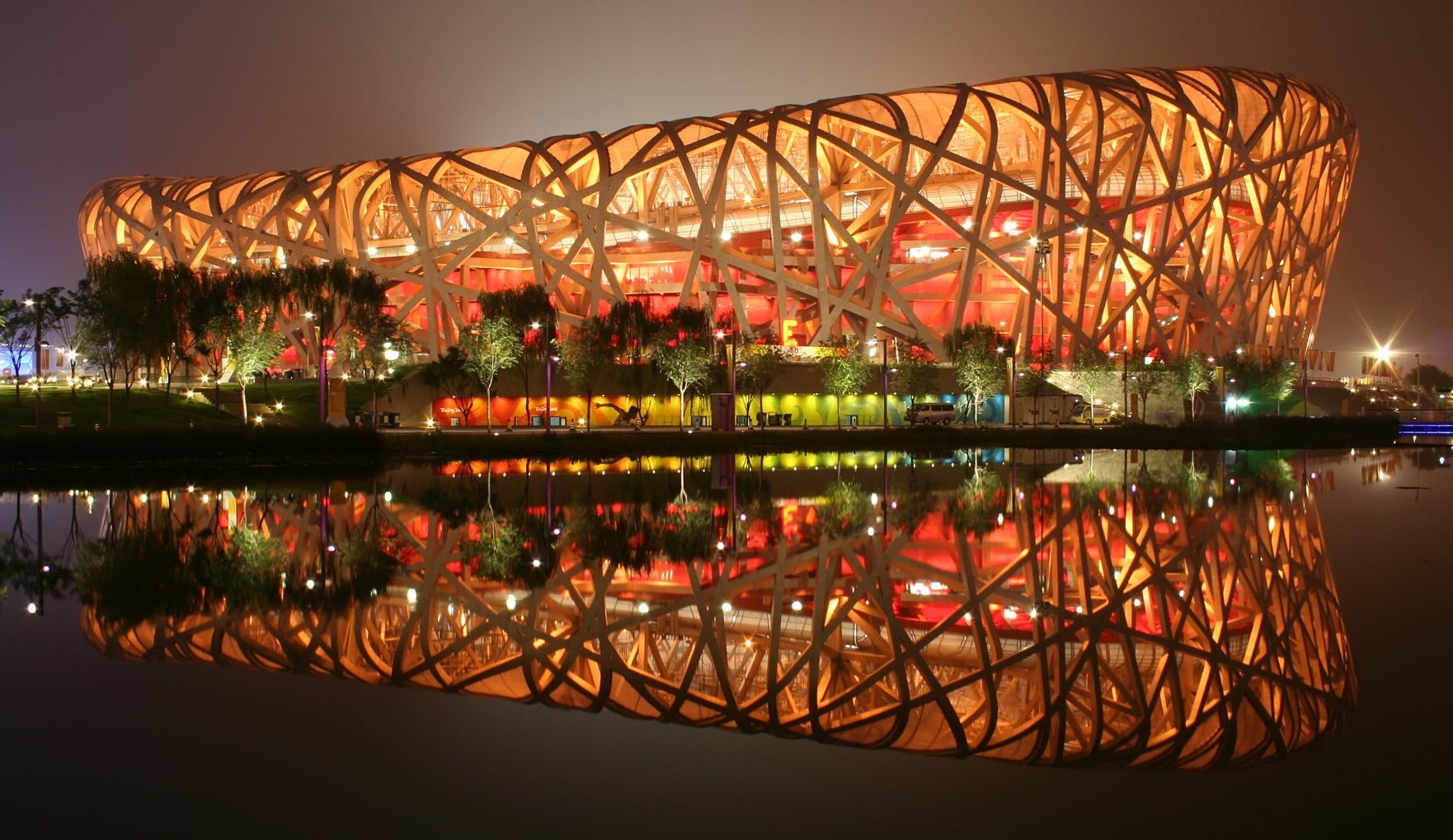
Pekingský národní stadion

Největším architektonickým symbolem Číny je Velká čínská zeď. Ta byla roku 2007, hlasováním sto milionů lidí z celého světa, zařazena dokonce mezi Nových sedm divů světa. Zeď byla stavěna za dynastie Ming, od konce 14. do začátku 17. století. Jejím účelem bylo chránit Čínu před mongolskými nájezdy. Dalším neodmyslitelným symbolem Číny a vůbec nejnavštěvovanější čínskou památkou je Zakázané město v Pekingu, komplex 980 budov, v němž sídlili téměř 500 let čínští císaři. Do města se vstupuje Bránou Nebeského klidu (Tchien-an-men), dominantou Náměstí Nebeského klidu. Na jeho západní straně se nachází Velký sál lidu postavený v roce 1959, kde se konají sjezdy Komunistické strany Číny, na východní Čínské národní muzeum, postavené rovněž roku 1959 (k 10 letům komunistické revoluce). První císaři dynastie Čching obývali Mukdenský palác ve městě Šen-jang. Letní sídlo měli v Čcheng-te, později si postavili Letní palác v Pekingu. Ze Starého letního paláce již zbyly jen ruiny. Na seznam Světového dědictví UNESCO byly zapsány i císařské hrobky dvou nejvýznamnějších dynastií, Čching a Ming (mezi nimi k nejvýznamnějším patří Ming-siao-ling v Nankingu), stejně jako opevněné věže Tiao-lou v Kchaj-pchingu, nebo kruhová hliněná obydlí Tchu-lou ve Fu-ťienu. K nejpamátnějším místům konfucianismu patří Konfuciův chrám v Čchü-fu, Konfuciově rodišti. Pro taoisty je nejvzácnějším Chrám nebes v Pekingu. Řada taoistických chrámů se nachází také v pohoří Wu-tang. Nejvýznamnější buddhistická památka, Porcelánová pagoda v Nankingu, byla zničena roku 1856, během povstání tchaj-pchingů. V roce 2015 ale nechaly čínské úřady postavit její repliku. Na seznam světového dědictví byla zapsána i některá historická centra měst, týká se měst Pching-jao, Li-ťiang, Si-ti, Chung-cchun, Macao, Jin-sü, Teng-feng, Šang-tu a ostrova Ku-lang-jü. K ukázkám technického stavitelství patří 32 kilometrů dlouhý most Tung-chaj Ta-čchiao. V roce 2018 ho překonal 55 kilometrů dlouhý most Hongkong-Ču-chaj-Macao. Od ekonomického boomu, který spustily Teng Siao-pchingovy reformy v 80. letech, je Čína rovněž epicentrem moderní architektury. Pro olympijské hry v Pekingu v roce 2008 byly postaveny některé výjimečné stavby, mezi nimiž vyniká Pekingský národní stadion (zvaný obvykle Ptačí hnízdo) a Pekingské národní plavecké centrum (tzv. Vodní kostka). Z jiných staveb je to například Velké národní divadlo v Pekingu z dílny francouzského architekta Paula Andreuho, otevřené roku 2007, nebo pekingská Budova Čínské ústřední televize, již navrhl slavný nizozemský architekt a laureát Pritzkerovy ceny Rem Koolhaas. V Šanghaji je to například Shanghai World Financial Center, nebo Shanghai Tower, nejvyšší budova v Číně a druhá nejvyšší na světě.

### Kuchyně

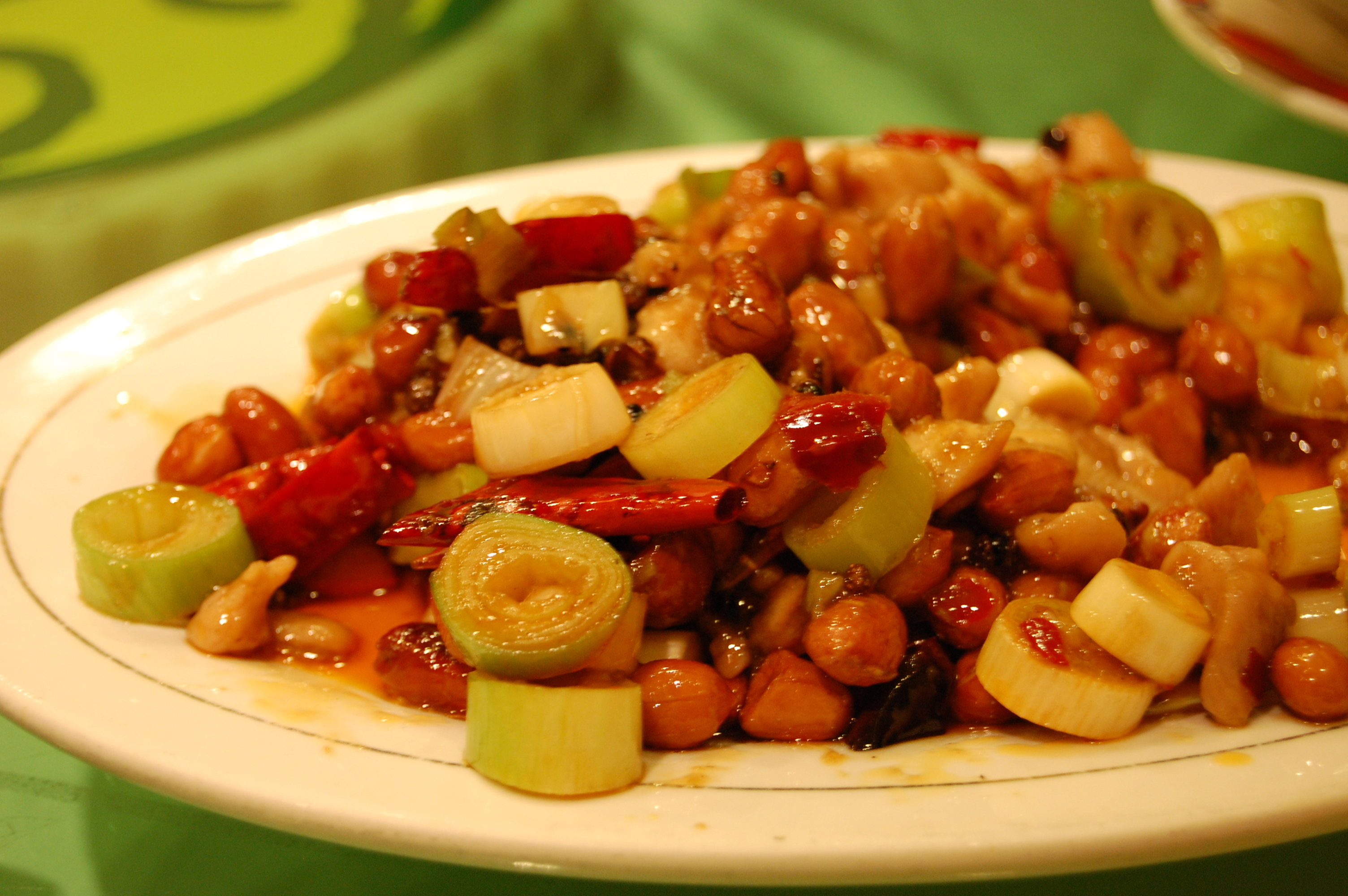
Kuřecí kung-pao

Světově významná je čínská kuchyně. Je velmi ceněna téměř všude ve světě. Je zastoupena nejen ve velkoměstech. Restaurace vedené čínskými majiteli, ve kterých pracují téměř vždy jen čínští kuchaři, lze nalézt prakticky na všech kontinentech, zvláště v turistických oblastech, často však i mimo ně. Podávají se v nich pokrmy připravované podle tradičních metod pěti známých regionálních kuchyní.
Typickými surovinami čínské kuchyně jsou bambusové výhonky, houba Ucho Jidášovo, houba šiitake, pasta z černých bobů, pepř sečuánský, sójová omáčka, tofu, šalotka. Z pálenek rýžové víno, z koření zázvor. Známými pokrmy jsou Kuřecí kung-pao, Pekingská kachna, jarní závitky či Šuej-ču-žou. Existují však velké regionální rozdíly, k nejznámějším regionálním kuchyním patří kantonská (obvykle užívající pánev wok), pekingská (často úprava v páře či grilování), sečuánská (patří k nejpikantnějším) či čchaošanská (hodně vegetariánská, založená na tofu). Velký důraz je kladen na estetickou úpravu pokrmů a stolování. Tradičně se používají jídelní hůlky, polévky se jí lžící, obvykle porcelánovou. Některé pokrmy, např. pekingská kachna, se však jedí rukama. Všechny pokrmy se servírují současně, každý ze stolujících má před sebou misku, do které si nabírá z pokrmů na stole. Přednostně jedí starší lidé a muži. Za těžký prohřešek proti etiketě se pokládá, pokud někdo zapíchne hůlky do zbytků jídla v misce. Během jídla pijí Číňané nejraději zelený čaj.

## Věda

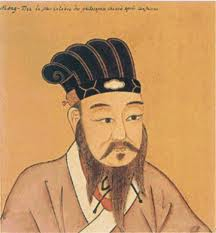
Konfucius

Lékař Chua Tchuo je považován za toho, kdo již v 1. století jako první užil v lékařství anestézii. Základy matematického myšlení stavěl v Číně Liou Chuej ve 3. století. Proslulým všestranným učencem starověku byl Šen Kua. V práci Meng-si pi-tchan (Eseje víru snů) z roku 1088 popsal jako první na světě princip magnetické jehly kompasu a naznačil, že by mohla být využita pro navigaci (v Evropě byla popsána až v roce 1187). Při promýšlení kompasu definoval též rozdíl mezi magnetickým a skutečným severním pólem (zhruba 400 let před evropskou vědou). Významnými starověkými astronomy byli Cu Čchung-č’ nebo Čang Cheng. Su Sung v 11. století sestavil mapu hvězdné oblohy, jež je dnes nejstarší takovou dochovanou tištěnou mapou. V 16. století byl jakýmsi styčným bodem tradiční čínské vzdělanosti a vznikající evropské vědy Sü Kuang-čchi. V jeho době poznání čínské přírodovědy a medicíny sepsal a uchoval Li Š’-čen.

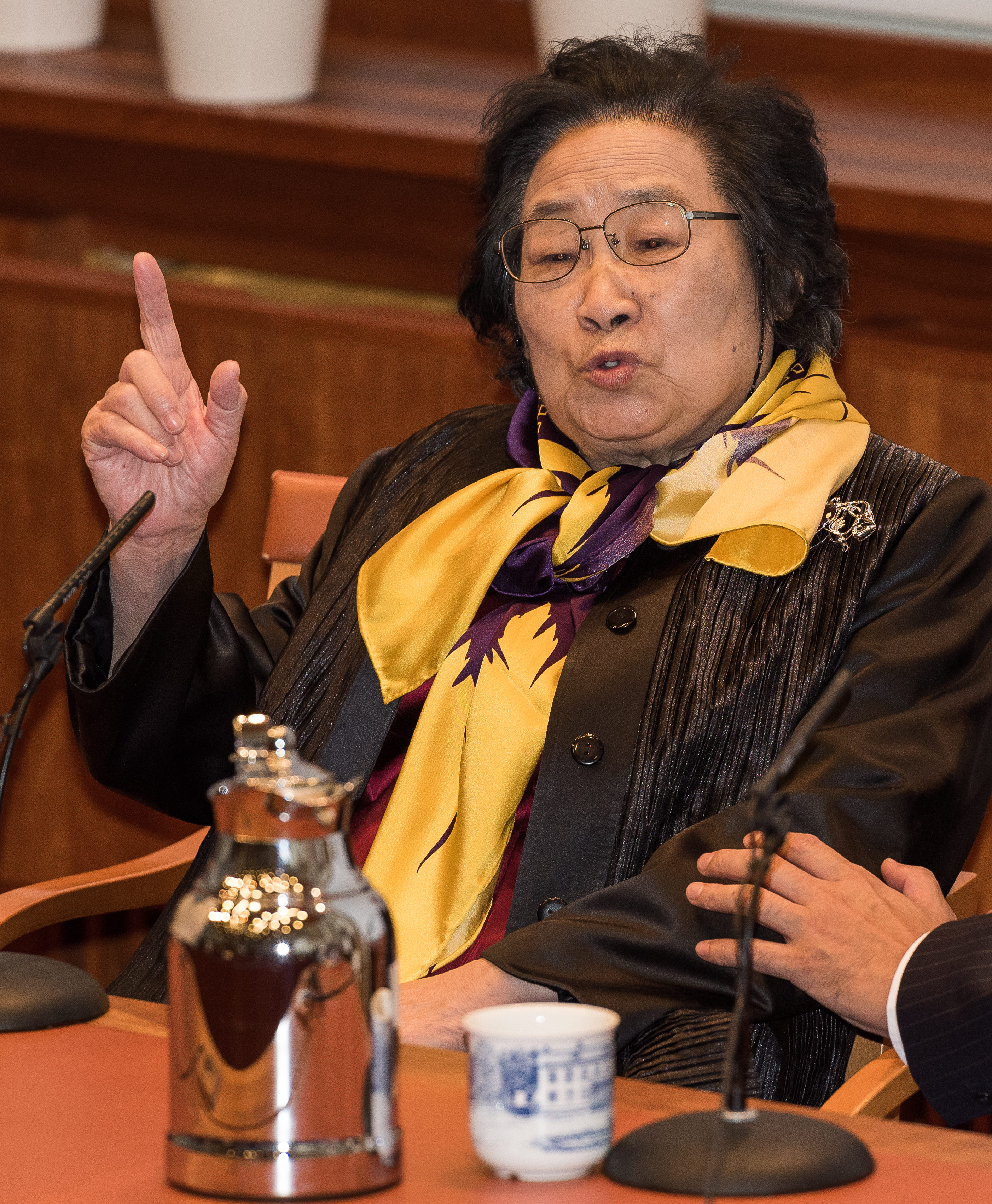
Nobelistka Tchu Jou-jou

Nejslavnější čínskou vědkyní je fyzička Chien-Shiung Wu. Čchien Süe-sen se podílel na rozvoji raketové techniky, byl otcem čínského kosmického programu a hlavním konstruktérem čínských kosmických raket Dlouhý pochod (Čchang Čeng). Číňané žijící ve Spojených státech Jang Čen-ning a Li Čeng-tao získali v roce 1957 Nobelovu cenu za fyziku, stejné ocenění získali i další čínští emigranti, roku 1998 Cchuej Čchi, roku 2009 Charles Kuen Kao. Další naturalizovaný Američan Čchiou Čcheng-tung získal prestižní matematickou Fieldsovu medaili, informatik Andrew Jao zase Turingovu cenu (2000). Chemička Tchu Jou-jou získala v roce 2015 Nobelovu cenu za fyziologii nebo lékařství. Nejprestižnější vědecké ocenění převzala jako první občanka ČLR. Jako první izolovala hořčin artemisinin z pelyňku, který využila v léčbě malárie. Kombinovaná terapie snížila úmrtnost nemoci o 20–30 % a jen na africkém kontinentu zachránila stovky tisíc životů. Známým odborníkem v oblasti potravinářství je Da-Wen Sun.
Nejslavnějším čínským filozofem je Konfucius, jehož učení čínskou společnost hluboce ovlivnilo a formovalo. Jeho oponentem byl Mocius, konfucianismus však převládl. Ke Konfuciovým nejvýznamnějším žákům patřil Mencius. Jeho pragmatickým oponentem byl Sün-c’. Materialistické prvky do konfuciánství vnášel Wang Čchung. K tvůrcům neokonfucianismu v 15. století patřil Wang Jang-ming. Završitelem neokonfuciánské scholastiky byl Ču Si. K zakladatelům legismu patřil Chan Fej, k jeho klíčovým představitelům Li S’ a Šang Jang. Představitelem konfucianismu 20. století, který hledal spojení s moderním světem a evropskou kulturou, byl Kchang Jou-wej. K jeho souputníkům v „europeizačních snahách“ patřil Jen Fu nebo Liang Čchi-čchao.
V 6. století přišla myšlenková revoluce s dílem záhadného autora známého jako Lao-c'. Jeho učení se nazývá taoismus. K Laovým nejvýznamnějším následovníkům patřil Čuang-c'. Na pronikání buddhismu do Číny měl zásadní podíl Kumáradžíva.
Zakladatelem čínské historiografie byl S’-ma Čchien. Na jejím rozvoji ve starověku se podílela i jedna žena: Pan Čao. K nejvýznamnějším moderním historikům patřili Chuang Sien-fan, jenž byl zároveň zakladatelem čínské antropologie, či S'-ma Kuang. Vojevůdce 6. století př. n. l. Sun-c’ je autorem legendárního traktátu Umění války, který je považován za jednu z nejstarších knih o strategii a taktice vůbec. Tvůrcem čínské hláskové abecedy pchin-jin byl jazykovědec Čou Jou-kuang. O velkou jazykovou reformu (paj-chua) ve 20. století usiloval Chu Š’.

### Vzdělání
Podle QS World University Rankings 2020 je nejlepší vysokou školou v Číně Univerzita Čching-chua, která má být zároveň 16. nejkvalitnější vysokou školou na světě a třetí v Asii. Jde o výzkumnou univerzitu sídlící v Pekingu. Byla založena v roce 1911 z peněz, které měla Čína zaplatit Spojeným státům americkým jako reparace po prohraném Boxerském povstání – na základě návrhu ministra zahraničí Spojených států Johna Haye byly reparace Číně odpuštěny s podmínkou, že budou použity na založení vzdělávací instituce. Prvními učiteli na škole pak byli Američané z řad YMCA. Vzhledem k vazbám na Spojené státy došlo na univerzitě na konci Čínské občanské války ke značné personální změně – velká část profesorů odešla na Tchaj-wan, kde založili v roce 1956 v Sin-ču Národní univerzitu Čching-chua. Na Univerzitě Čching-chua studoval například nobelista Jang Čen-ning. Druhou nejkvalitnější školou v Číně je podle QS Pekingská univerzita (22. celosvětově). Jde o nejstarší čínskou univerzitu založenou roku 1898. Škola je proslulá tím, že na ní studovali zakladatelé Komunistické strany Číny, krom toho např. spisovatel Lu Sün. Obě prestižní univerzity sídlí těsně vedle sebe, v pekingském obvodu Chaj-tien. Dalším epicentrem vzdělanosti je Hongkong. Na 25. místě světového žebříčku se nachází Hongkongská univerzita, jen o málo níže Hongkongská vědecko-technologická univerzita, Čínská hongkongská univerzita a Městská hongkongská univerzita. Mimo tato dvě tradiční centra vzdělanosti si vysokou kvalitu udržuje Univerzita Fu-tan v Šanghaji, která se pod QS propracovala již na pozici 40. nejkvalitnější vysoké školy na světě. V Šanghaji si vysokou prestiž drží i Šanghajská dopravní univerzita, která je navzdory svému názvu univerzitou všeobecnou. Na „periferii“ se nejvíce daří Čeťiangské univerzitě v Chang-čou, hlavním městě provincie Če-ťiang. Podle QS World Ranking 2020 jde o 54. nejlepší vysokou školu světa. V první stovce se drží také Čínská vědecko-technologická univerzita v Che-feji v provincii An-chuej. Tradice rozeznává tzv. Ťiou-siao Lien-meng, jakýsi neformální klub devíti nejtradičnějších čínských univerzit, zvaný též Liga C9, nebo „čínská břečťanová liga“. Krom již uvedených do ní patří Nankingská univerzita, Charbinská polytechnická univerzita a Si-anská dopravní univerzita.

## Sport

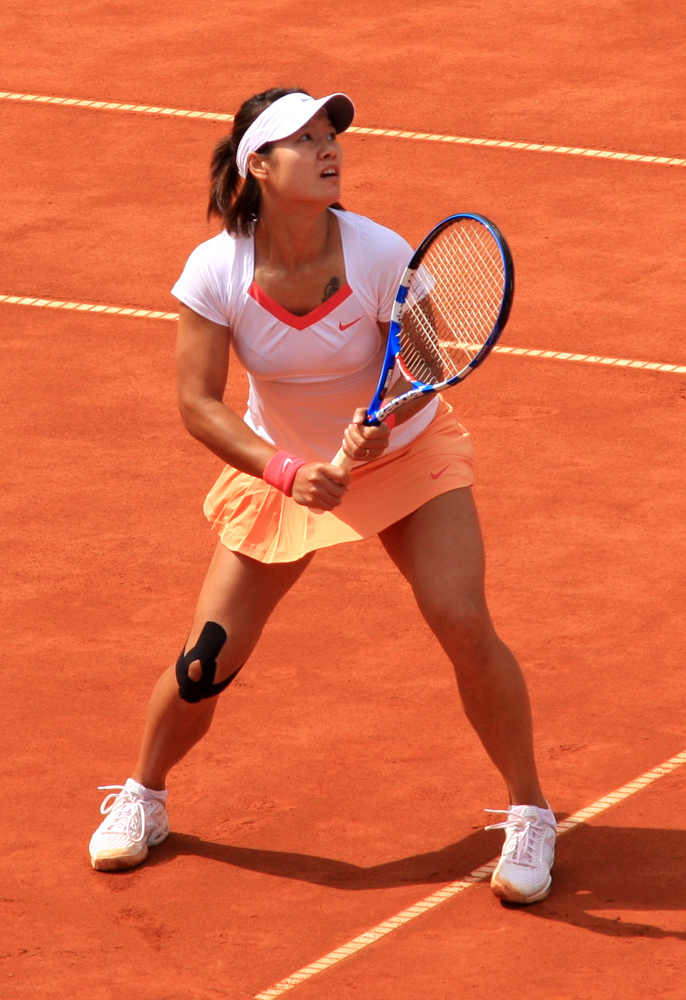
Li Na

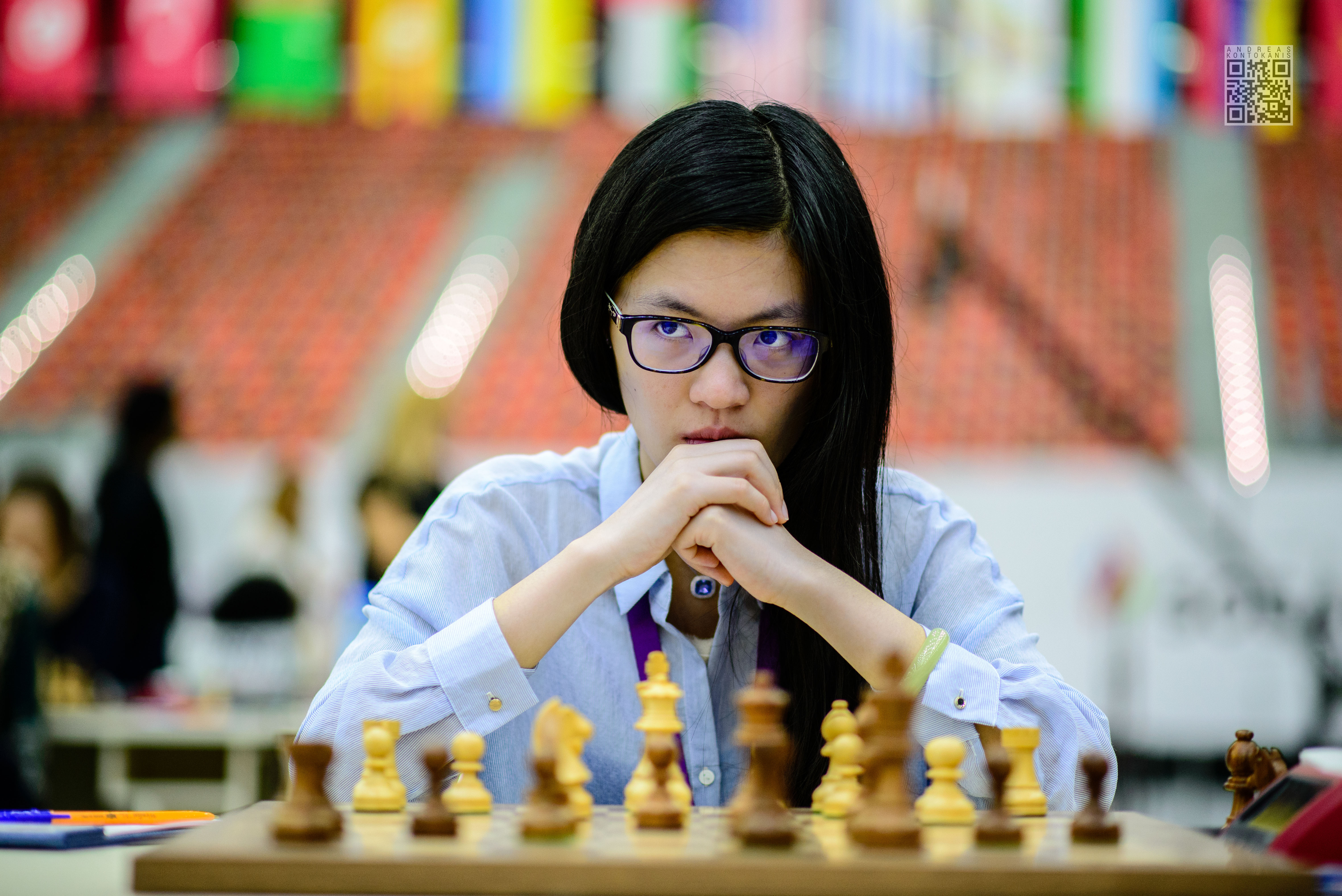
Chou I-fan

Od 80. let 20. století zažívá v Číně obrovský rozmach sport, který má velkou státní podporu. V roce 1984 se Čína prvně zúčastnila olympijských her, letních v Los Angeles. Její první olympijskou hvězdou se zde stal gymnasta Li Ning. Od té doby ČLR vybojovala 237 zlatých olympijských medailí (k 2018) a dala světu řadu dalších úspěšných sportovců: K největším čínských sportovním hvězdám patří tenistka Li Na, vítězka Australian Open 2014 a Roland Garros 2011. Ve čtyřhře byla světovou jedničkou Pcheng Šuaj. V americké lize NBA se prosadil basketbalista Jao Ming, proslulý svou výškou (229 cm). Skokanka do vody Wu Min-sia se stala legendou své disciplíny a vyhrála pět zlatých olympijských medailí. Jen o trochu méně úspěšné jsou v této disciplíně její kolegyně Fu Ming-sia, Čchen Žuo-lin a Kuo Ťing-ťing. Čína ve skocích do vody získala k roku 2018 již 40 zlatých olympijských medailí a je to její nejúspěšnější disciplína. V Li Ningových stopách šel především gymnasta Cou Kchaj, držitel pěti olympijských zlatých kovů, Li Siao-pcheng má jen o jeden méně. Ještě více tradičním je v Číně stolní tenis: Ma Lung má tři olympijská zlata a je desetinásobným mistrem světa, stolní tenistka Teng Ja-pching má z OH dokonce čtyři zlata. Mezi ženami dominovala rovněž Wang Nan či Čang I-ning. Prvním Číňanem, který zkompletoval ping-pongový grandslam (zlato z OH, mistr světa a vítěz světového poháru) byl Liou Kuo-liang (1999), druhým Kchung Ling-chuej (2000), třetím Čang Ťi-kche (2012). (Před nimi se to povedlo jen Švédovi Jan-Ove Waldnerovi). Velmi úspěšní jsou Číňané v badmintonu, například Lin Tan je první mužský badmintonista, který získal zlatou olympijskou medaili v individuální disciplíně dvakrát po sobě. Králem badmintonové dvouhry je Fu Chaj-feng. V ping-pongu a badmintonu jsou již Číňané na čele historických tabulek olympijských medailistů. Plavec Sun Jang má tři olympijské zlaté a vytvořil světový rekord, v ženském plavání brala dvě olympijské zlaté Jie Š'-wen. K nejúspěšnějším atletům patří běžkyně Wang Ťün-sia a Sing Chuej-na, překážkář Liou Siang či chodec Čchen Ting. V šachu po roce 2010 září Chou I-fan, její předchůdkyní byla v 90. letech Sie Ťün. Čaj Čchao byla v roce 2002 vyhlášena nejlepší házenkářkou světa. Do síně slávy Mezinárodní volejbalové federace byla uvedena Lang Pching.
Zimní sporty nebyly v Číně dlouho příliš populární, ani známé, v posledních letech se však Číňané vrhli na rychlobruslení a zejména v disciplíně zvané short-track dosahují mimořádných úspěchů. Wang Meng má čtyři olympijská zlata, její kolegyně Čou Jang tři. Dalšími „zimními“ hvězdami čínského sportu jsou manželé Šen Süe a Čao Chung-po, olympijští vítězové v kategorii krasobruslařských sportovních dvojic.
Jako i v jiných asijských zemích, velkou tradici mají bojová umění. Číňané uspořádali své techniky pod značku wu-šu. Ke známým učitelům patřil například Yip Man, k jehož žákům patřil i Bruce Lee, rodilý Američan s čínskými kořeny, který se proslavil v USA akčními filmy.
Velká čínská komunita žije tradičně ve Spojených státech amerických. Ke slavným americkým sportovcům čínského původu patří tenista Michael Chang (vítěz Paříže roku 1989), basketbalista Jeremy Lin, plavec Nathan Adrian nebo krasobruslařka Michelle Kwanová. V Kanadě se zase narodil Patrick Chan, olympijský vítěz v krasobruslení.
Čínským vynálezem je desková hra go. Za nejlepšího hráče go 20. století bývá označován čínský rodák Go Seigen.
Roku 2008 Čína v Pekingu uspořádala letní olympijské hry. Stejné město bude roku 2022 hostit i hry zimní.

## Životní prostředí

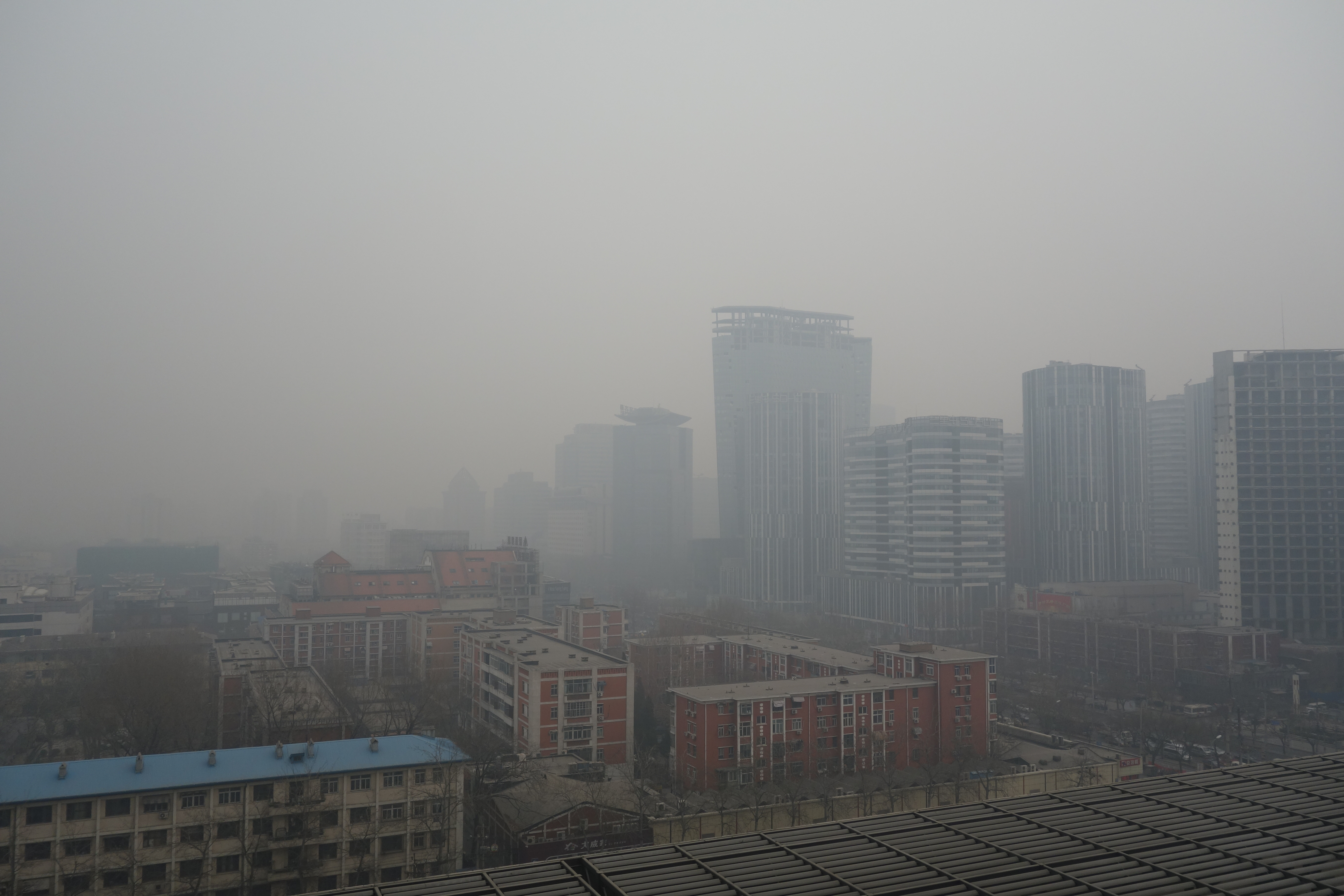
Smog v Pekingu (2014)

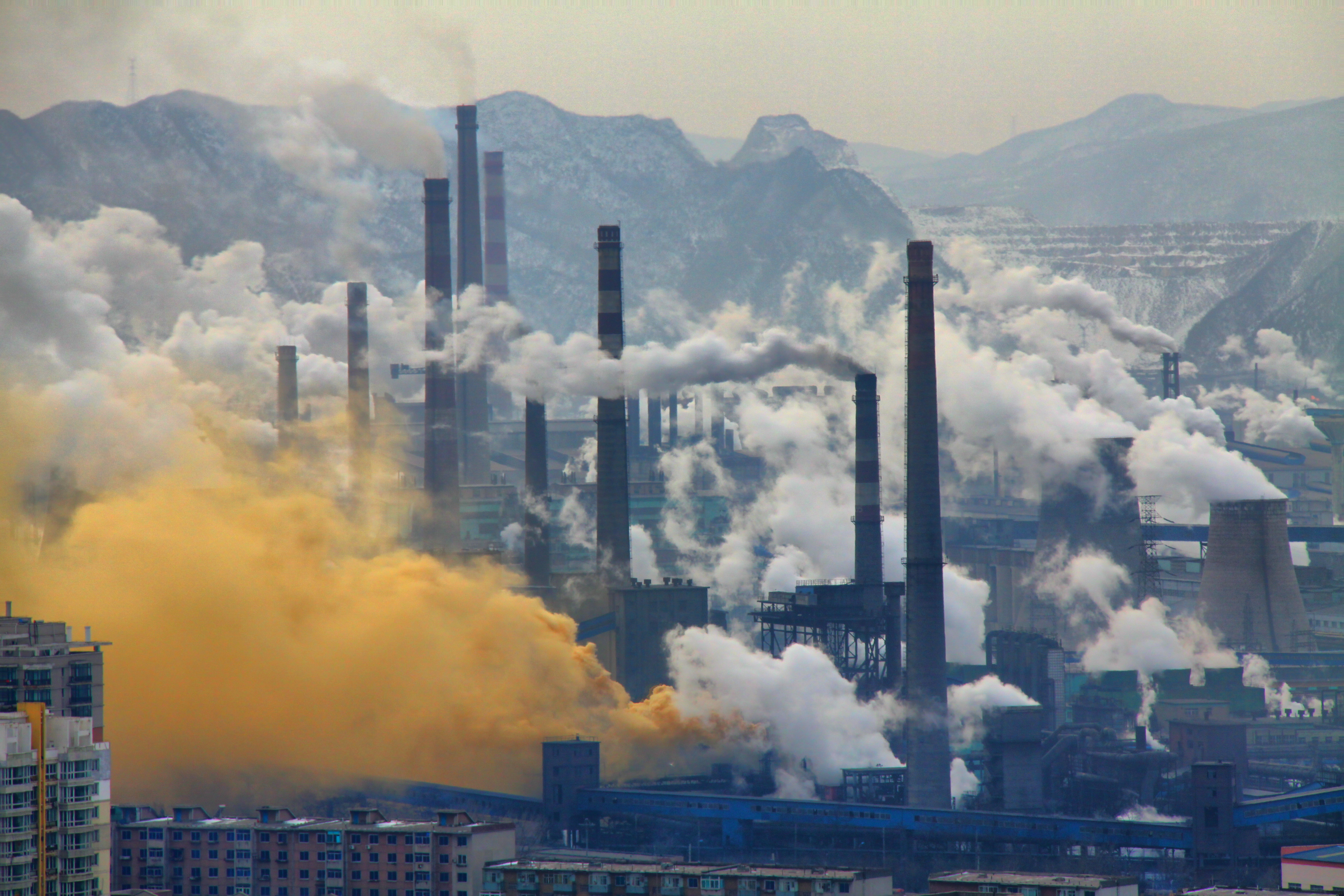
Uhelná elektrárna v Pen-si, provincie Liao-ning

Čína je největším producentem CO_{2} na světě

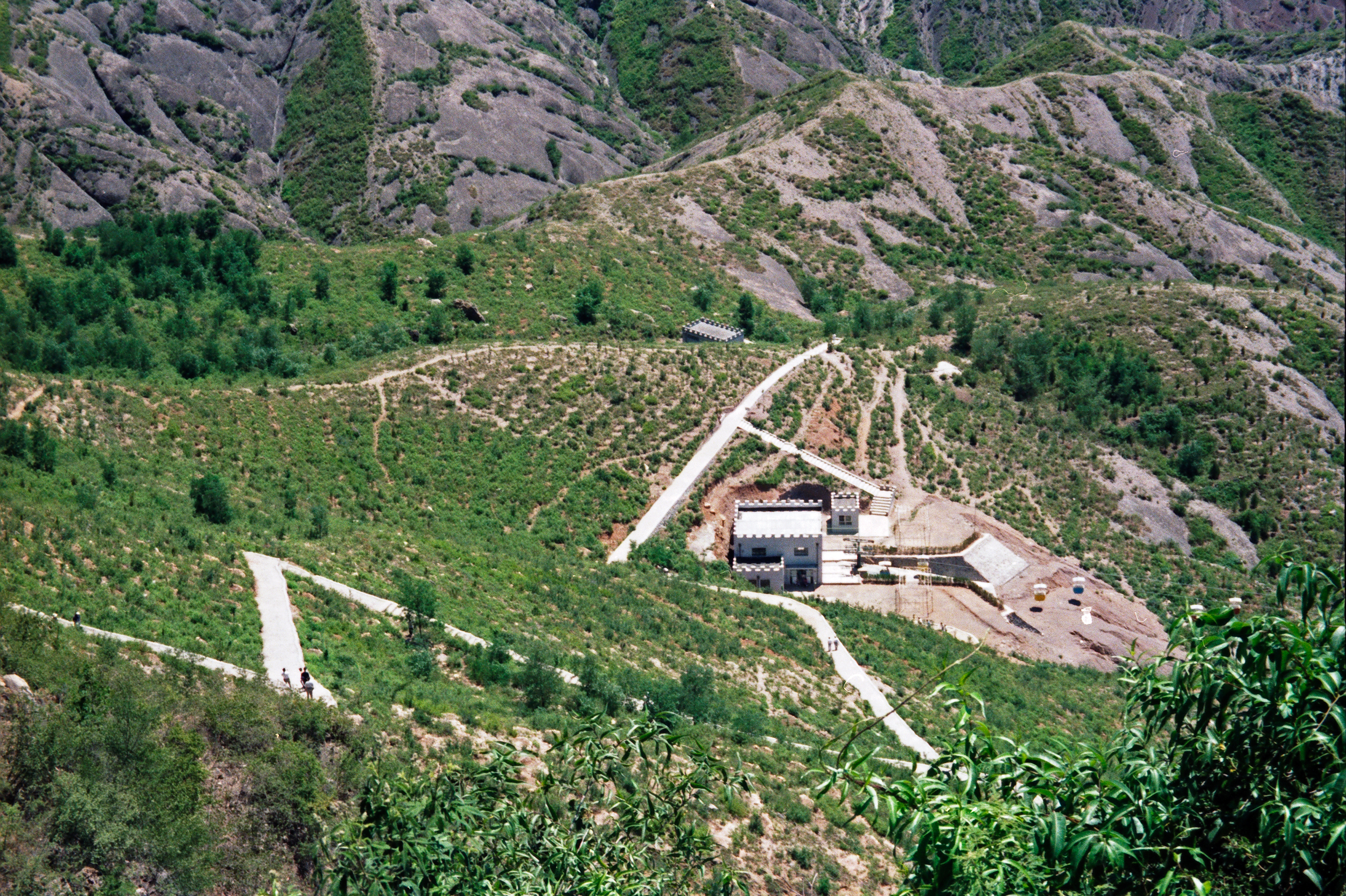
Zalesňování mladými rostlinami v S'-ma-tchaj v rámci projektu Velké zelené zdi.

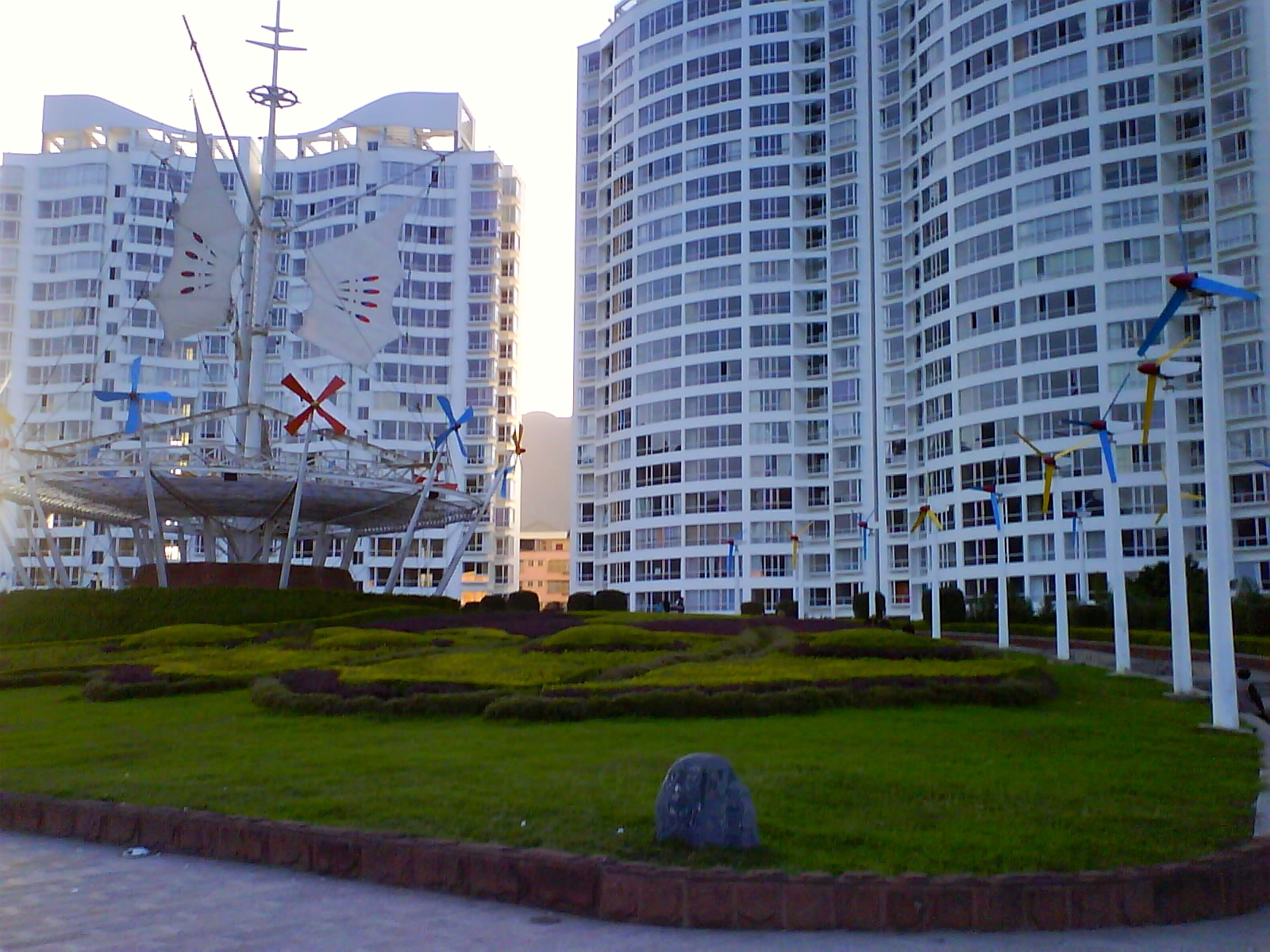
Malé větrné turbíny k zásobování elektřinou výškové budovy v Ta-li, provincie Jün-nan.

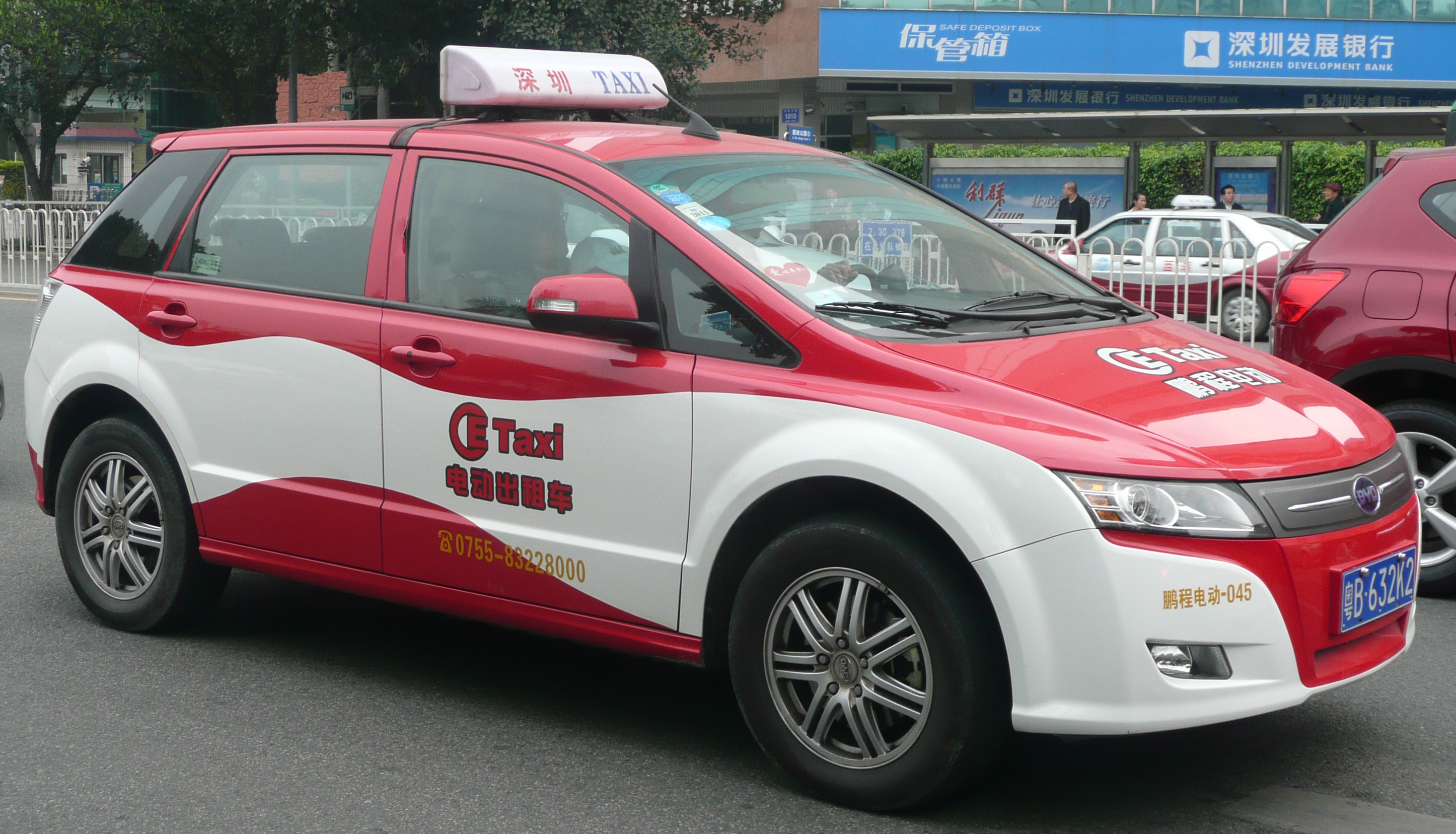
Elektrotaxi značky BYD e6 v Šen-čenu, provincie Kuang-tung.

Ve velkém skoku vpřed Čína dokonale napodobila industrializaci západního světa – se všemi jejími chybami. Vzhledem k tomu, že hospodářský vzestup byl doprovázen rychlým budováním průmyslu a infrastruktury, čelí Čína vážným environmentálním problémům. Ze 180 zemí se Čína v roce 2016 umístila na 109. místě v žebříčku Environmental Performance Index (Index výkonnosti z hlediska životního prostředí).
Ekologická stopa Číny se od šedesátých let dvacátého století zdvojnásobila. Nejzávažnějším problémem je znečištění ovzduší způsobené spotřebou energie. Čísla v této oblasti jsou zničující: V roce 2005 poprvé Čína předstihla Spojené státy v celkových emisích CO2 a v roce 2012 dosáhla hodnoty 8,1 miliardy tun. V roce 2013 bylo v několika městech severní Číny naměřeno rekordních více než 800 mikrogramů pevných prachových částic (polétavého prachu) na metr krychlový – 30násobek hodnoty, kterou Světová zdravotnická organizace považuje za neškodnou.
Vzhledem k tomu, že velikost a důsledky škod na životním prostředí nešlo přehlížet, stala se otázka ochrany životního prostředí jednou z priorit čínské vlády. Cílem je, aby byl ekonomický rozvoj šetrný k životnímu prostředí. Skutečnost, že to není snadný úkol, uznává mj. i Světový fond na ochranu přírody (WWF) : Čína musí uživit téměř jednu pětinu světové populace – a to s relativně omezenými zdroji. Země má pouze 9 % světové zemědělské půdy a pouze o něco více než 6 % světových sladkovodních zdrojů.
V několika čínských provinciích klesají hladiny podzemních vod, což způsobuje, že každý rok zmizí asi 30 jezer. Vedle toho stoupá eroze půdy a desertifikace, což vede ke ztrátě vegetace, polí a lesů. Podle průzkumů WWF je však „ekologická stopa“ každého z 1,4 miliardy Číňanů skromná – ve srovnání s Japonskem, Německem nebo dokonce Spojenými státy. Například v roce 2014 činila roční poptávka po elektrické energii na osobu v Číně 3 927,05 kWh a v Německu 7 035,49 kWh nebo emise oxidu uhličitého na obyvatele v Číně 7,55 tun a v Německu 8,89 tun.
Zároveň existuje mnoho ekologických organizací ve všech částech Číny, často založených na iniciativě jednotlivců. Mezi ně patří mj. „Přátelé přírody“, „Yunnan Green Watersheds“ nebo „Green Earth Volunteers“. Kromě domácích aktivistů mají v Číně zastoupení i různé mezinárodní nevládní organizace v oblasti životního prostředí. Mnohé environmentální projekty jsou financovány státem. Čína tak např. zřízením „Velké zelené zdi“ realizuje (od roku 1978) projekt v zalesňování krajiny. Celkově má být do roku 2050 osazena původními druhy stromů plocha 350 000 km2, s cílem vytvořit zelený pás mezi suchým severem a úrodným jihem. V roce 2014 přijala čínská vláda další opatření zaměřená na snížení emisí na jednotku HDP o 33,8 % do roku 2030.
V roce 2015 byl přijat zákaz výstavby nových uhelných elektráren a v roce 2017 byla zavedena emisní norma pro výfukové plyny Euro 5. Kromě toho by se měl podíl uhlí na celkové spotřebě energie snížit do roku 2030 z 66,6 % na méně než 45 % a podíl obnovitelných energií ve stejném období zvýšit na 25 %. Ačkoli hlavním cílem opatření je snížení znečištění, znamená to také významné snížení emisí skleníkových plynů. Do roku 2016 bylo uzavřeno více než 1000 uhelných dolů s celkovou roční kapacitou těžby 60 milionů tun. Celkově mají být nejpozději do roku 2020 uzavřeny nadbytečné doly s kapacitou 500 milionů tun.
Čína ratifikovala Kjótský protokol v roce 2002 a Pařížskou dohodu o klimatu v roce 2016. Záměrem Číny je stát světovým lídrem v ochraně klimatu. Ačkoli jednotlivá hlavní čínská města bývají nadále pravidelně zasahována silným smogem, zátěž znečištěním rok od roku klesá. V posledním čtvrtletí roku 2017, podle údajů Greenpeace, například znečištění v Pekingu pokleslo ve srovnání s předchozím rokem o 53,8 %. Jen v roce 2017 muselo v celé Číně ukončit činnost více než 176 000 továren a 44 000 uhelných elektráren, protože nesplňovaly stanovené emisní cíle. V této souvislosti zmizelo v uhelném průmyslu více než 1,3 milionu pracovních míst, dalších 500 000 v ocelářském průmyslu.
Čína investuje nemalé prostředky do nefosilních zdrojů energie. V uplynulých letech bylo v Číně postaveno více solárních a větrných turbín než ve zbytku světa dohromady. Do roku 2020 vyčlenila čínská vláda v této oblasti další investice ve výši přibližně 360 miliard eur. Například pro větrnou energii to znamená, že do té doby by instalovaná kapacita měla vzrůst ze 151 na více než 205 gigawattů. Pro solární energii předpokládá plán do roku 2020 její ztrojnásobení. Čínský příklad zároveň dokazuje, že energetický přechod přináší i ekonomické výhody: více než 3,5 milionu Číňanů již pracuje v odvětví obnovitelných zdrojů energie a dalších 10 milionů se očekává do roku 2020.
Čínská vláda masivně podporuje dotacemi nástup elektromobilů a kvótami a omezeními se snaží vytlačit spalovací motory. V šesti velkých městech, které jsou zvláště postiženy znečištěním ovzduší, je ročně (losem nebo aukcemi) povoleno pouze 650 000 registrací nových osobních automobilů. Velká část z nich je vyhrazena výhradně pro registraci elektrických vozidel. Elektromobily nabízejí ze zákona další výhody: mohou jezdit sedm dní v týdnu; (automobily se spalovacími motory naproti tomu mají na jeden konkrétní den v týdnu, v závislosti na posledním čísle SPZ, zákaz jízdy). Při nákupu elektrického nebo hybridního elektrického vozidla hradí centrální vláda státní prémii ve výši 4 600 eur. Od roku 2019 musí všechny domácí i zahraniční automobilky dosáhnout 10% a od roku 2020 12% podílu elektromobilů na své celkové produkci v Číně. Zavedení této kvóty vyvíjí značný tlak na výrobce, jako jsou Volkswagen, BMW a Daimler, pro které je Čína zároveň největším jednotným trhem. Podle indexu elektrických vozidel, vyvinutým společností McKinsey & Company, Čína „utíká svým konkurentům“. Elektrická vozidla prodaná v roce 2016: 336 000 vozů, 171 000 užitkových vozidel a 115 000 autobusů na baterie. Čína je navíc zemí s nejrozmanitějšími modely; V roce 2017 měli čínští zájemci o koupi na výběr mezi téměř 60 různými elektromodely.

## Zajímavosti
- Celkem 83,3 % čínských žen ve věku 15 až 49 let, vdaných či zadaných, používalo ke konci roku 2005 moderní metody antikoncepce a tímto podílem se dostala Čína na první místo na světě.[193]
- Číňané preferují mužské potomky a dívky se mnohdy stávají ještě před svým narozením oběťmi uměle vyvolaných potratů, k čemuž přispěla i politika jednoho dítěte (do roku 2015), jejímž cílem bylo omezit růst populace. V roce 2014 bylo v Číně v důsledku potratů a zabíjení novorozeňat odhadem o 34 milionů více mužů než žen.[194]Čínský prezident Si Ťin-pching a americký vicepresident Joe Biden 25. září 2015

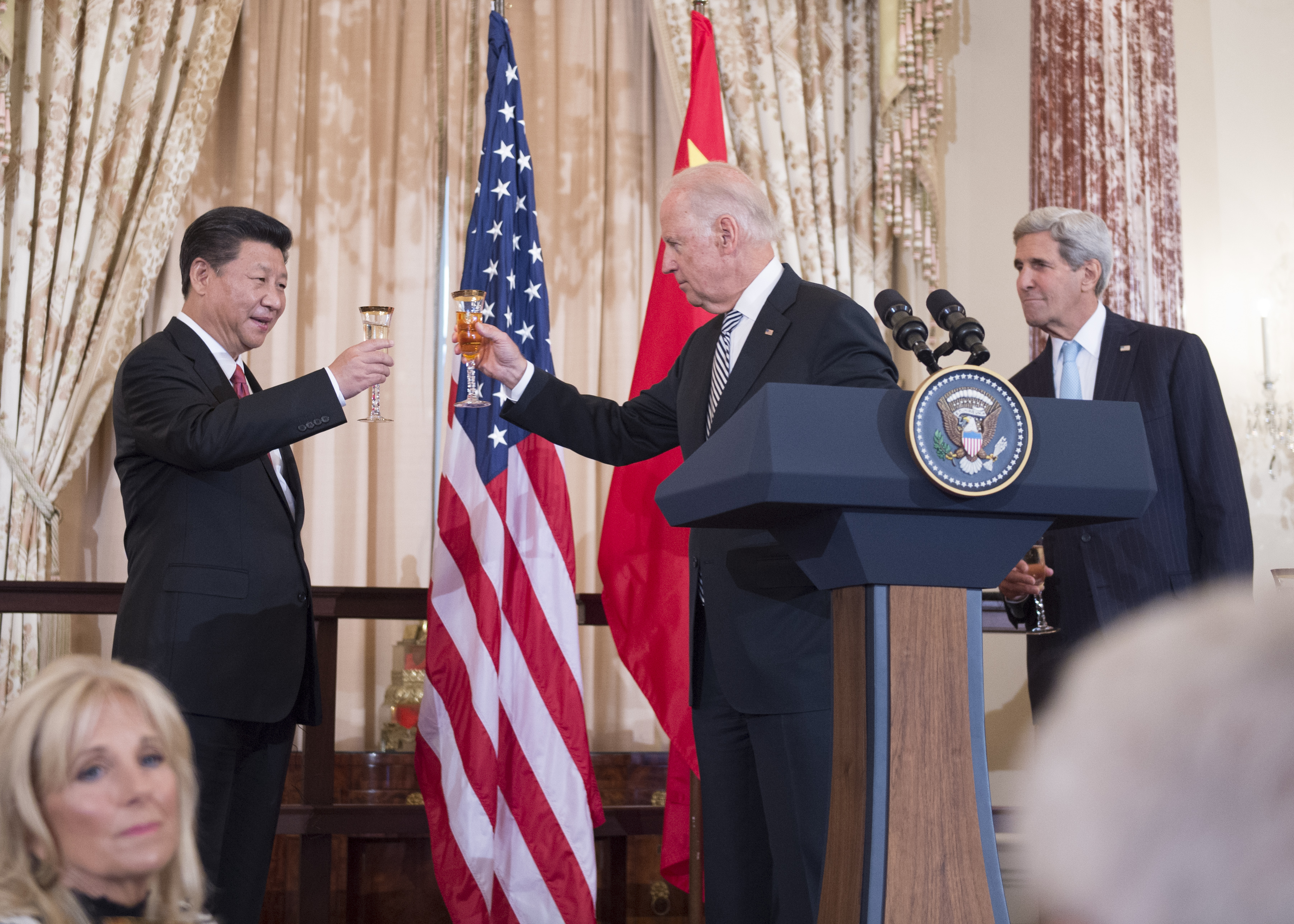
Čínský prezident Si Ťin-pching a americký vicepresident Joe Biden 25. září 2015

- Odhaduje se, že pro čínskou vládu pracuje 50 000 až 100 000 hackerů.[195] V roce 2015 bylo odhaleno,[196] že při největším kyberútoku v americké historii čínští hackeři ukradli osobní údaje 21,5 milionu zaměstnanců amerických federálních úřadů.[197]
- Čínský prezident Si Ťin-pching po svém nástupu k moci v roce 2013 spustil rozsáhlou protikorupční kampaň, která vedla k potrestání více než 300 000 stranických funkcionářů. V dubnu 2016 byl jeho vlastní švagr identifikován v uniklých Panamských dokumentech, které obsahují detailní informace o daňových únicích a praní špinavých peněz.[198] Veškerá odhalení Panamských dokumentů týkající se rodiny Si Ťin-pchinga byla na čínském internetu a v médiích cenzurována.[199]
- Čínská společnost CEFC China Energy Company Limited získala četná aktiva v České republice, například většinu v Pivovary Lobkowicz Group, 60% podíl ve fotbalovém klubu SK Slavia Praha nebo 49% podíl v mediální společnosti Empresa Media, která vlastní TV Barrandov nebo vydává týdeník Týden.[200] V médiích se spekulovalo o možném napojení firmy CEFC na čínskou armádu a vojenskou rozvědku.[201][202] V březnu 2020 byla firma prohlášena za zkrachovalou[203]
- V roce 2016 Čína vlastnila americké státní dluhopisy v hodnotě 1,244 bilionu USD a byla největším zahraničním věřitelem Spojených států.[204]Demonstrace před čínským velvyslanectvím v Praze proti zimním olympijským hrám v Pekingu, 4. února 2022

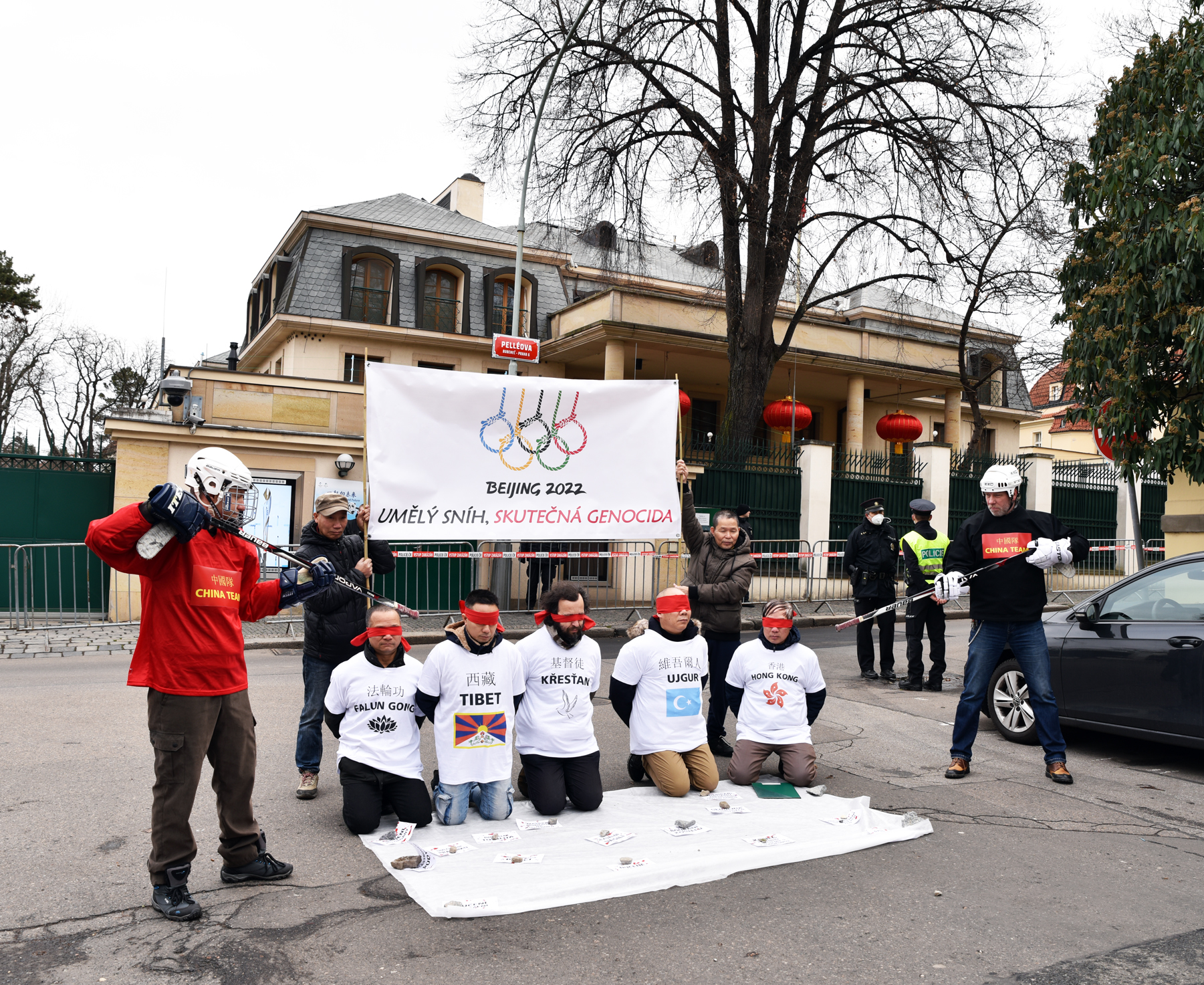
Demonstrace před čínským velvyslanectvím v Praze proti zimním olympijským hrám v Pekingu, 4. února 2022

- Okolo roku 2017 začala čínská vláda v Ujgurské autonomní oblasti Sin-ťiang ve velkém budovat převýchovné tábory, ve kterých internovala více než milion muslimských Ujgurů.[205] Tato politika byla popsána jako nucená asimilace Sin-ťiangu, etnocida (kulturní genocida),[206] nebo jako genocida Ujgurů v Číně.[207]
- Čína plánovala, že od roku 2020 spustí systém sociálního kreditu,[208] který byl označen za nejpropracovanější systém pro kontrolu lidí na světě.[209]
- Zelená transformace EU vede k rostoucí evropské závislosti na Číně,[210] která v roce 2023 vyráběla příbližně 85 % všech solárních panelů a více než polovinu všech elektromobilů na světě.[211] Čína také ovládla produkci baterií do elektromobilů.[212]